# Sain-Bel
Sain-Bel est une commune française située dans le département du Rhône, en région Auvergne-Rhône-Alpes.
Au cours de la Révolution française, la commune porte provisoirement le nom de Bel-les-Mines.

## Géographie

### Localisation
Située près de l'Arbresle et aux portes de l’agglomération lyonnaise, la commune est proche des Monts du Lyonnais. Sain-Bel fut agrandi en 1855 de portions de territoires amputées à Savigny, Sourcieux-les-Mines et Saint-Pierre-la-Palud.

### Communes limitrophes
|         | L'Arbresle | Éveux                 |
| Savigny | Sain-Bel   | Sourcieux-les-Mines   |
|         | Chevinay   | Saint-Pierre-la-Palud |

### Géologie et relief
Le pays de l’Arbresle se situe à la convergence des monts du Lyonnais et des monts de Tarare, contreforts orientaux du Massif central.
L’exploitation du sous-sol à Sain-Bel est ancestrale et remonte à l’Antiquité. Les Gaulois en retiraient déjà le plomb et le cuivre. Ensuite au Moyen Âge, seuls les filons de cuivre ont été exploités. Vers 1840, le  développement de l'exploitation fut polarisée sur la zone centrale du gisement constituée de pyrite riche en soufre et ce, jusqu’à l’arrêt définitif de la mine en 1972.
La commune est classée en zone de sismicité 2, correspondant à une sismicité faible.

### Hydrographie

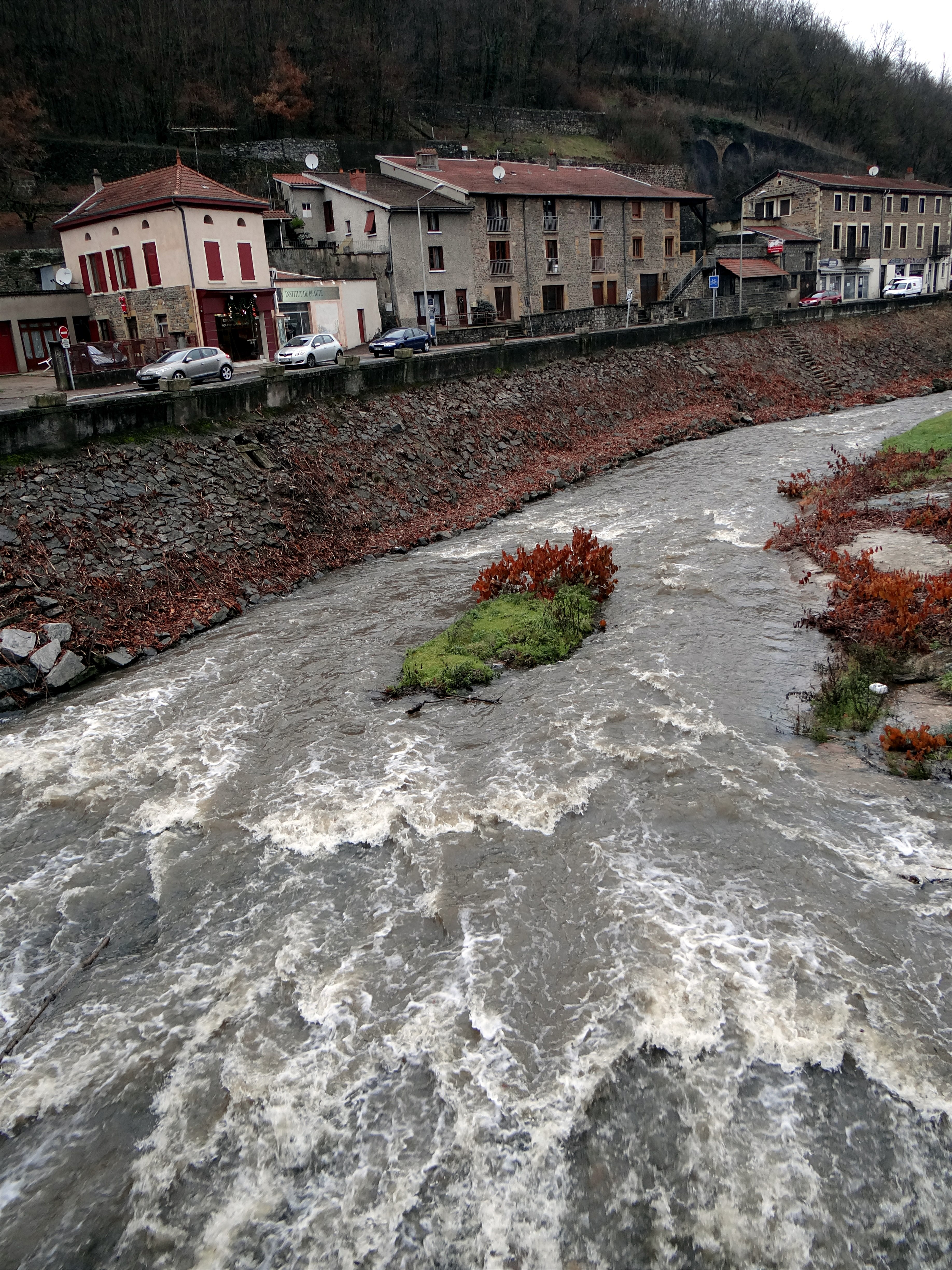
La Brévenne vue du pont de la route de Lyon.

Le système hydrographique de Sain-Bel se compose de la Brévenne et ses affluents :
- le Trésoncle, long de 12,5 km[4] ;
- le Penon, long de 6,1 km[5] ;
- la Goutte de Beaulieu, long de 2,4 km[6] ;
- la Goutte Brondelier[7] ;
- le ruisseau de Contresens, long de 6,3 km[8] ;
- le ruisseau de la Tourette, long de 4,7 km[9].

### Climat
Pour des articles plus généraux, voir Climat d'Auvergne-Rhône-Alpes et Climat du Rhône.
En 2010, le climat de la commune est de type climat océanique dégradé des plaines du Centre et du Nord, selon une étude du Centre national de la recherche scientifique s'appuyant sur une série de données couvrant la période 1971-2000. En 2020, Météo-France publie une typologie des climats de la France métropolitaine dans laquelle la commune est exposée à un climat de montagne ou de marges de montagne et est dans la région climatique  Nord-est du Massif Central, caractérisée par une pluviométrie annuelle de 800 à 1 200 mm, bien répartie dans l’année. 
Pour la période 1971-2000, la température annuelle moyenne est de 11,4 °C, avec une amplitude thermique annuelle de 17,5 °C. Le cumul annuel moyen de précipitations est de 826 mm, avec 9,3 jours de précipitations en janvier et 6,2 jours en juillet. Pour la période 1991-2020, la température moyenne annuelle observée sur la station météorologique de Météo-France la plus proche, « Le Breuil », sur la commune du Breuil à 9 km à vol d'oiseau, est de 11,6 °C et le cumul annuel moyen de précipitations est de 749,8 mm,. Pour l'avenir, les paramètres climatiques de la commune estimés pour 2050 selon différents scénarios d'émission de gaz à effet de serre sont consultables sur un site dédié publié par Météo-France en novembre 2022.

## Urbanisme

### Typologie
Au 1er janvier 2024, Sain-Bel est catégorisée ceinture urbaine, selon la nouvelle grille communale de densité à sept niveaux définie par l'Insee en 2022.
Elle appartient à l'unité urbaine de L'Arbresle, une agglomération intra-départementale regroupant huit  communes, dont elle est une commune de la banlieue,,. Par ailleurs la commune fait partie de l'aire d'attraction de Lyon, dont elle est une commune de la couronne,. Cette aire, qui regroupe 397 communes, est catégorisée dans les aires de 700 000 habitants ou plus (hors Paris),.

### Occupation des sols
L'occupation des sols de la commune, telle qu'elle ressort de la base de données européenne d’occupation biophysique des sols Corine Land Cover (CLC), est marquée par l'importance des territoires agricoles (53,8 % en 2018), en diminution par rapport à 1990 (69,6 %). La répartition détaillée en 2018 est la suivante : 
prairies (41,7 %), zones urbanisées (31,1 %), zones agricoles hétérogènes (11,5 %), zones industrielles ou commerciales et réseaux de communication (8,6 %), forêts (3,8 %), espaces verts artificialisés, non agricoles (2,6 %), terres arables (0,7 %). L'évolution de l’occupation des sols de la commune et de ses infrastructures peut être observée sur les différentes représentations cartographiques du territoire : la carte de Cassini (XVIIIe siècle), la carte d'état-major (1820-1866) et les cartes ou photos aériennes de l'IGN pour la période actuelle (1950 à aujourd'hui).

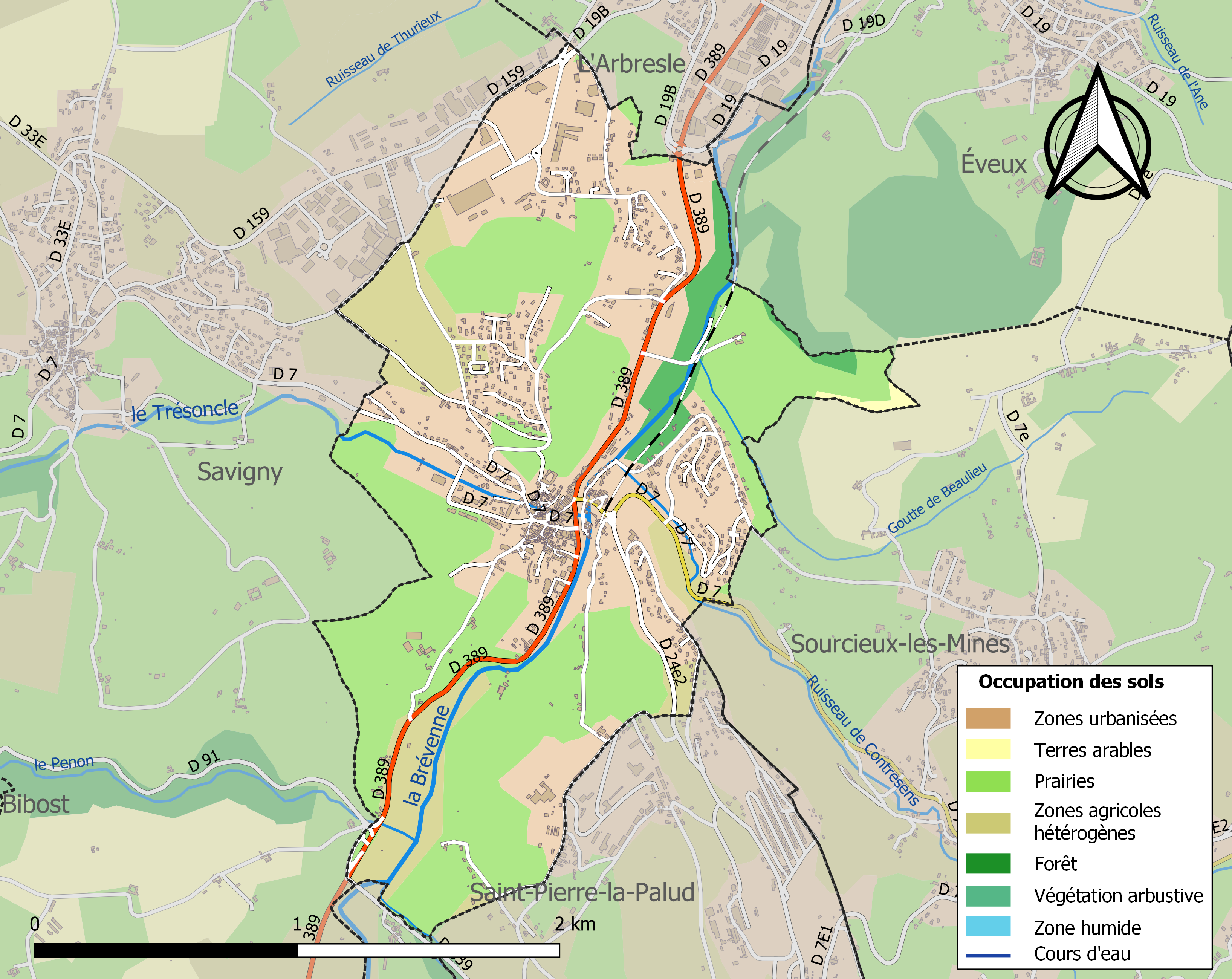
Carte des infrastructures et de l'occupation des sols de la commune en 2018 (CLC).

### Logement
En 2013, le nombre total de logements dans la commune était de 1 097.
Parmi ces logements, 88,9 % étaient des résidences principales, 1,2 % des résidences secondaires et 9,8 % des logements vacants.
La part des ménages propriétaires de leur résidence principale s’élevait à 54,8 %.

### Voies de communication et transports

#### Transports

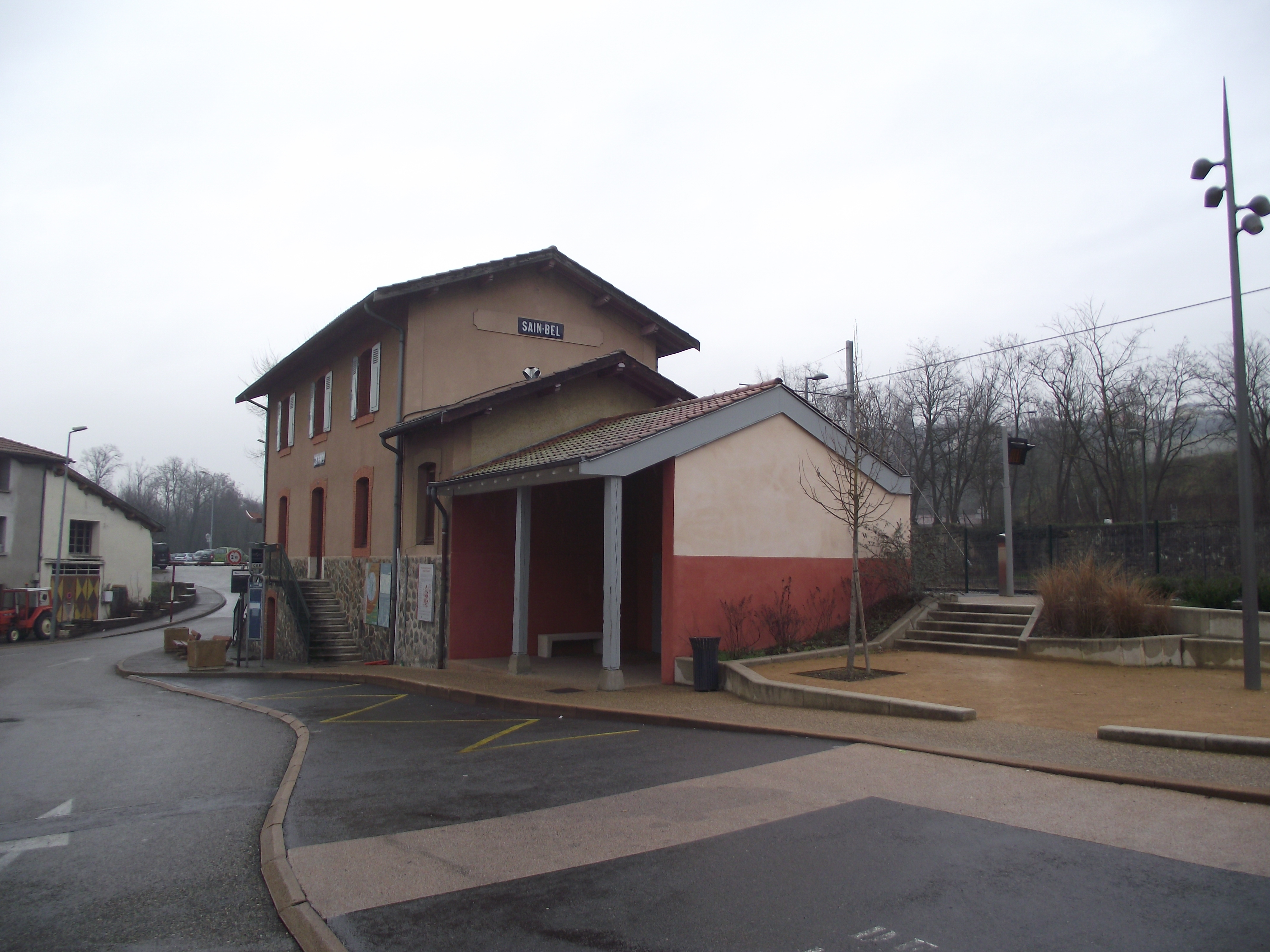
Gare de Sain-Bel.

Depuis quelques années, la gare de Sain-Bel est devenue le terminus de la liaison TER Lyon-Saint-Paul - Sain-Bel via Tassin et L'Arbresle (30 liaisons par jour en semaine), désormais devenue tram-train.
Les cars du Rhône et les bus des TCL desservent la commune avec :
- La ligne 98 des TCL au départ de la gare de Sain-Bel, direction Gorge de Loup par Sourcieux-les-Mines, Lentilly, le Poirier, Marcy-l'Étoile et Tassin-la-Demi-Lune.
- La ligne 142 des Cars du Rhône, direction Lyon Gorge de Loup par Sourcieux-les-Mines, Lentilly, le Poirier, Marcy-l'Étoile ou L'Arbresle Gare SNCF ou direction Aveize Centre médical par RD389 et Saint-Laurent-de-Chamousset.
- De nombreuses lignes scolaires.

## Toponymie
Etymologie incertaine, latine ou celtique. On relève Sambael  en 1162, Sanbiel en 1196, Sanctus Bedellus en 1351, "sanum bellum" au milieu du XIXe siècle[réf. nécessaire],.
Ses habitants sont appelés les Sain-Belois et les Sain-Beloises.

## Histoire

### Le carrefour

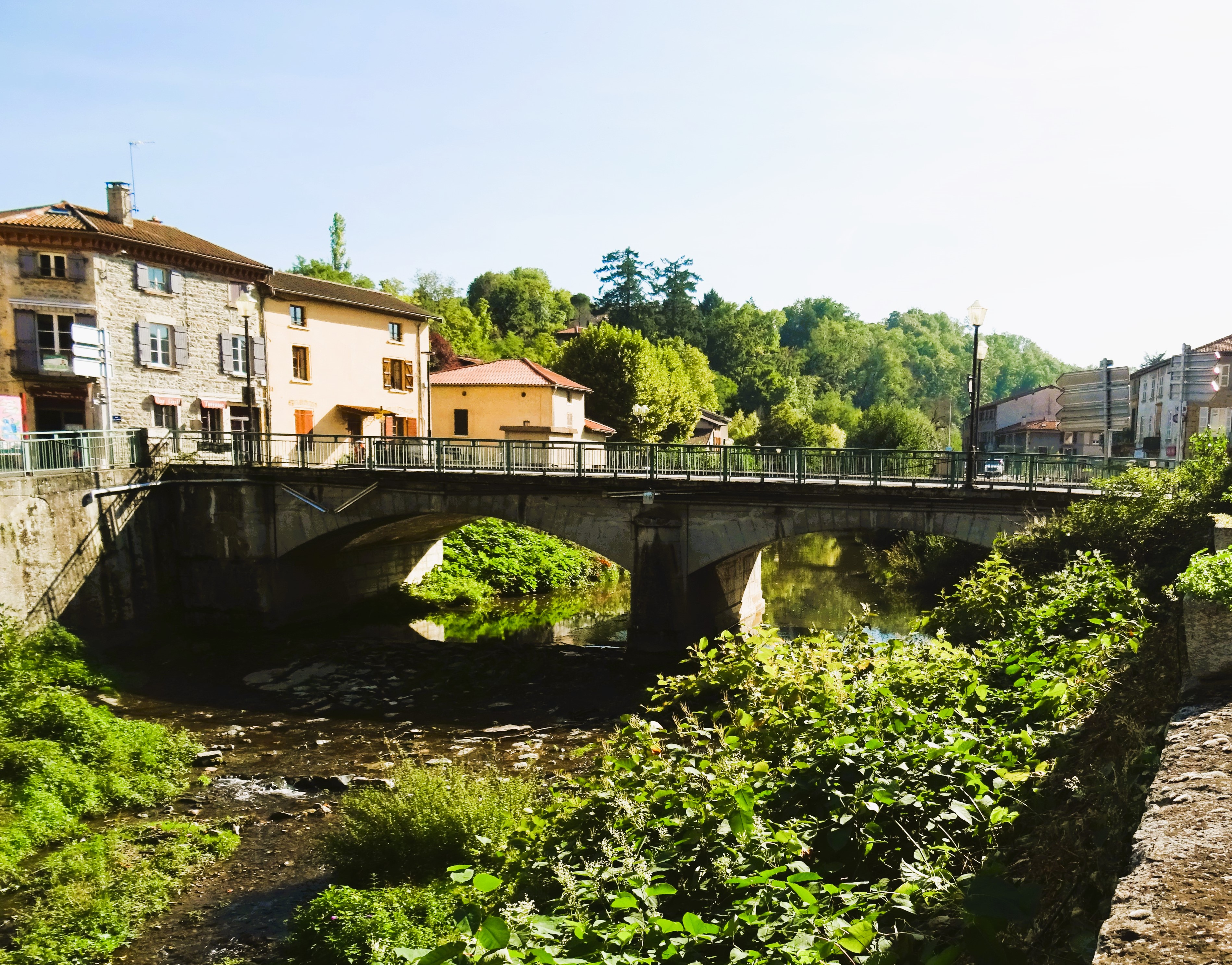
Pont sur la Brévenne

Dans le couloir nord-est/sud-ouest d’une trentaine de kilomètres de la Brévenne, au cœur des monts du Lyonnais, Sain-Bel est situé à la confluence de deux de ses plus importants affluents, le Contresens en rive droite et le Trésoncle en rive gauche, longs respectivement de 6,3 et 12,5 km. Sain-Bel joue le rôle de petit centre local au service de cinq autres communes. Elle se trouve également en position de carrefour car, à cette latitude, la retombée septentrionale des monts du Lyonnais facilite leur contournement à moins de 400 mètres d’altitude. On peut ainsi gagner rapidement par la route départementale D7 l’ouest de l’agglomération lyonnaise en s’évitant un long détour par l’Arbresle et le réseau autoroutier. La commodité de cette liaison a dépendu des conditions de la traversée de la Brévenne. Jusqu’au milieu du XIXe siècle, les attelages passaient à gué tandis que les piétons empruntaient une passerelle en bois. Le pont actuel date de 1845 ; il a été élargi en 1938.

Cette situation explique aussi l’importance prise dans le passé par Sain-Bel comme étape. L’hôtellerie s’y était particulièrement développée aux XVIIIe et XIXe siècles. L’hôtel de l’Espérance était un relais de poste. Devenu, comme tous les autres, habitation ordinaire, il ne se distingue plus que par quelques détails dans son architecture et par une ancienne plaque de localisation géographique. L’hôtel Farget, en face du pont, a gardé fière allure avec ses quatre étages, sa porte centrale surmontée d’un balcon en fonte porté par des consoles ornées de glyphes, son fronton triangulaire. Mais la plus remarquable est sans doute la demeure du régisseur de l’ancienne fonderie aux allures de château devenu l’ hôtel de Tête Noire. « A l‘ouest, une tour d’escalier circulaire et aux trois quarts hors-œuvre est adossée en abside contre la façade. Elle est flanquée de part et d’autre par deux petits avant-corps carrés couverts d’un toit plat en tuiles rondes. Le toit brisé de la tour est couvert en ardoises et en tuiles rondes ; une travéede fenêtres rectangulaires et un oculus éclairent l’escalier tournant suspendu ». 

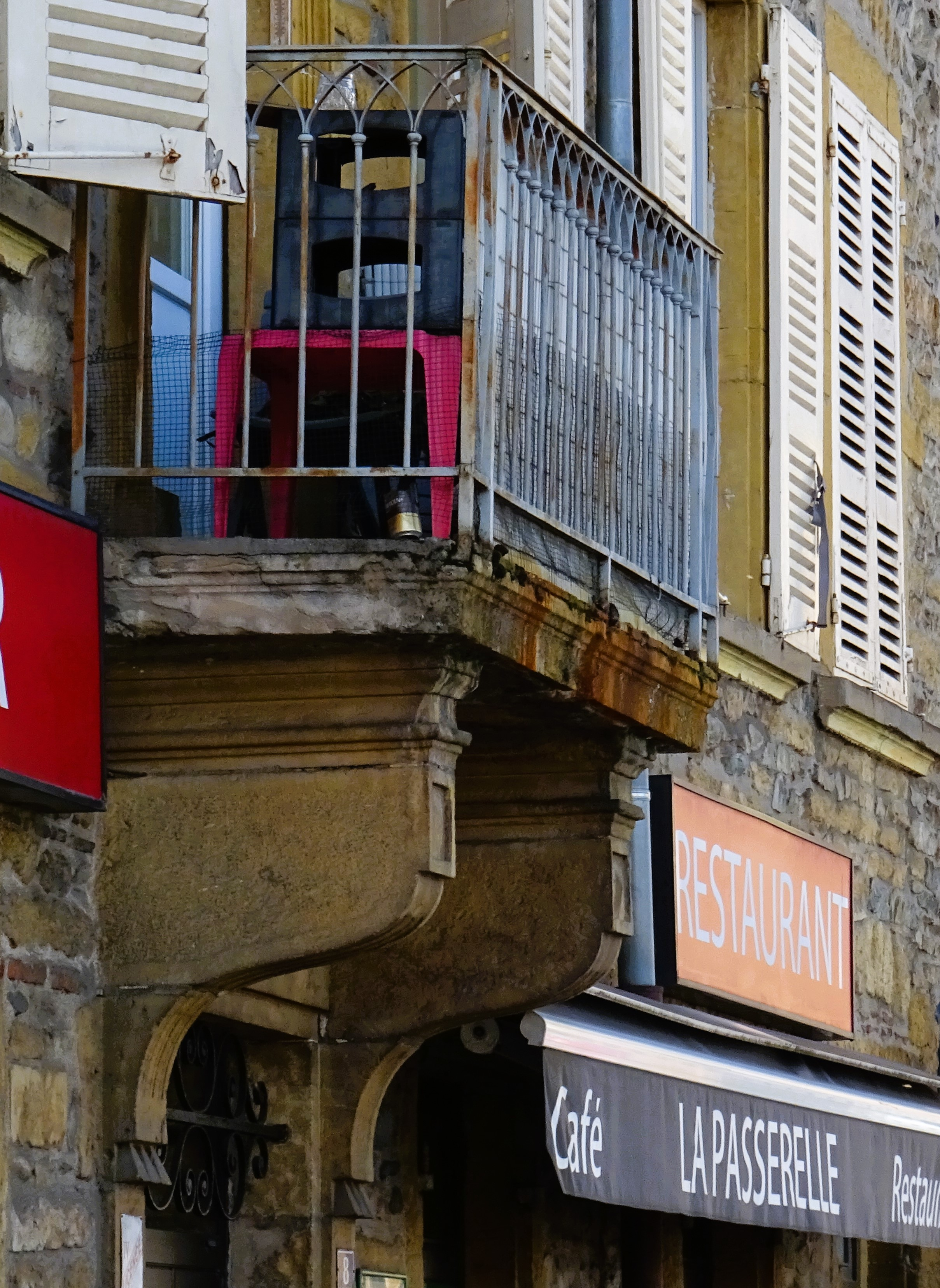
Hôtel de l'Espérance détail de balcon
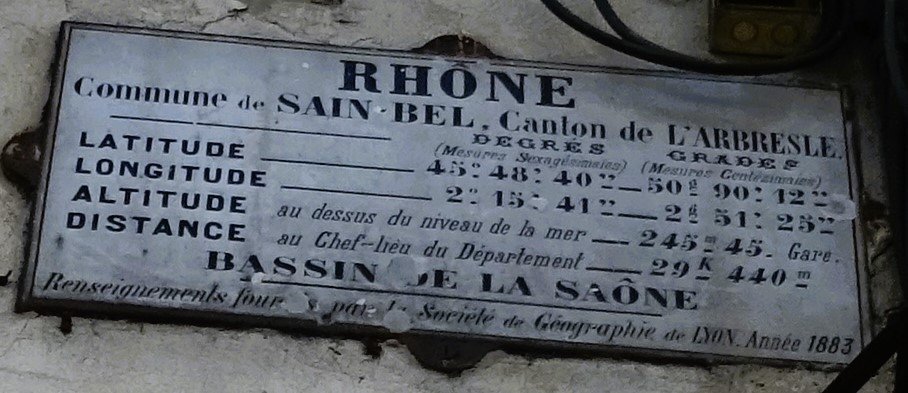
Hôtel de l'Espérance plaque géographique
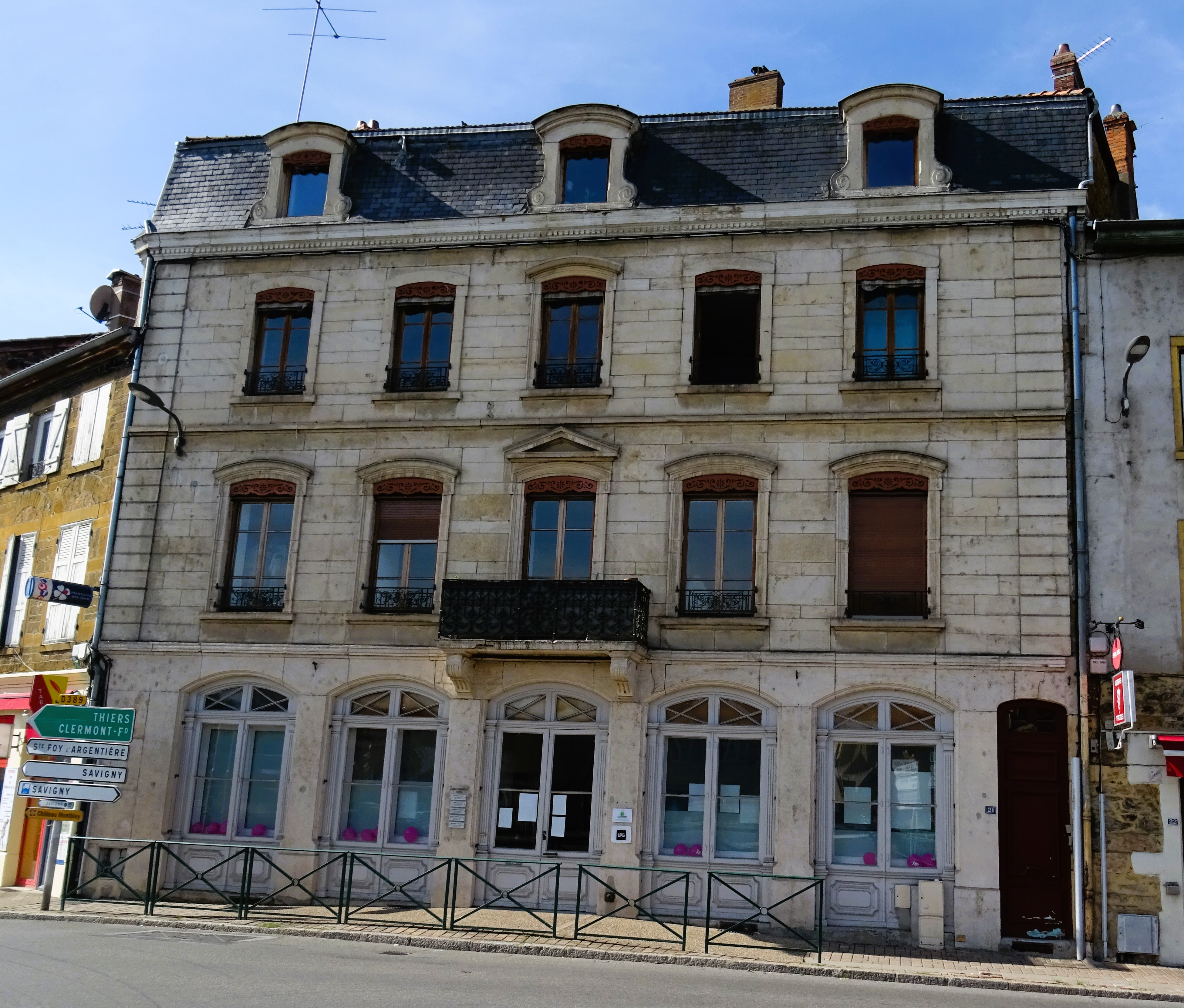
Ancien hôtel Farget
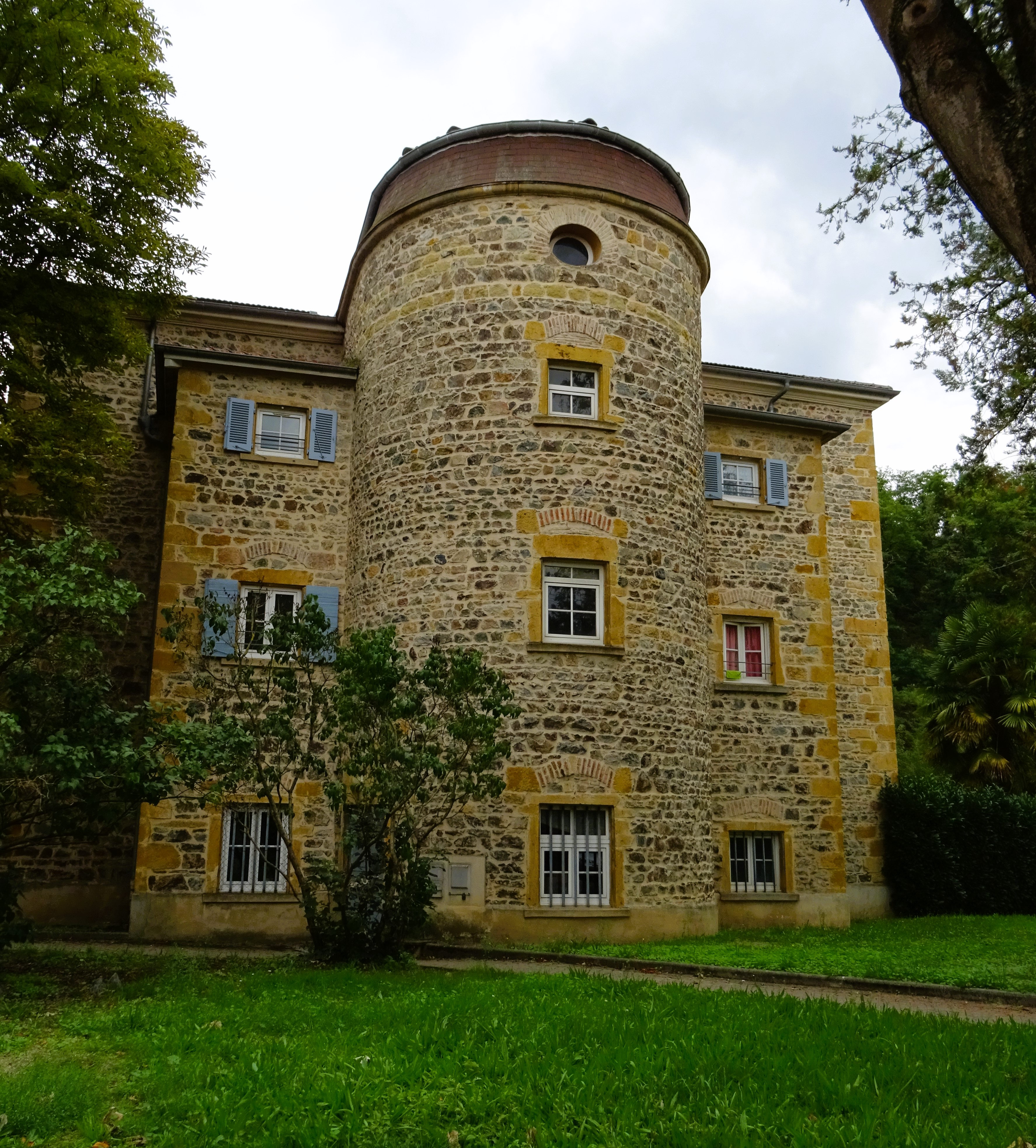
Ancien hôtel de Tête Noire
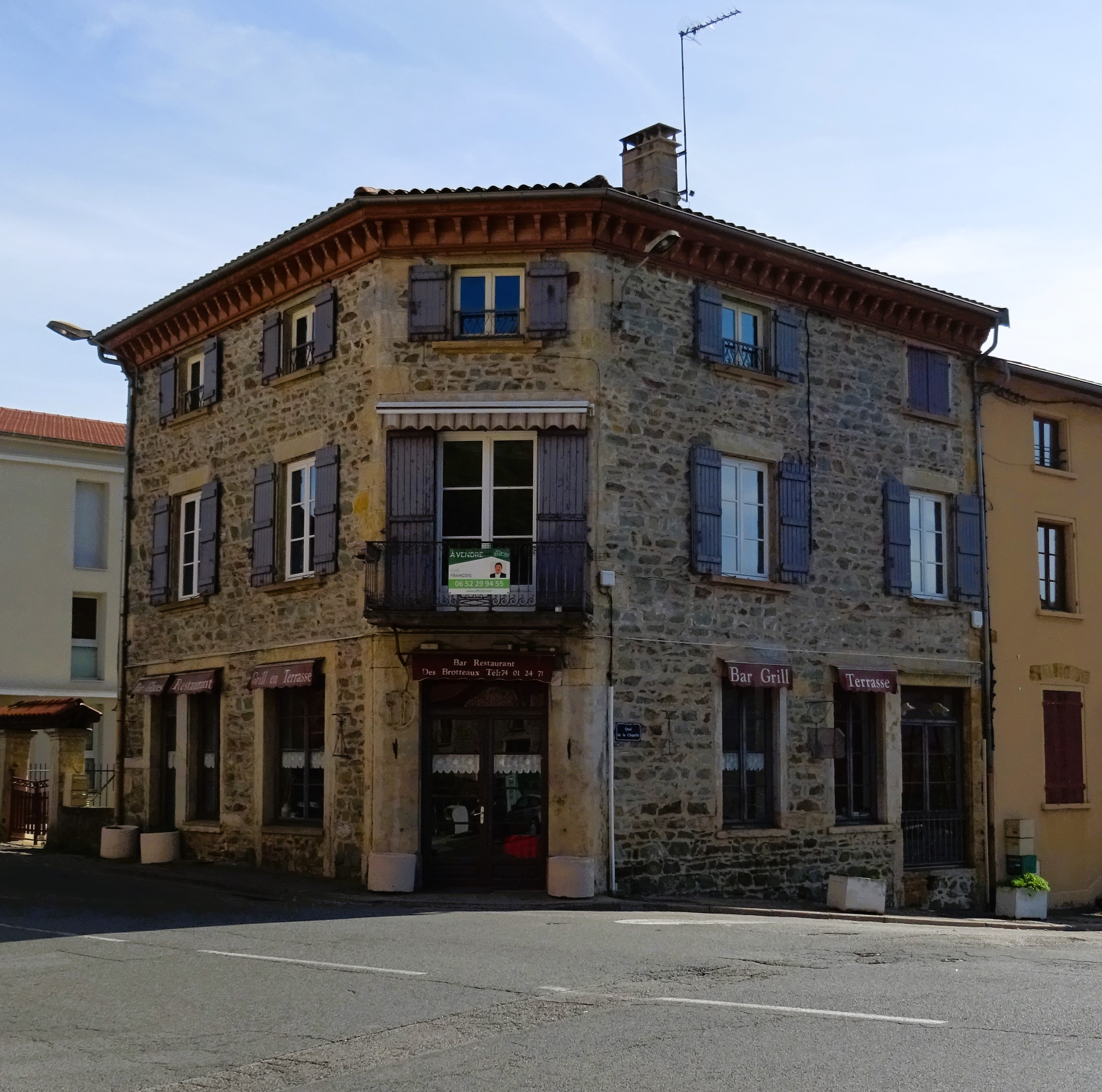
Ancien hôtel Fournier

### Le château de Montbloy

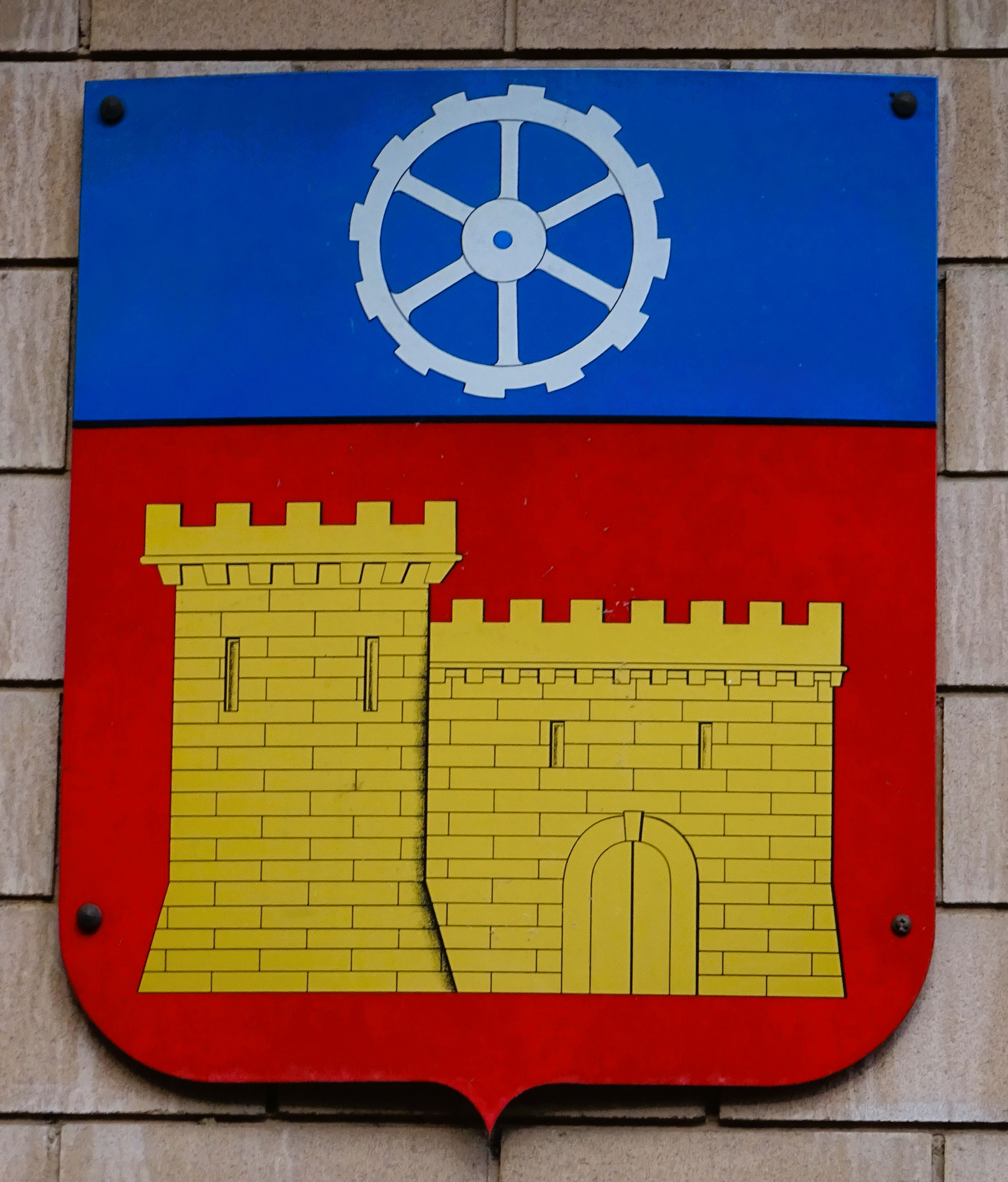
Blason de Sain-Bel.

Il est situé sur la pointe avancée d’un plateau en limite nord de la confluence du Trésoncle et de la Brévenne mais c’est généralement lorsqu’on débouche dans cette vallée par l’est qu’on le découvre et comprend son rôle de citadelle perchée à une cinquantaine de mètres au-dessus du bourg, tellement spectaculaire qu’il est apparu normal de l’adopter comme blason. Cette position a paru idéale pour l’abbaye de Savigny, à moins de deux kilomètres sur l’arrière de ce plateau, soucieuse de se prémunir contre toute attaque dans un contexte médiéval conflictuel entre les archevêques de Lyon, les sires de Beaujeu et les comtes du Forez. En construisant ce château l’abbé Bernard complétait ainsi vers 1180 par une dernière pièce maîtresse ce système défensif après l’abbé Hugues (984-1007) bâtisseur du château de Montrottier et l’abbé Dalmasse (1060-1080) à qui l’on devait celui de l’Arbresle. Alors que la population était jusqu’alors regroupée en rive droite du Trésoncle autour de son église, la construction du château a provoqué le développement en rive gauche d’un bourg castral qui devait par la suite, pendant la guerre de Cent Ans, compléter sa défense par sa constitution en vingtain. Église et château, ces deux parties de la communauté sainbeloise devraient pendant de long siècles pour communiquer composer avec l’humeur fantasque du Trésoncle. Les ponts de planches étaient facilement emportés par les crues. Il faudra attendre le XVIIIe siècle pour qu’un pont en pierre de Bully soit construit entre 1772 et 1777, remplacé par un nouveau en 1849. La solution définitive a consisté à recouvrir le ruisseau, pour partie en 1912-13, en totalité en 1936.
Le régime de propriété du château beaucoup varié selon les époques. Après les destructions du temps de la guerre de Cent Ans la région avait connu une période de prospérité. Pour anecdotique qu'elle soit, la visite de deux  illustres  personnages atteste de la réputation de l'abbaye de Savigny et de son château de Sain-Bel. Jacques Cœur, grand argentier du roi, séjourna au château. Le roi Charles VIII y séjourna également alors qu'il était jeune. Benoît Mailliard, Grand Prieur de l'abbaye de Savigny, nous raconte dans ses chroniques : « En 1489, le mardi second jour de mars, le jeune roi Charles VIII traversa par cette ville de Savigny, environ à la huitième heure du matin ; il s’arrêta au château de Sain-Bel ; monseigneur Jean d’Albon, abbé de cette abbaye, était alors vivant. Le lendemain, le roi alla à l’Ile-Barbe et y demeura jusqu’au dimanche suivant. Après dîner, à la deuxième heure environ, il fit son entrée à Lyon, en grand appareil et avec une suite nombreuse. Il y resta jusqu’au lundi suivant, et ce jour, revenant en France, il dîna à L’Arbresle, puis il alla souper et coucher à Tarare » Il est vrai que le  château a été à cette époque presque entièrement reconstruit pour devenir la résidence principale des abbés de Savigny. Ils quittent leur logis abbatial qui ne leur fournit ni l’espace et le confort d’un cadre de vie approprié à leur rang social, ni une protection militaire efficace. Par la suite, l’abbaye ne devait pas se remettre du saccage de 1562 par les protestants sauf Sain-Bel qui, en tant que résidence, devait bénéficier d’embellissement et d’entretien. En revanche, en tant qu’institution religieuse, Savigny est entrée en décadence car il y avait une désaffection générale pour la vie monastique. Malgré les tentatives de réforme entreprises dès 1493 par François d’Albon, de plus en plus les abbés commendataires ne considérèrent plus leur établissement que comme un domaine dont ils entendaient tirer des revenus. On s’en convaincra par une brève description de la ménagerie attenante au nord du château. Chars et charrettes y accèdent par un grand portail à l’opposé de l’entrée de la résidence. Un jardin, un verger et une petite vigne en occupent la frange nord, simples commodités de proximité, mais surtout les communs sont aménagés pour « engranger le foin et les pailles lorsque le blé est battu […] Le tenailler ou cuvier contient trois cuves garnies de leurs cercles et deux pressoirs ». Au XVIIIe siècle le château n’est plus occupé par les abbés, même la chapelle est laissée à l’abandon et une partie des bâtiments est louée à un notaire. Il sera vendu sous la Révolution comme bien national et divisé en plusieurs lots. La plupart d’entre eux ont été rachetés vers 1840 par le soyeux  Pierre Bariou, dont l'épouse était originaire de Savigny, afin d'y installer ses métiers à tisser la soie  en complément de l’usine du bord de la Brévenne. Aujourd’hui encore ses descendants, la famille Casoli, en possèdent la presque totalité.
De l’époque médiévale, le château ne conserve plus que l’enceinte fortifiée polygonale construite avec des moellons de basalte, prélevés sur place ou à proximité. Les bâtiments sont organisés autour d’une cour centrale où se trouve le puits. Ils ont été presque entièrement reconstruits au XVe siècle. On doit à Guillaume d’Albon (1415-1456) la construction de la tour de Montbloy ou tour de l’Horloge et la restructuration de l’aile orientale. Les corps de logis en sont desservis par un escalier à vis logé dans une tourelle hors-œuvre. Son successeur, Jean d’Albon (1456-1492) a créé la grande galerie sur cour du bâtiment méridional et a aménagé la chapelle. On lui doit aussi la tour du Colombier à vocation défensive. À partir du XVe siècle cette aile sud semble devenir le bâtiment le plus important du château. Elle abritait au XVIIe siècle le tribunal et les appartements de l’abbé. Elle est flanquée de deux tours carrées : la tour de la porte ou petite tour à l’est et la tour des Empereurs qui devait son nom aux portraits d’empereurs romains peints sur les murs d’une de ses pièces. Cette porte a été détruite au XIXe siècle mais il subsiste quelques vestiges de sa partie basse dans la maison construite sur son emplacement après un incendie au XIXe siècle.
On signalera l’existence dans la chapelle, malgré sa très médiocre conservation, d’un décor peint. Il a pour thème la Passion. Sur le haut du mur du fond, au sud, se devinent des textes qui viennent d’être déchiffrés. Au-dessus de l’autel un angelot écarte le pan d’un rideau pour dévoiler une crucifixion. Ces peintures sont attribuées au célèbre peintre lyonnais Jacques Stella (1596-1657) mais l’auteur en serait peut-être son père.
Le château a été inscrit en totalité à l’inventaire supplémentaire des monuments historiques en 2001.

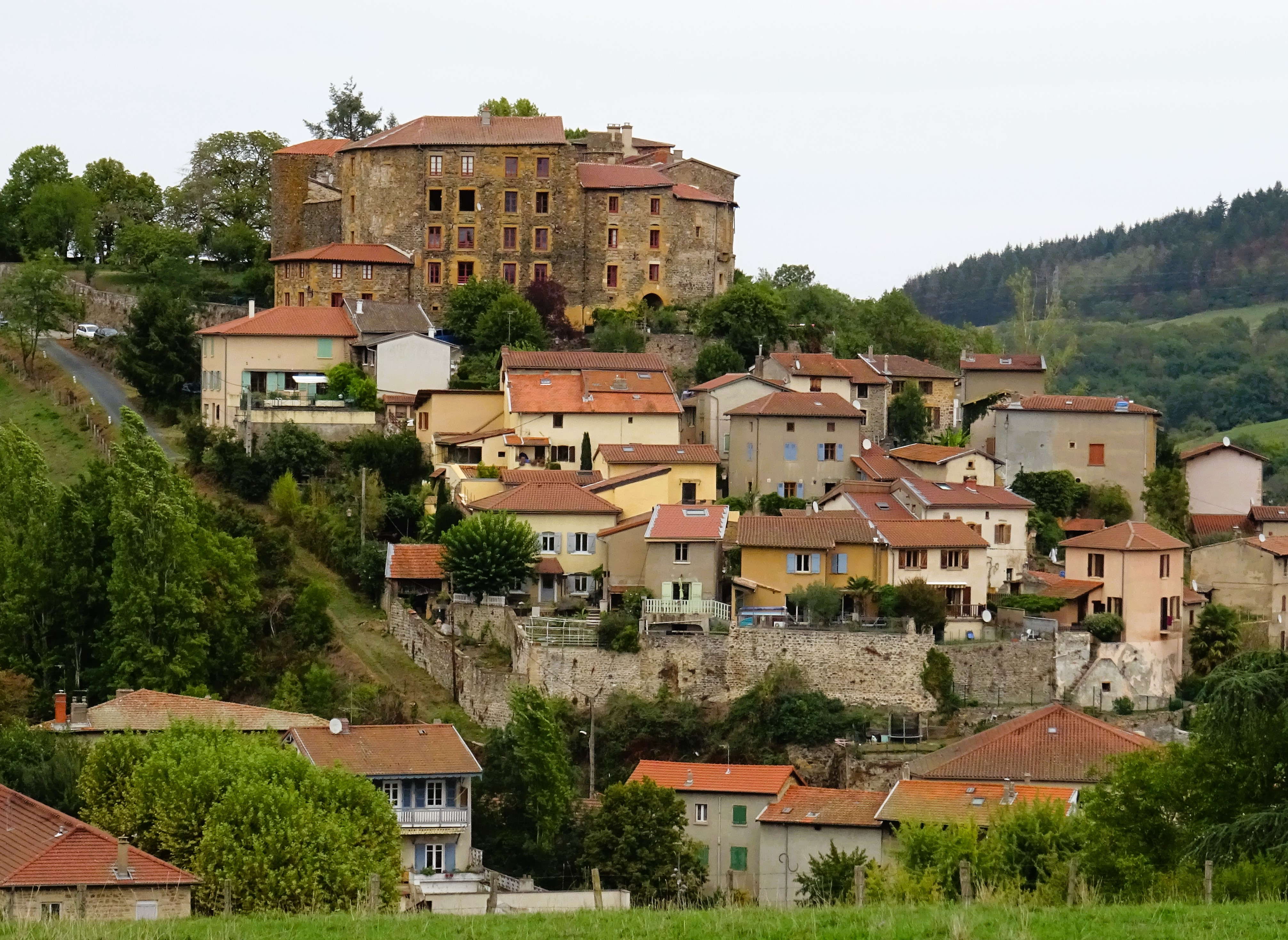
Château de Montbloy
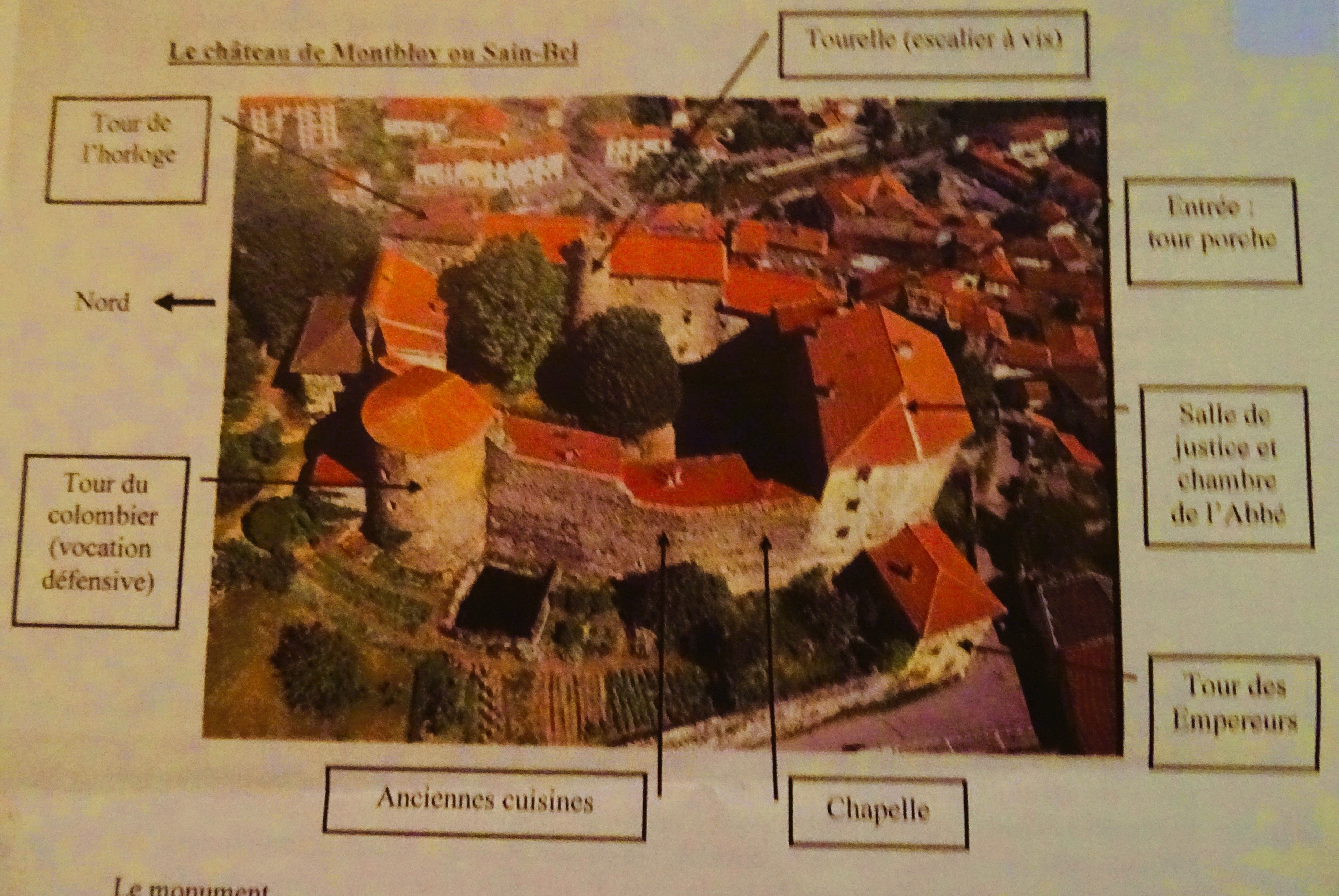
Plan du château de Montbloy
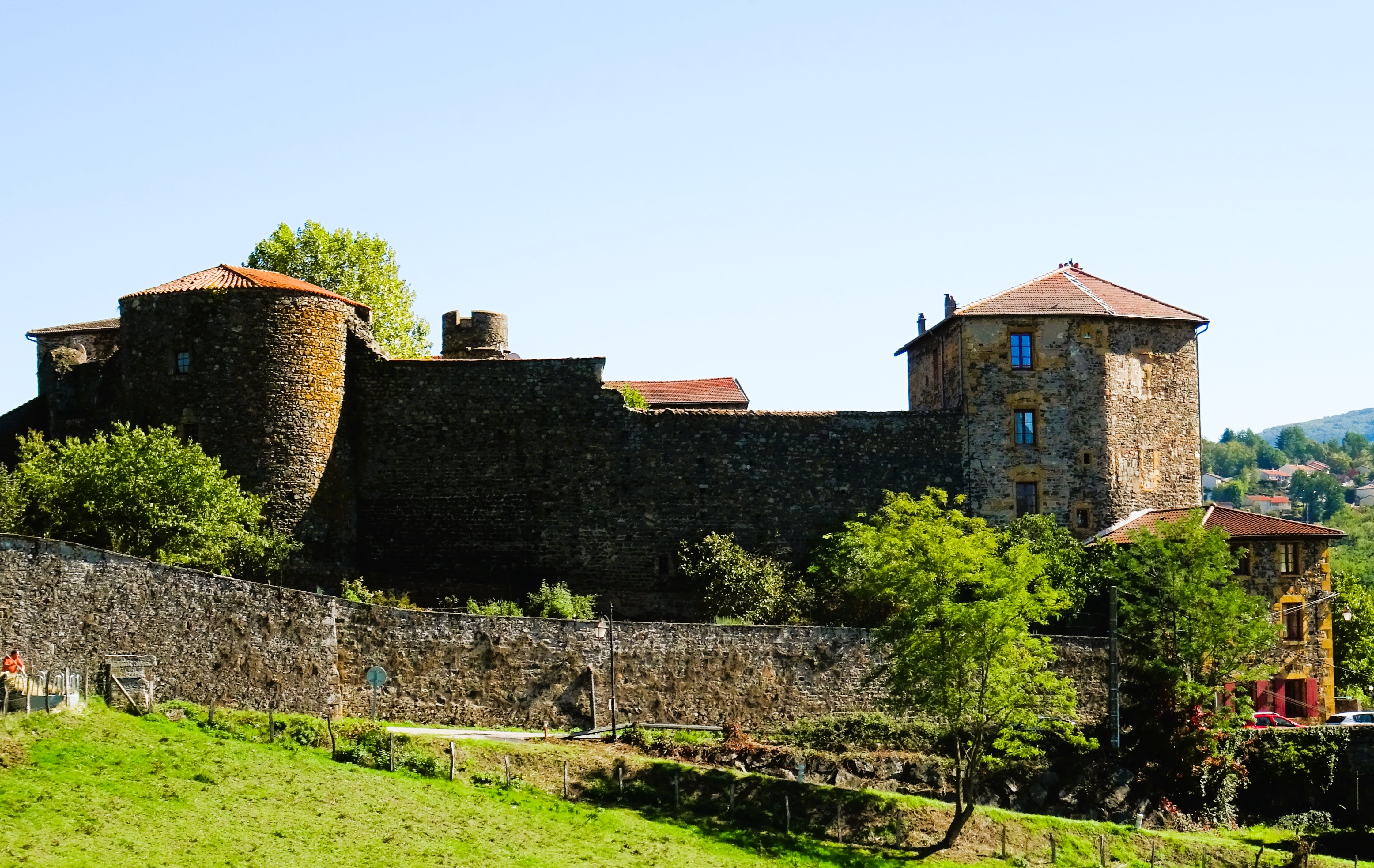
Château de Montbloy depuis l'ouest
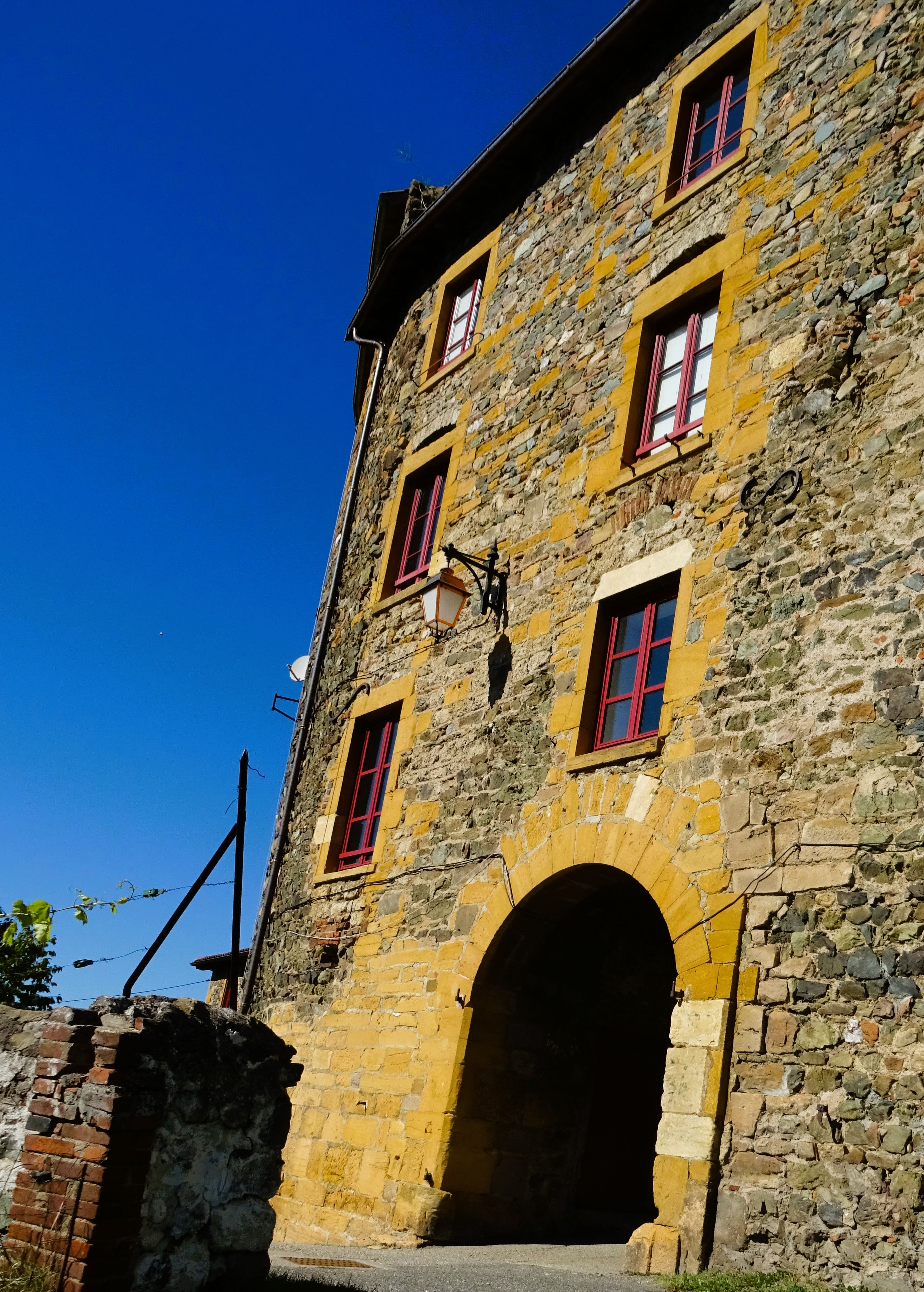
Entrée du château de Montbloy
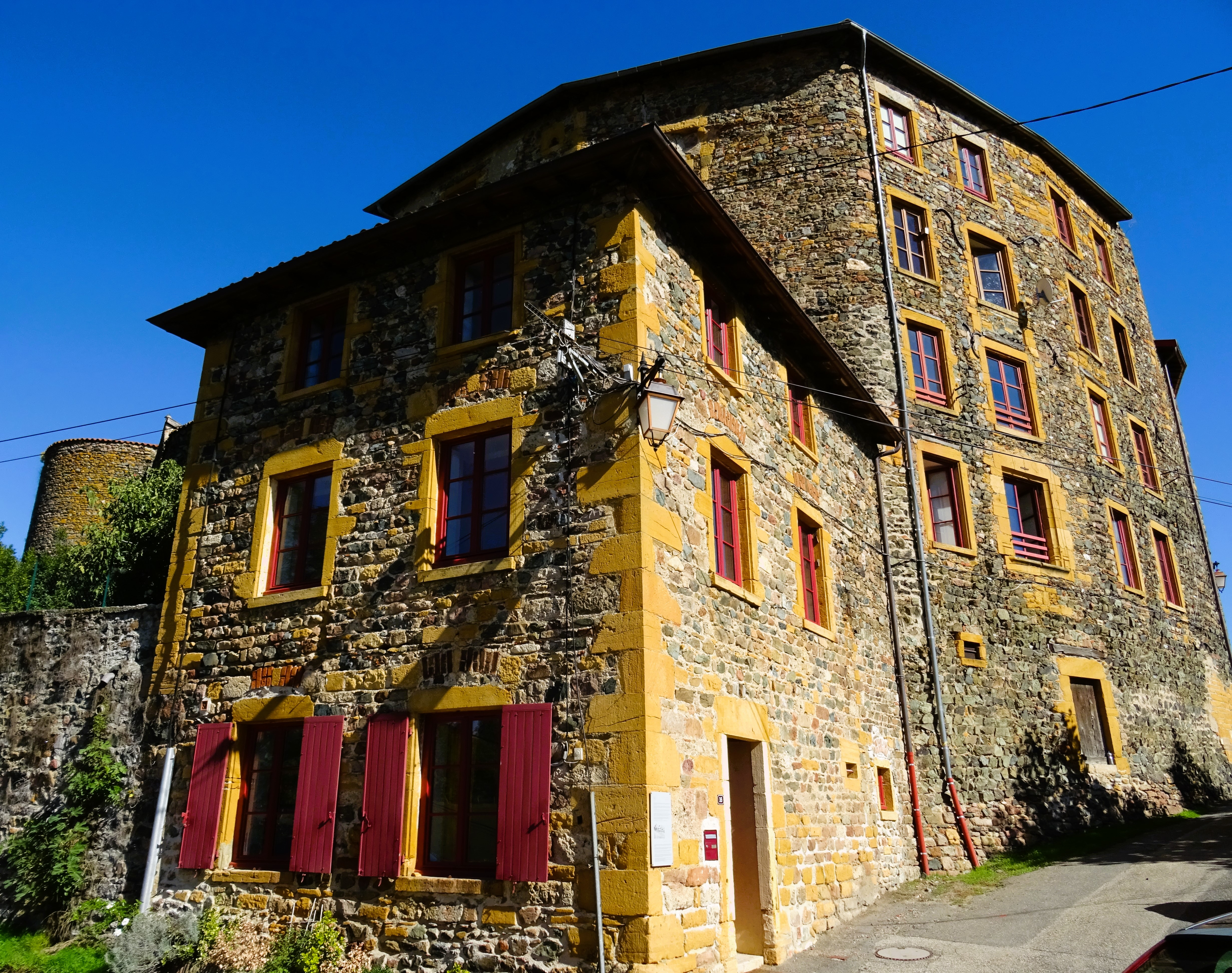
Aile sud du château de Montbloy
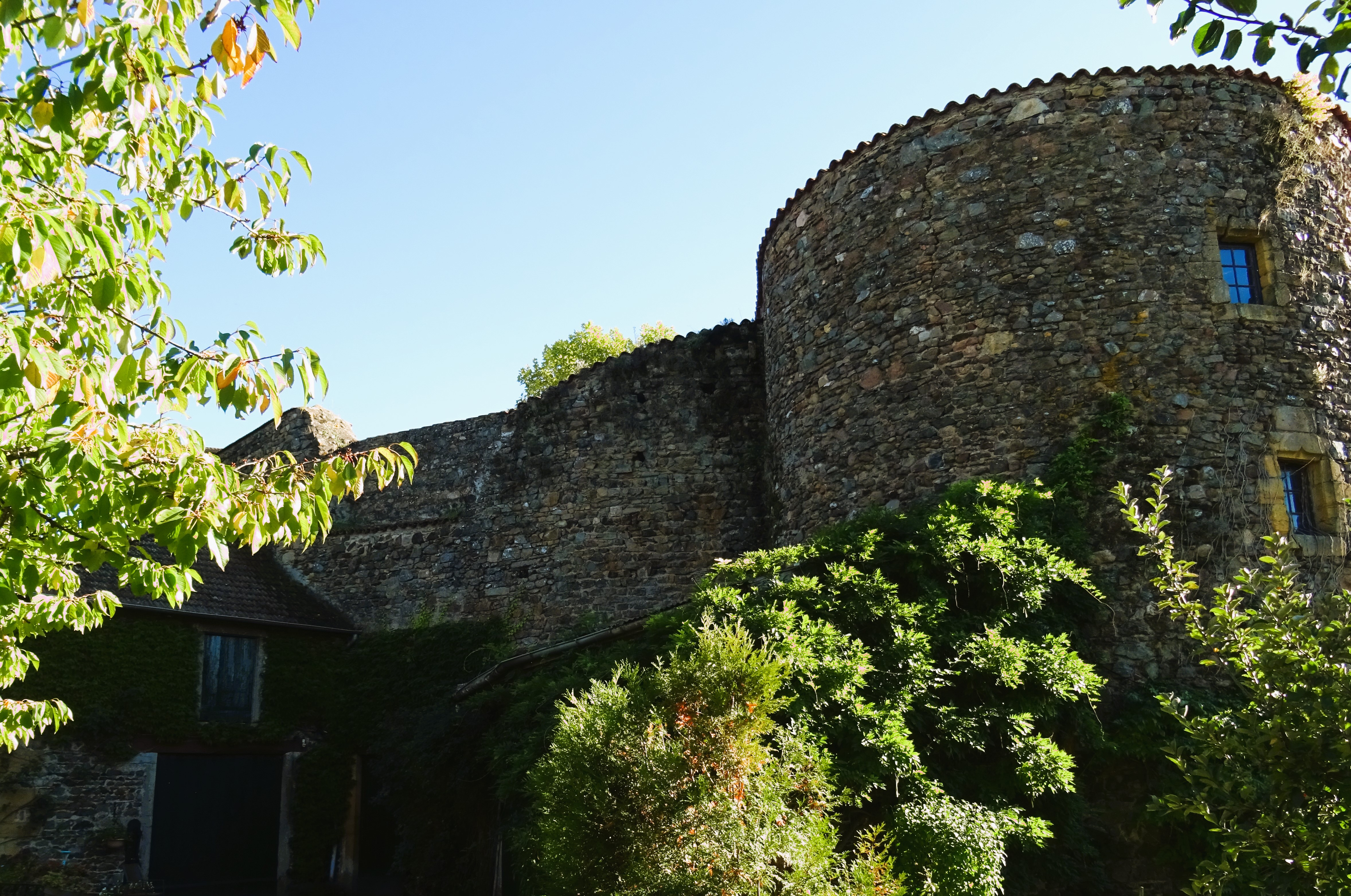
Château de Montbloy côté nord
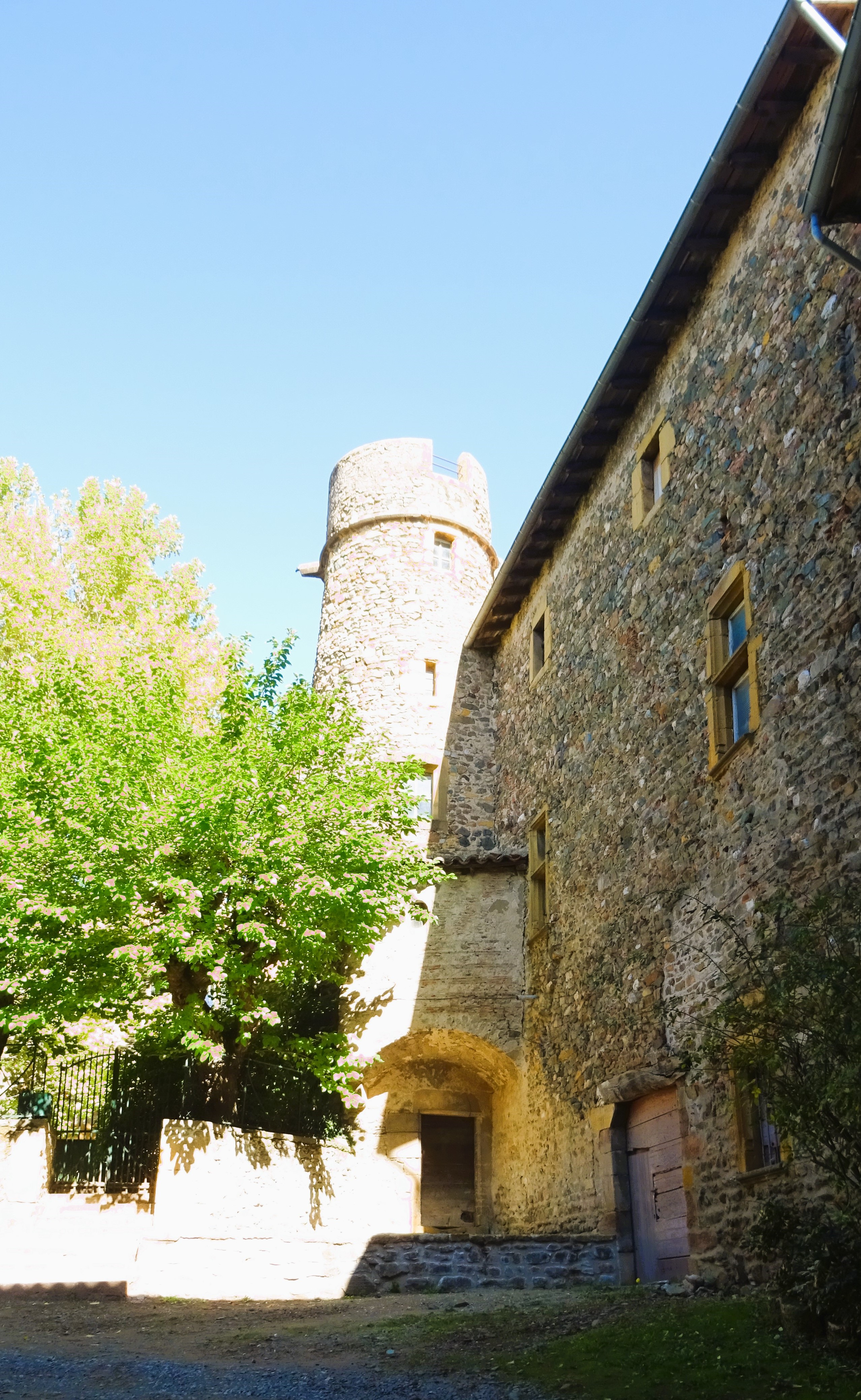
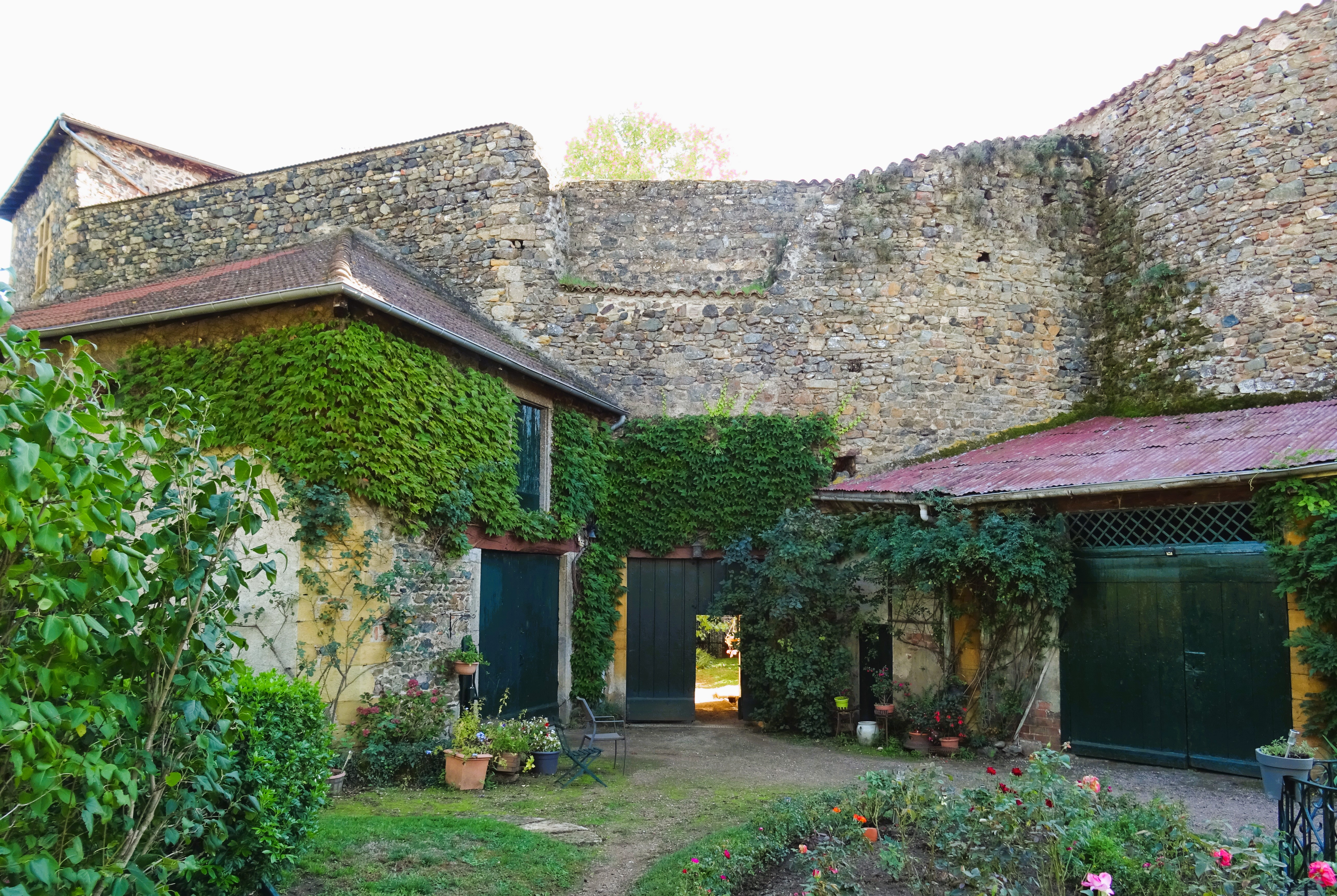
Parc  du château de Montbloy
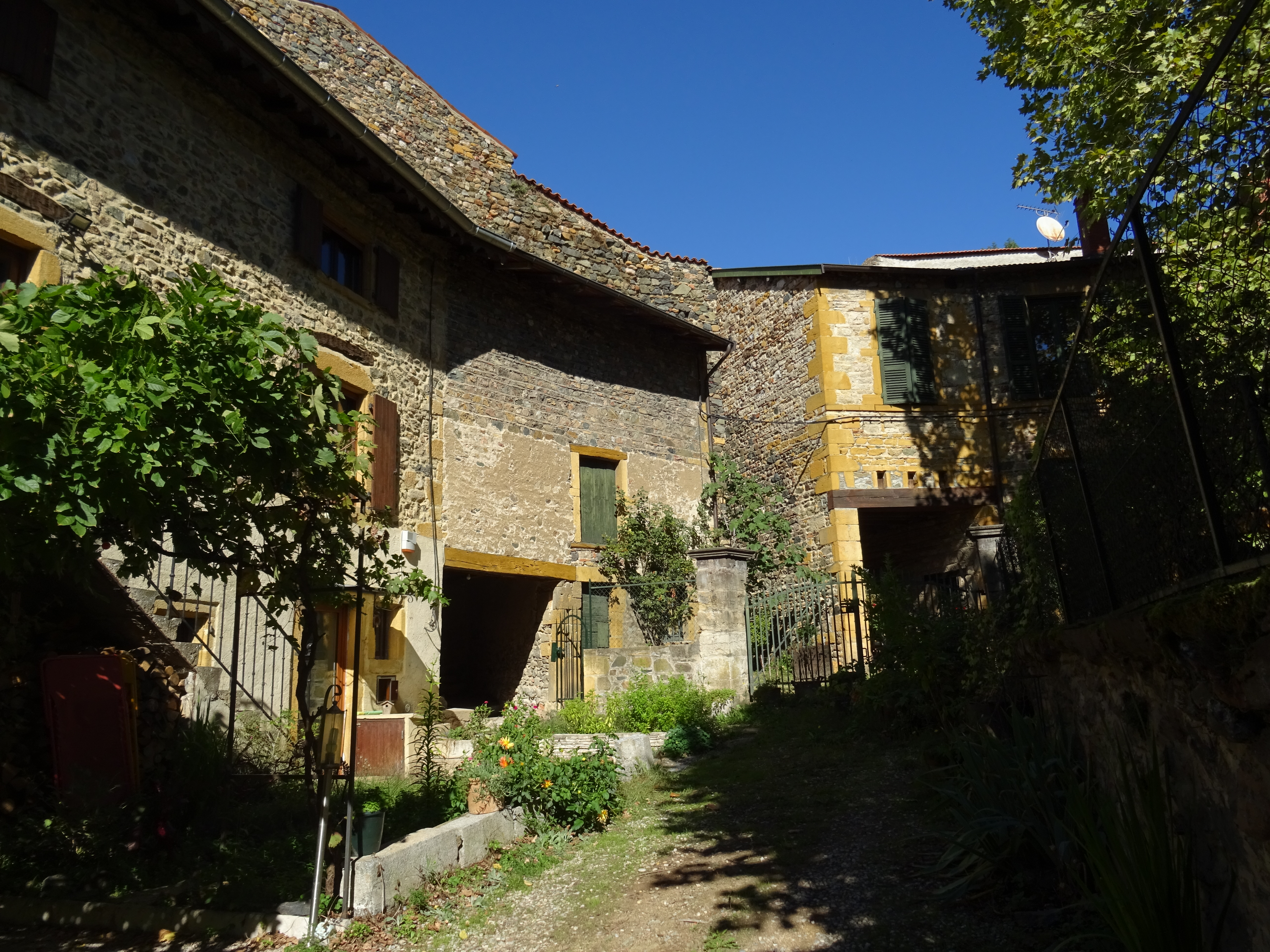
Autre vue de la cour du château de Montbloy
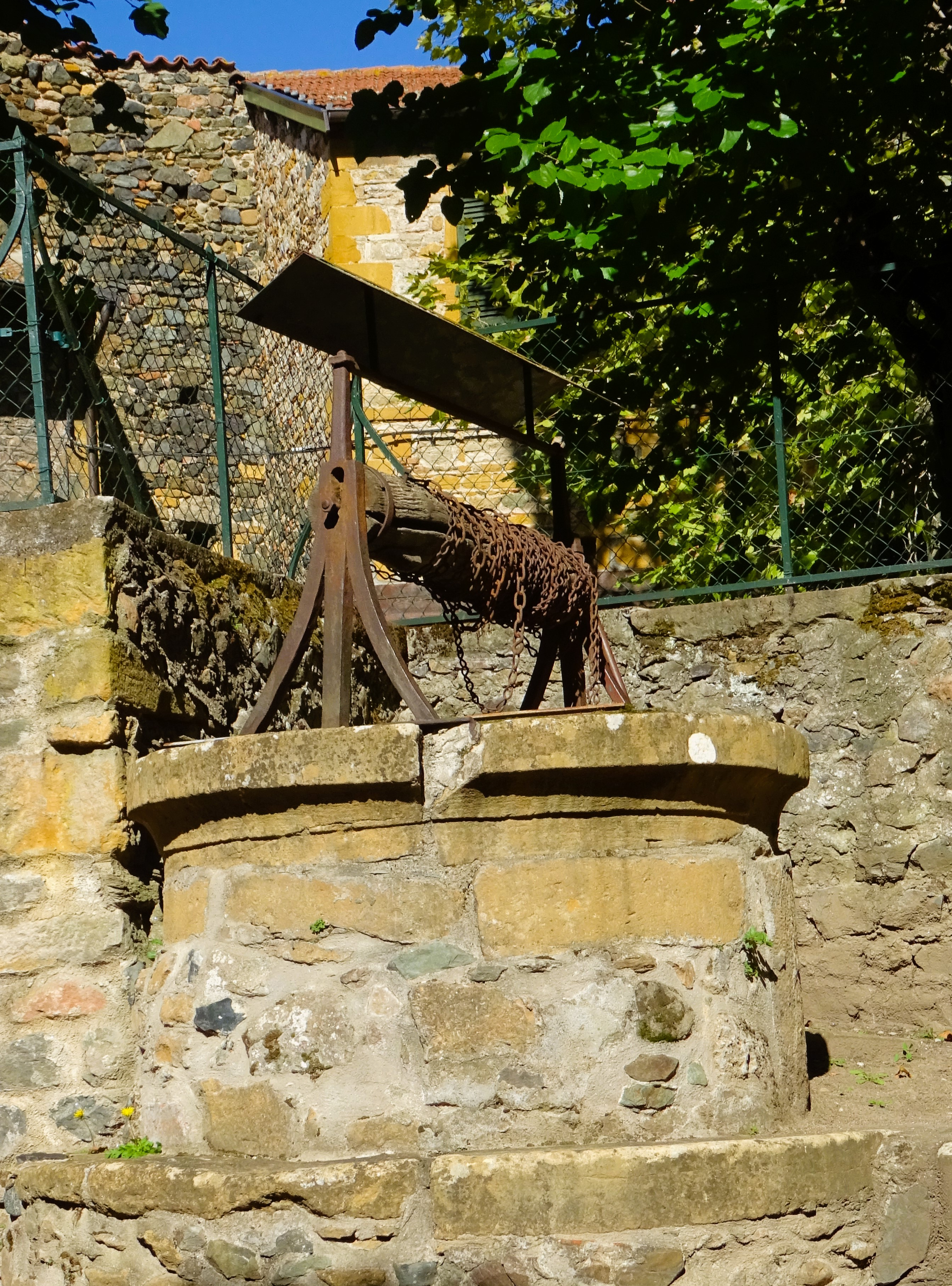
Puits du château de Montbloy
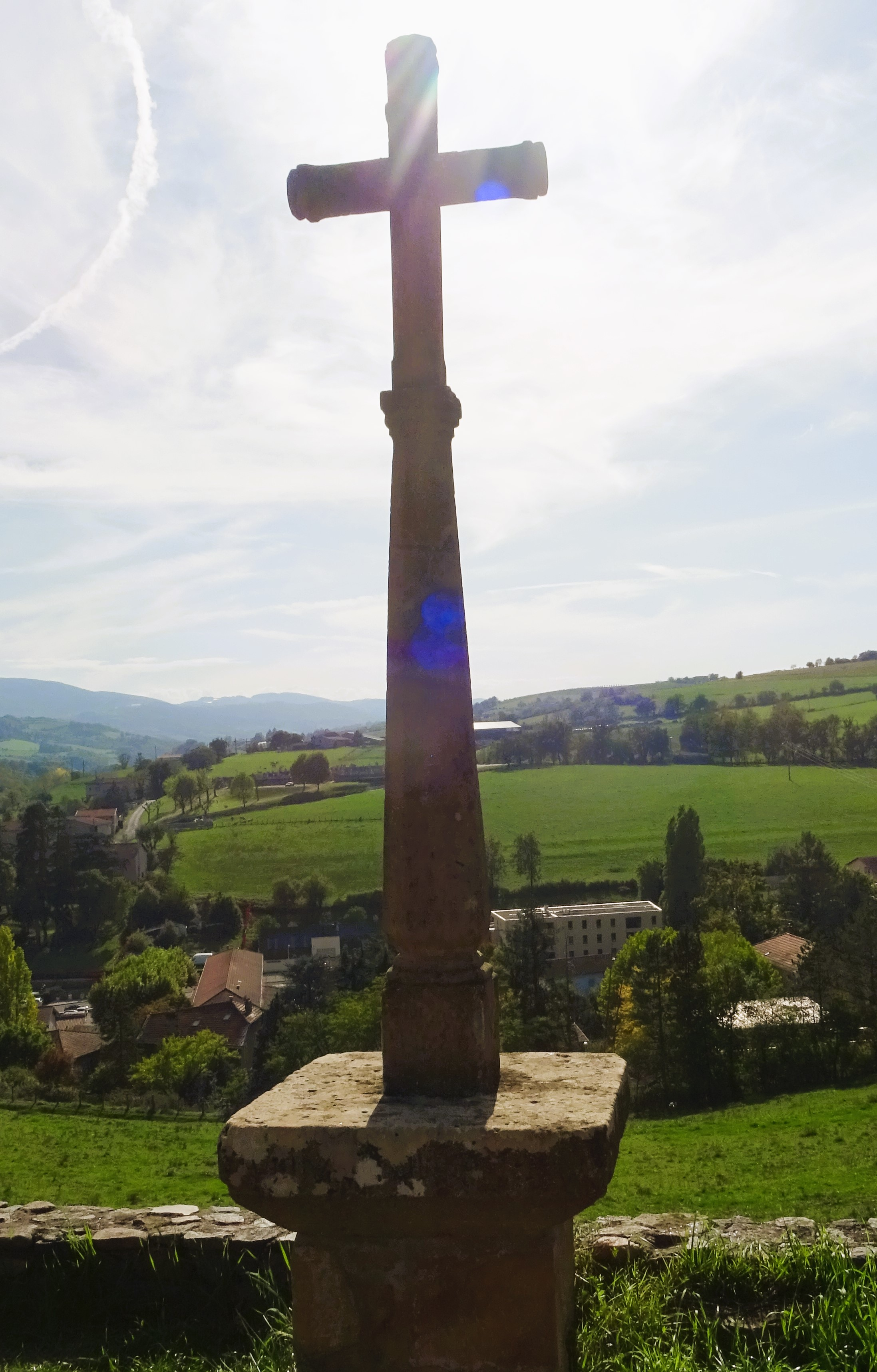
Croix devant le château

### La vie religieuse
Tandis que le château de Montbloy atteste toujours de la puissance de l’abbaye de Savigny par sa masse qui domine la rive gauche du Trésoncle depuis la fin du XIIe siècle, sur la rive opposée une paroisse rassemblait les fidèles à la même époque et son desservant avait même rang d’archiprêtre. Les fouilles récentes permettent d’affirmer que l’ancienne église où ils se réunissaient remonte même à la fin du XIe siècle ou au début du XIIe. Par rapport à l’état primitif, il faut signaler une différence essentielle. Jusqu’au milieu du XXe siècle on pouvait encore voir le clocher carré au toit plat et ajouré de deux baies cintrées sur chacune de ses faces. L’église était désaffectée depuis 1895. Elle servit encore un temps de prison et d’asile de nuit. Faute d’entretien, il n’y avait plus de toit et le clocher s’est effondré en 1952 peu après la récupération des cloches. Le mobilier avait été transféré dans la nouvelle église.

Force est donc de juger par l’extérieur des raisons qui ont valu à l’édifice d’être inscrit à l’inventaire des monuments historiques en 1926. L’église est normalement orientée vers l’est. Sa nef éclairée de baies cintrées et son chevet à fond plat sont plus banals que la façade attirante dans sa sobriété. Elle est en pierres de taille au jeu de couleurs lumineux. Elle est éclairée par un oculus au-dessous du toit de tuiles à deux pans et par deux lunettes en pierre blanche de part et d’autre du portail aux linteaux sur coussinets orné d’un arc en plein cintre. Les colonnettes qui l’encadrent sont décorées de chapiteaux à crochets.

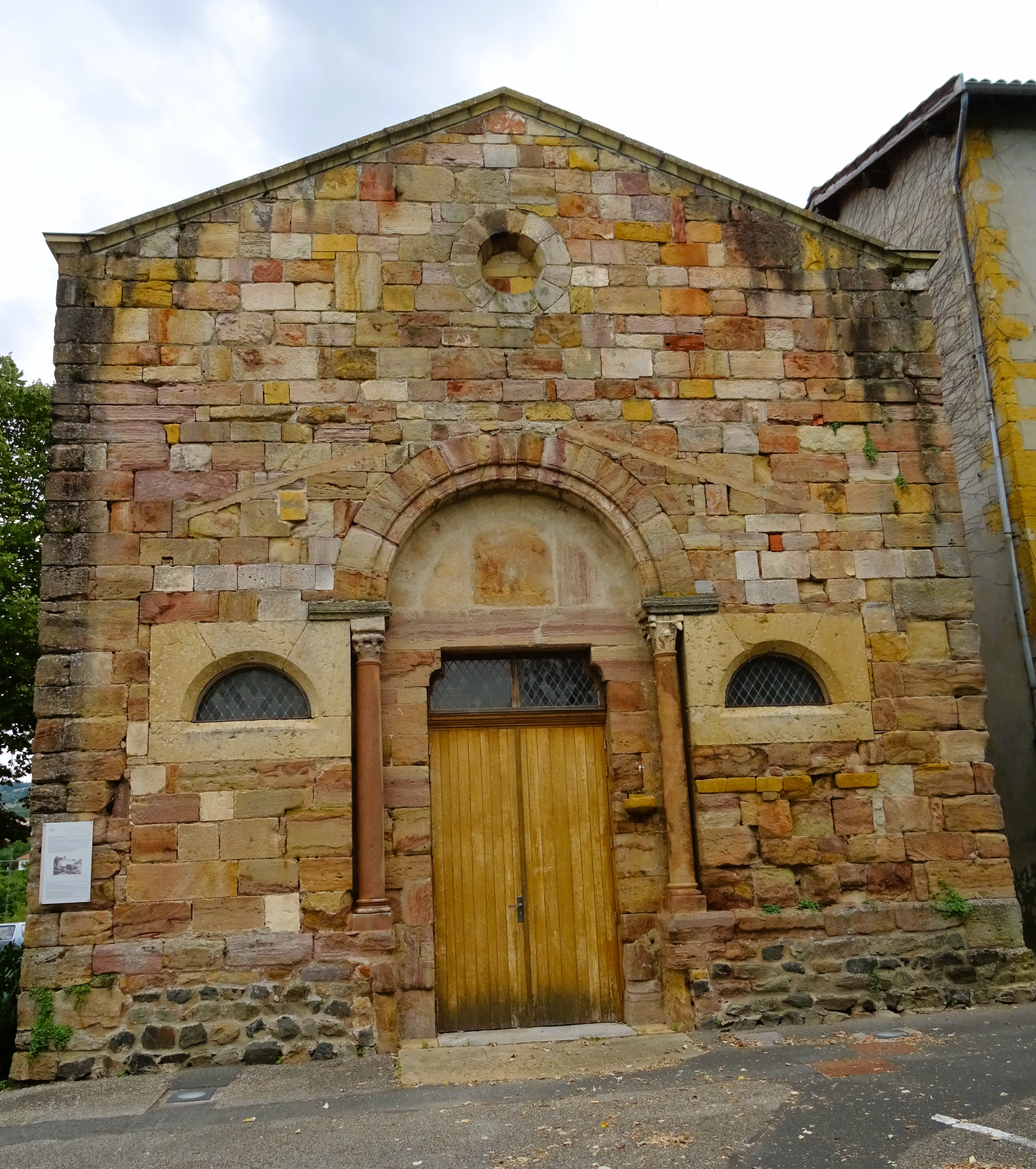
Façade de l'ancienne église
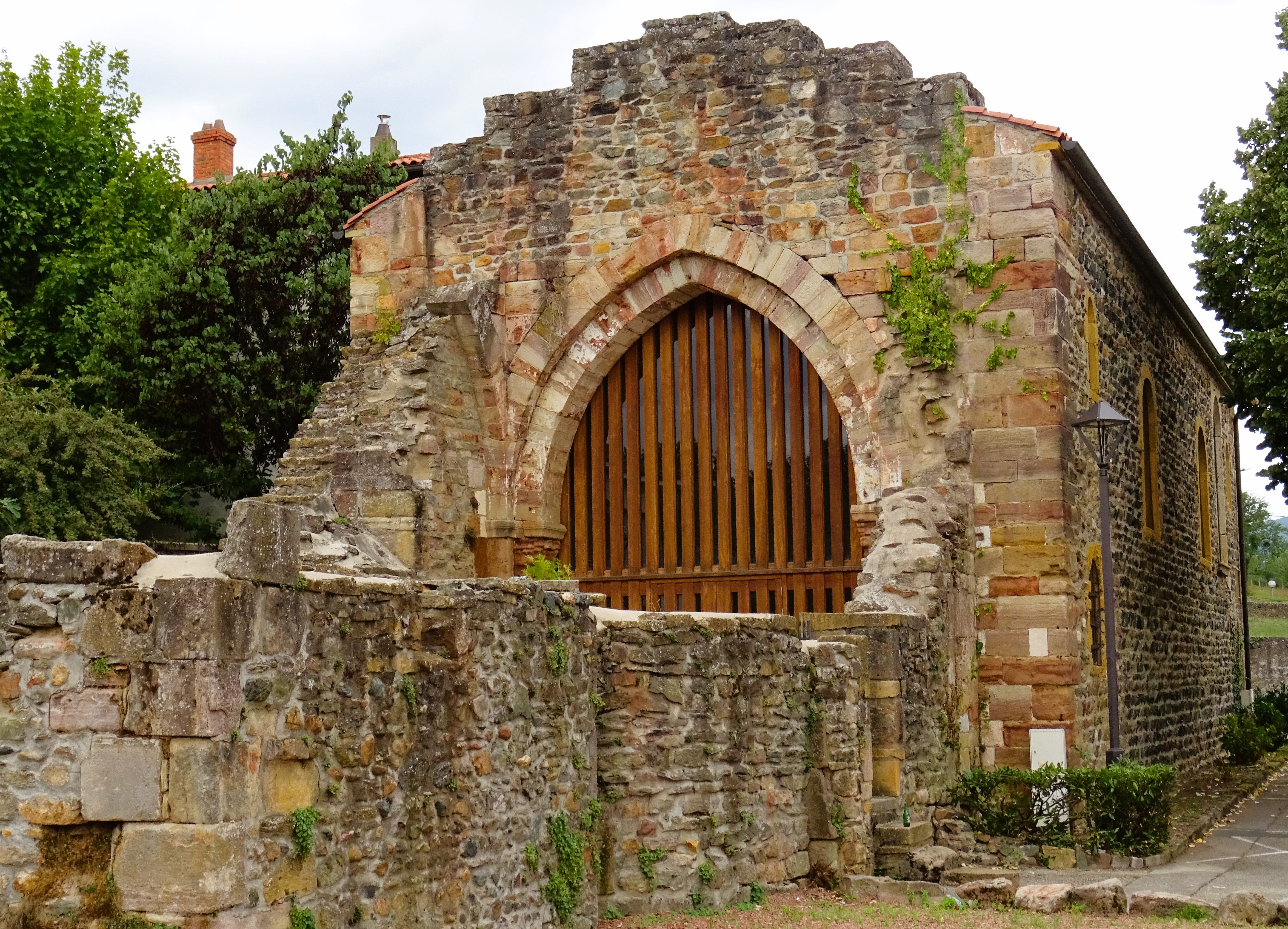
Chevet de l'ancienne église
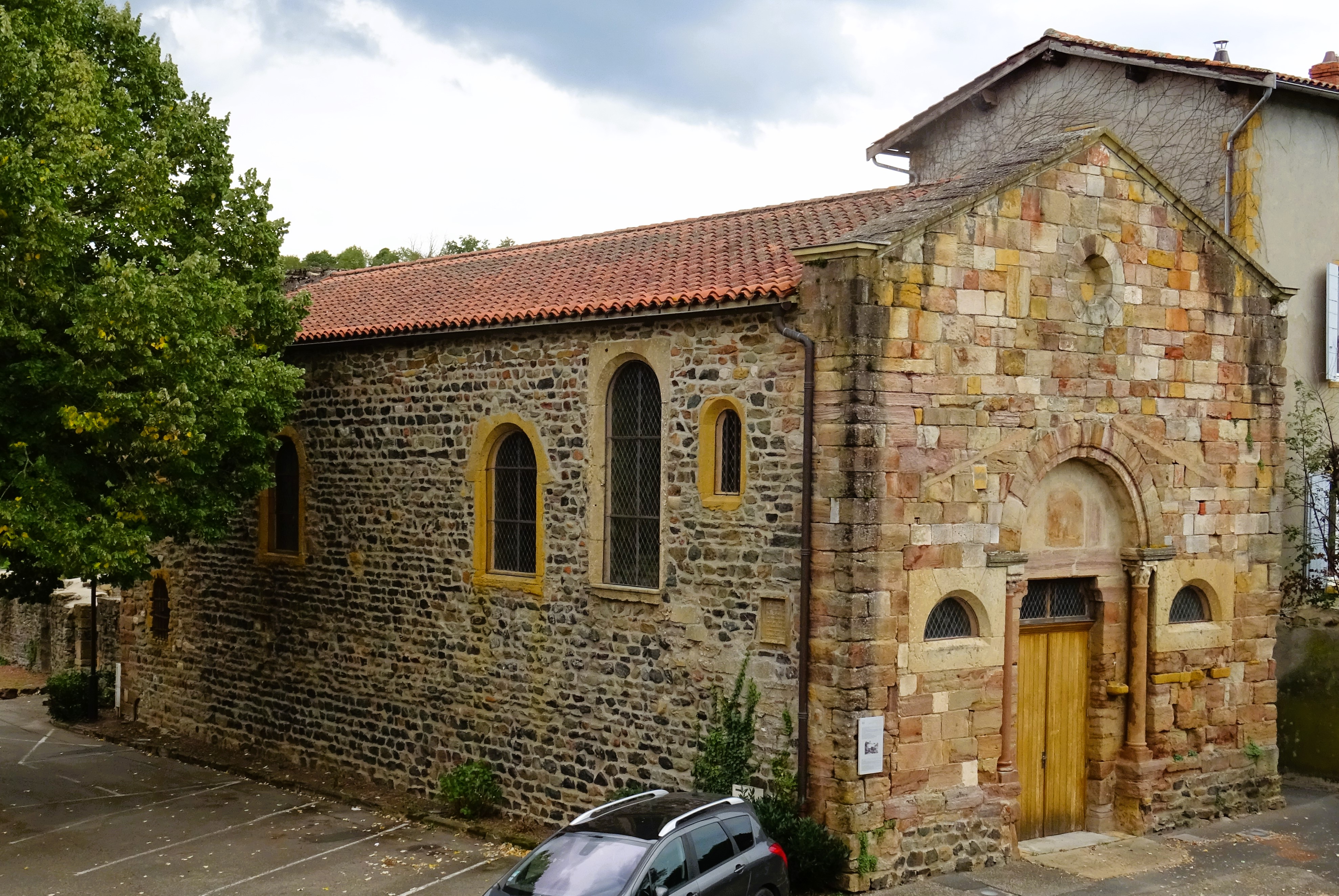
ancienne église vue latérale

Il aura fallu attendre la fin du XIXe siècle pour que soit enfin prise la décision de construire une nouvelle église dédiée, comme l’ancienne à saint Jean-Baptiste. Le curé Desvignes a fait don du terrain. Encore son financement a-t-il été assuré par souscription publique sur un terrain contigu à l’ancienne église donné à la Fabrique par un négociant lyonnais. Félix Mangini, maire de Saint-Pierre-la-Palud, a fourni gratuitement la pierre brute. La construction, confiée au célèbre architecte Sainte-Marie-Perrin, fut réalisée pour l’essentiel en trois ans, de 1892 à 1895. On a utilisé des scories de mâchefer en duites d’un crépi de chaux sur un soubassement en pierre de taille. Le plan basilical - pas de transept - comporte trois nefs de cinq travées avec une abside rectangulaire à fond plat. Elles sont éclairées de part et d’autre de cinq fenêtres en plein cintre. Des contreforts flanquent les quatre angles de l’édifice. L'église resta longtemps sans clocher édifié à part beaucoup plus tard.

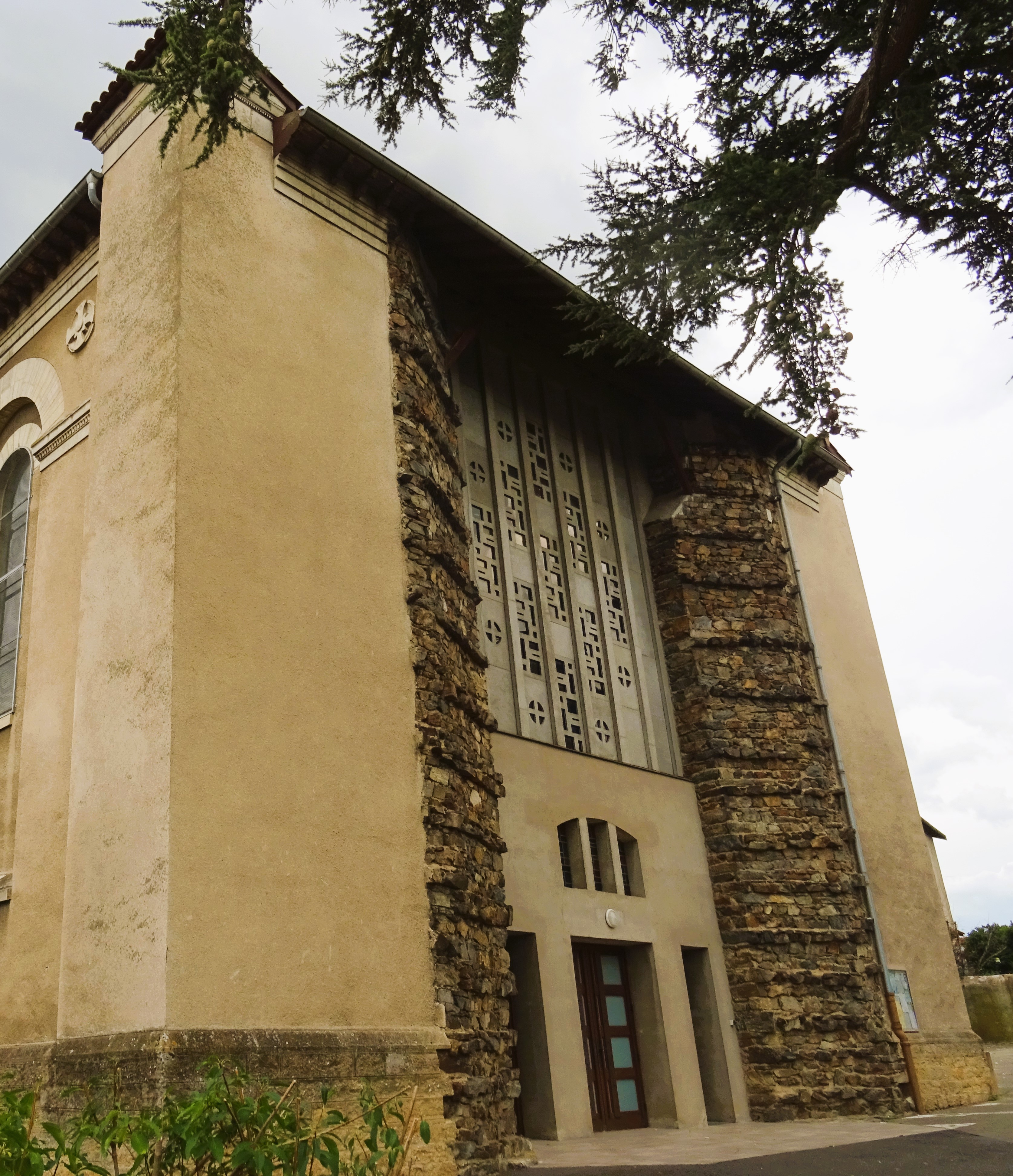
Façade de l'église
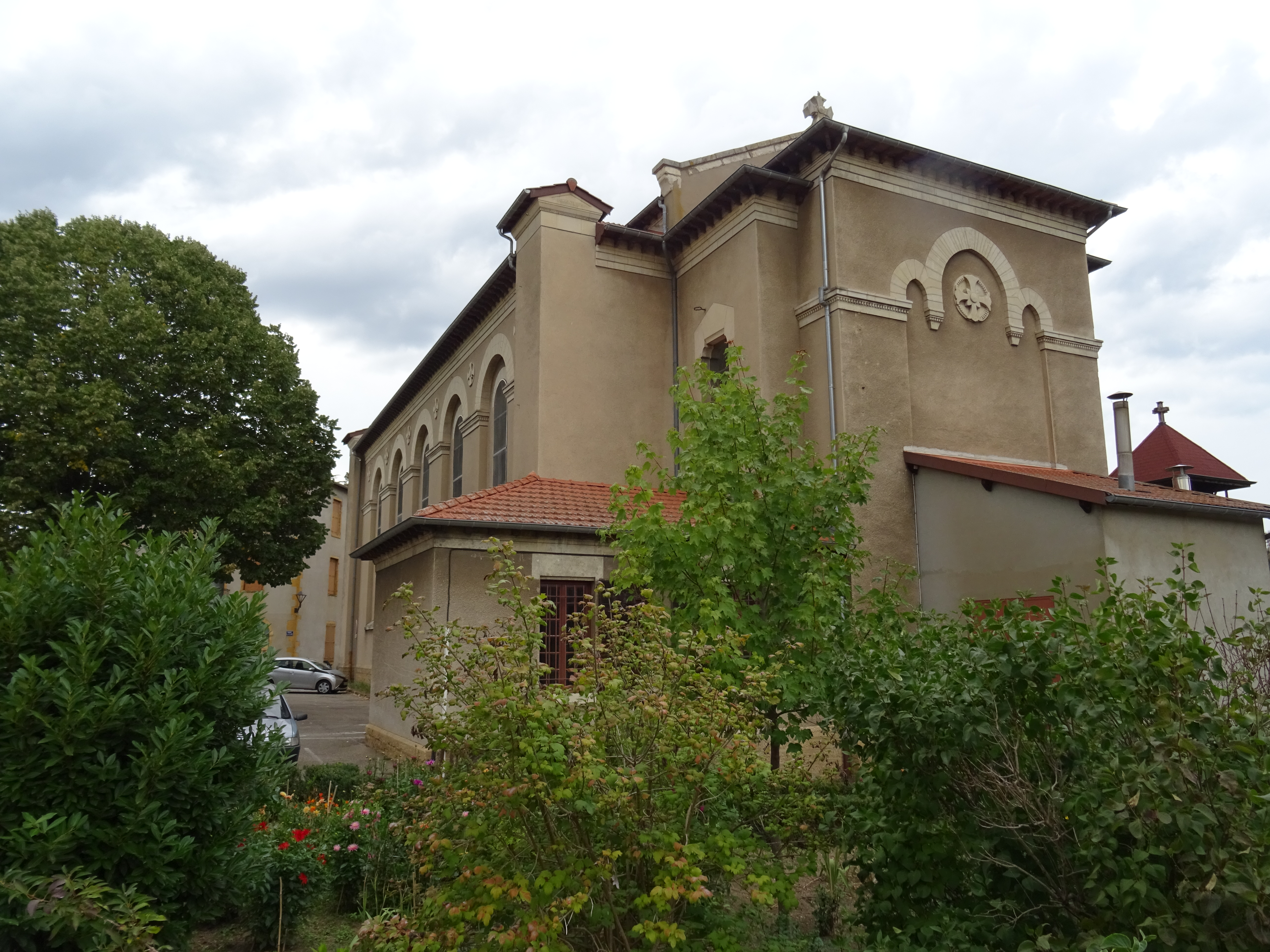
Église vue depuis le chevet
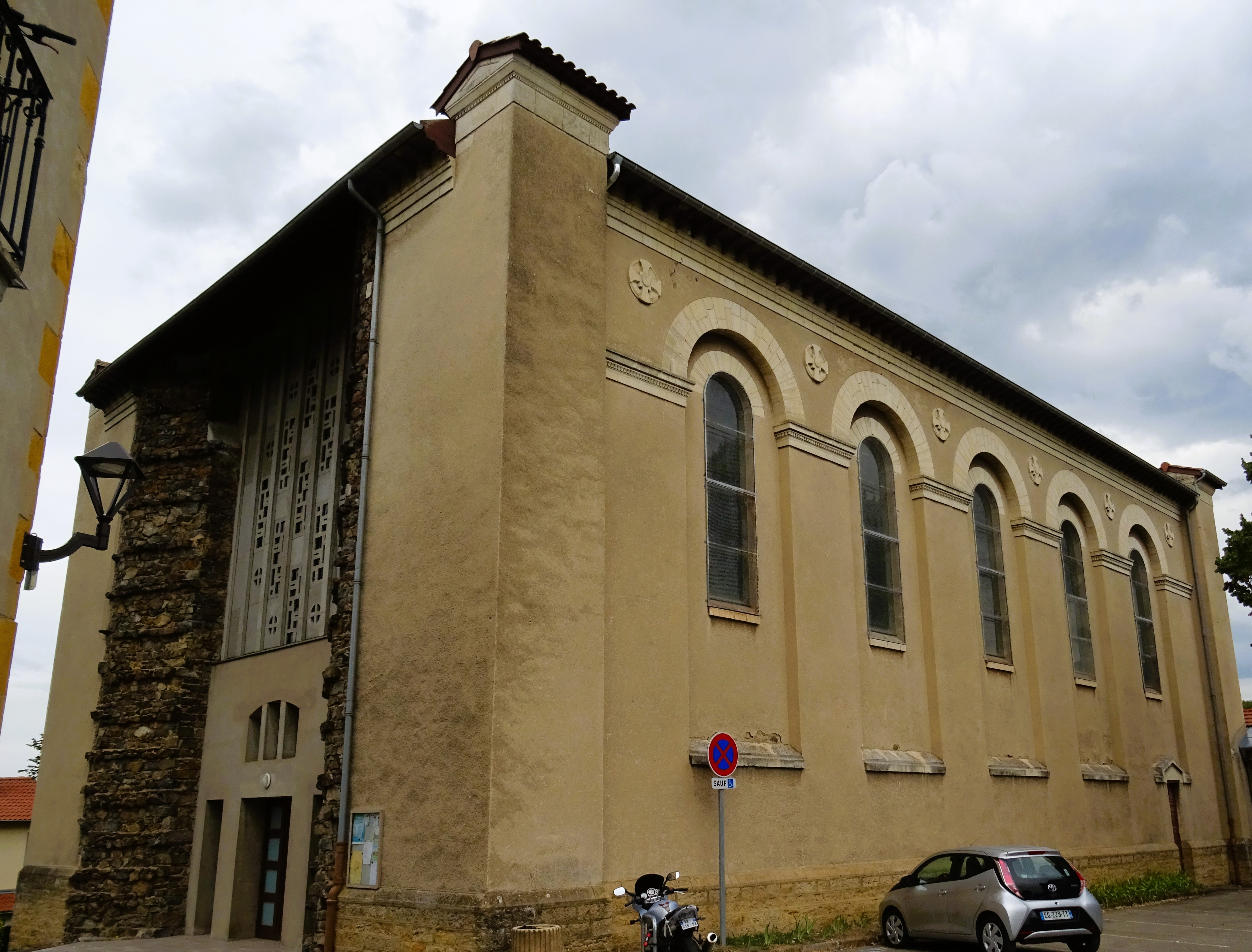
Église côté sud
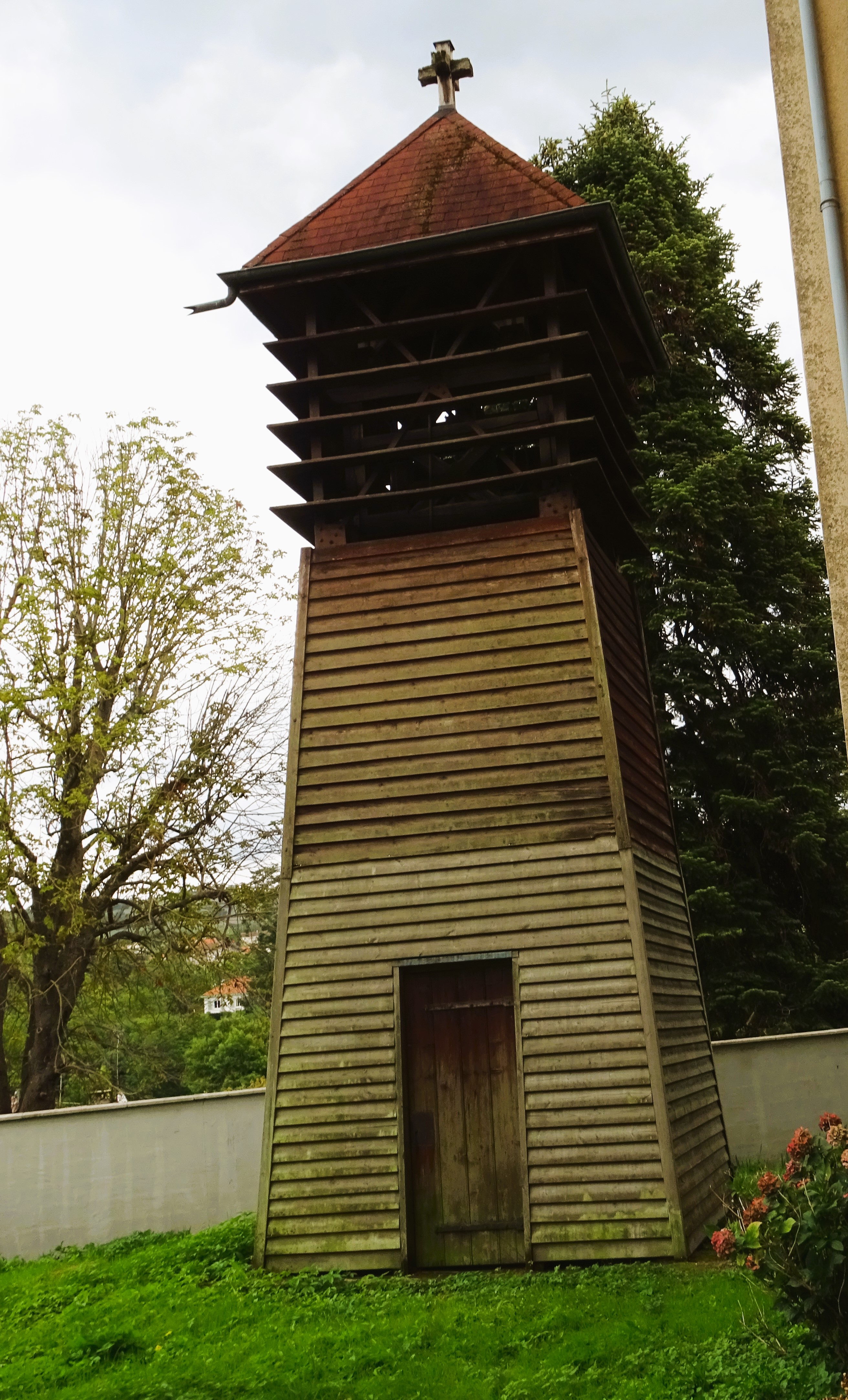
Clocher de l'église

Les trois nefs sont voûtées en berceau avec des arcs doubleaux dont les claveaux sont peints en trompe-l’œil de deux tons différents. Ils s’appuient sur de massives colonnes dont les socles sont en pierre de Villebois, les bases en pierre de Lens, les fûts en pierre de Glay, les chapiteaux en pierre des Estaillades. Parmi les éléments du mobilier, on retiendra les quatre panneaux représentant deux à deux une procession de personnages avec d’un côté des femmes martyres et de l’autre les pères de l’Eglise.

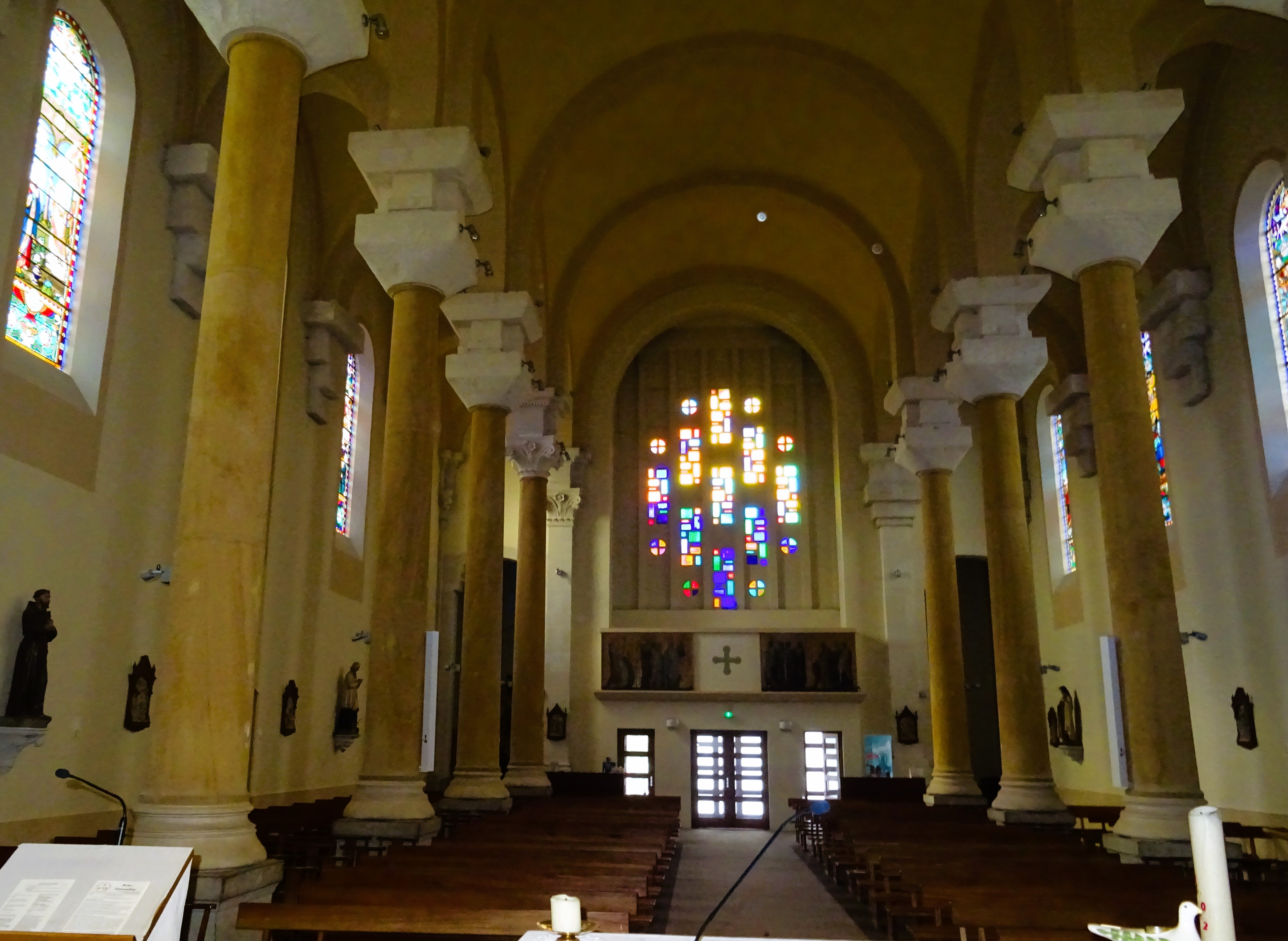
Nef direction entrée
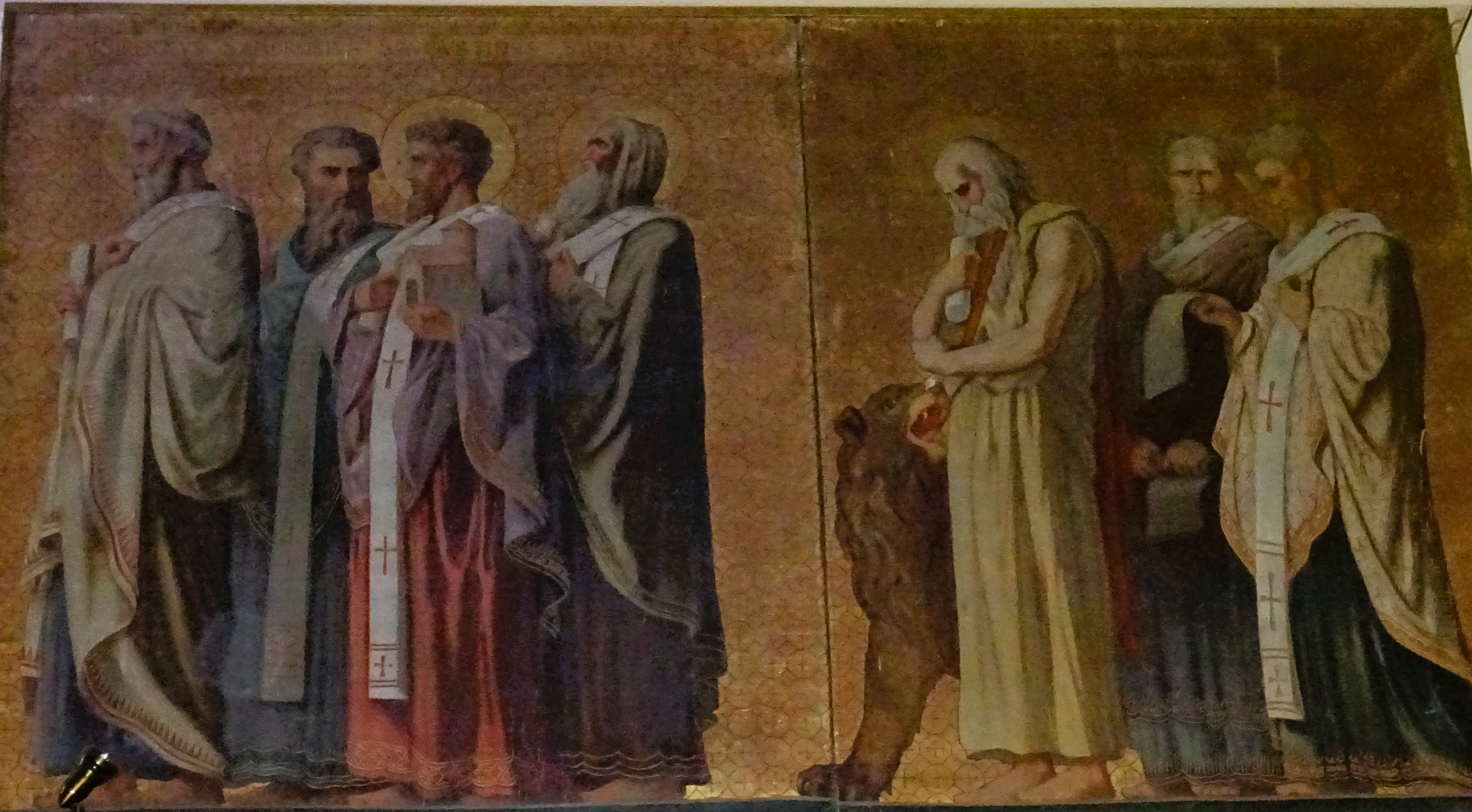
Les pères de l'Eglise
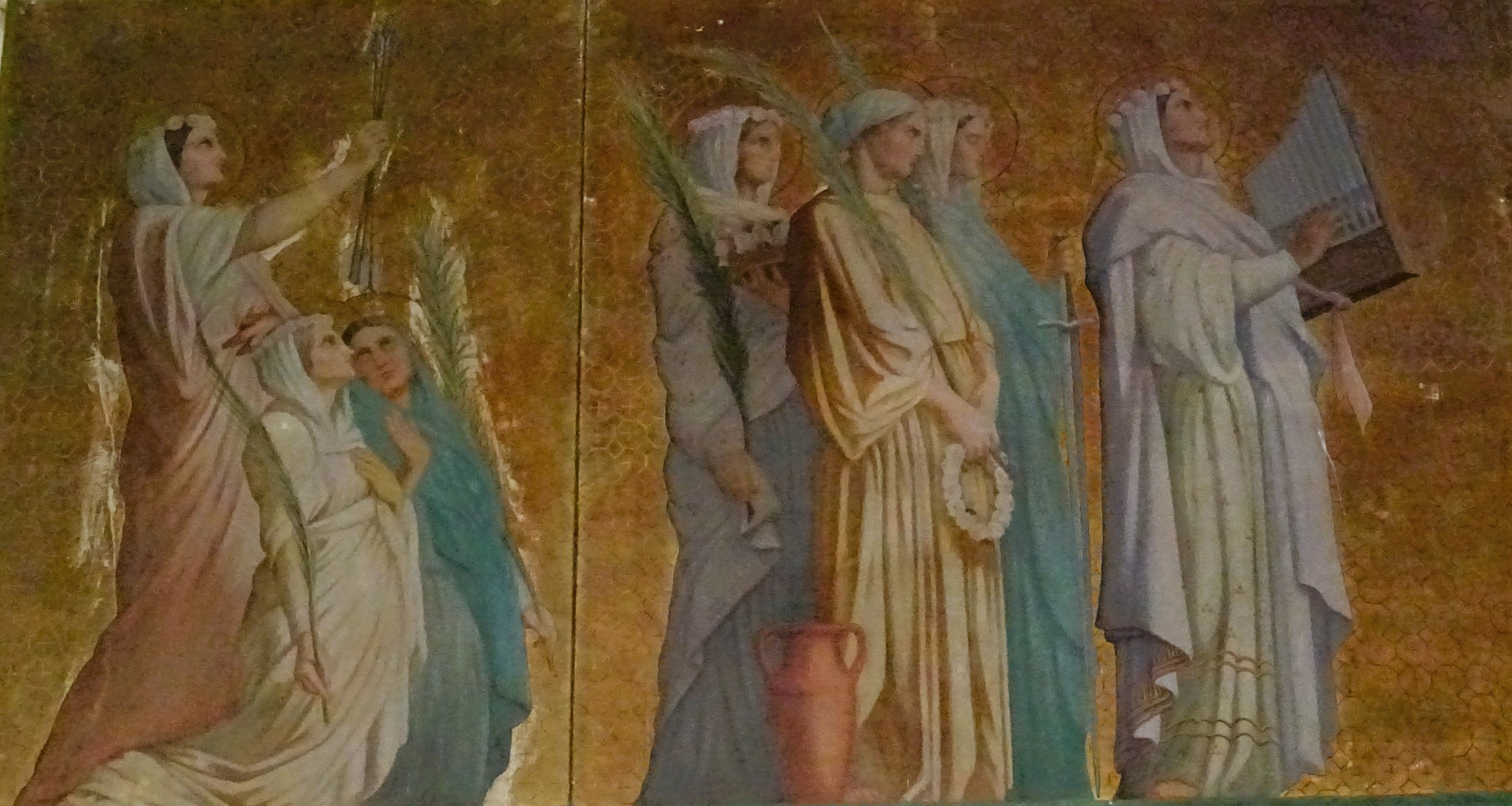
Les saintes Femmes
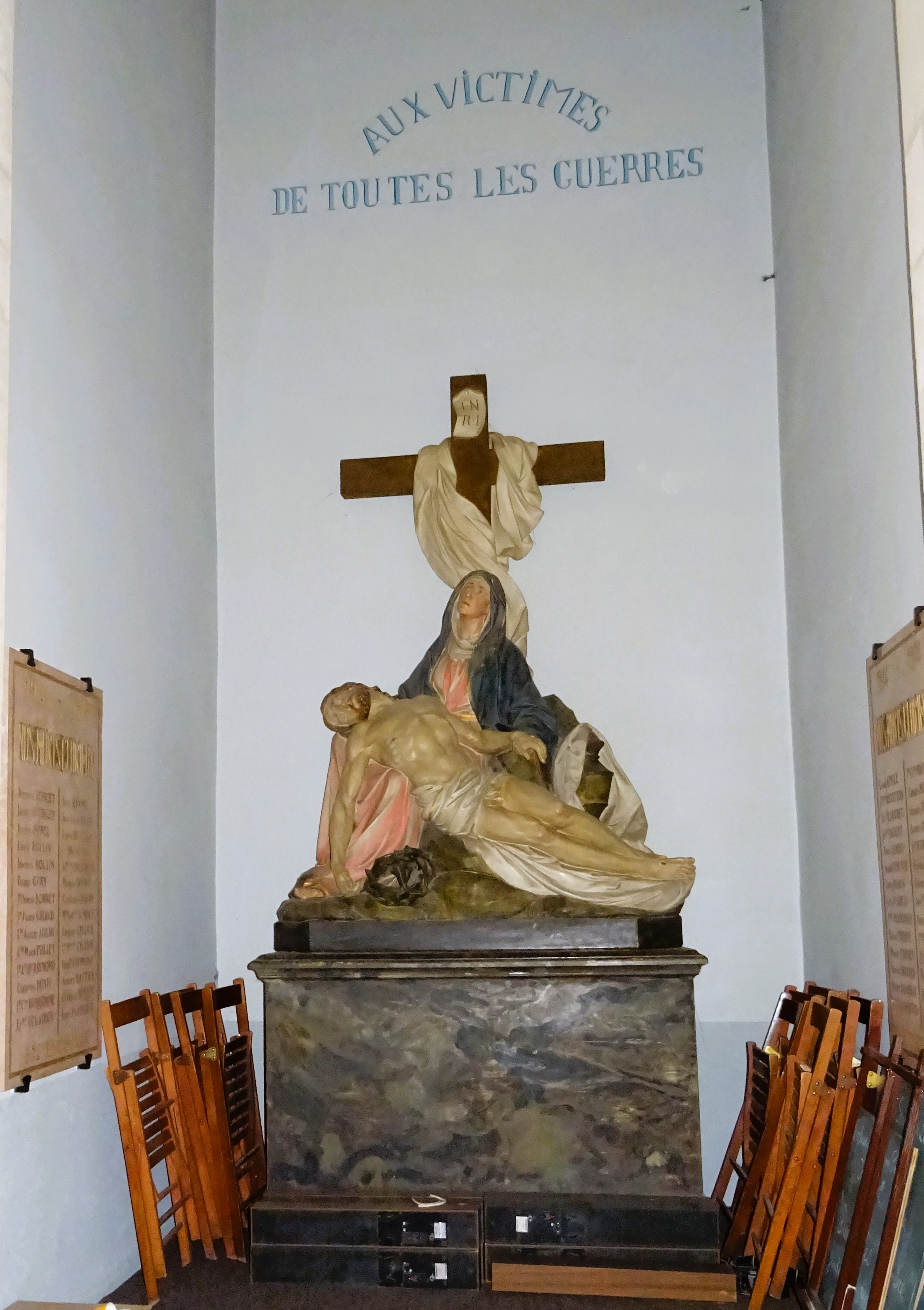
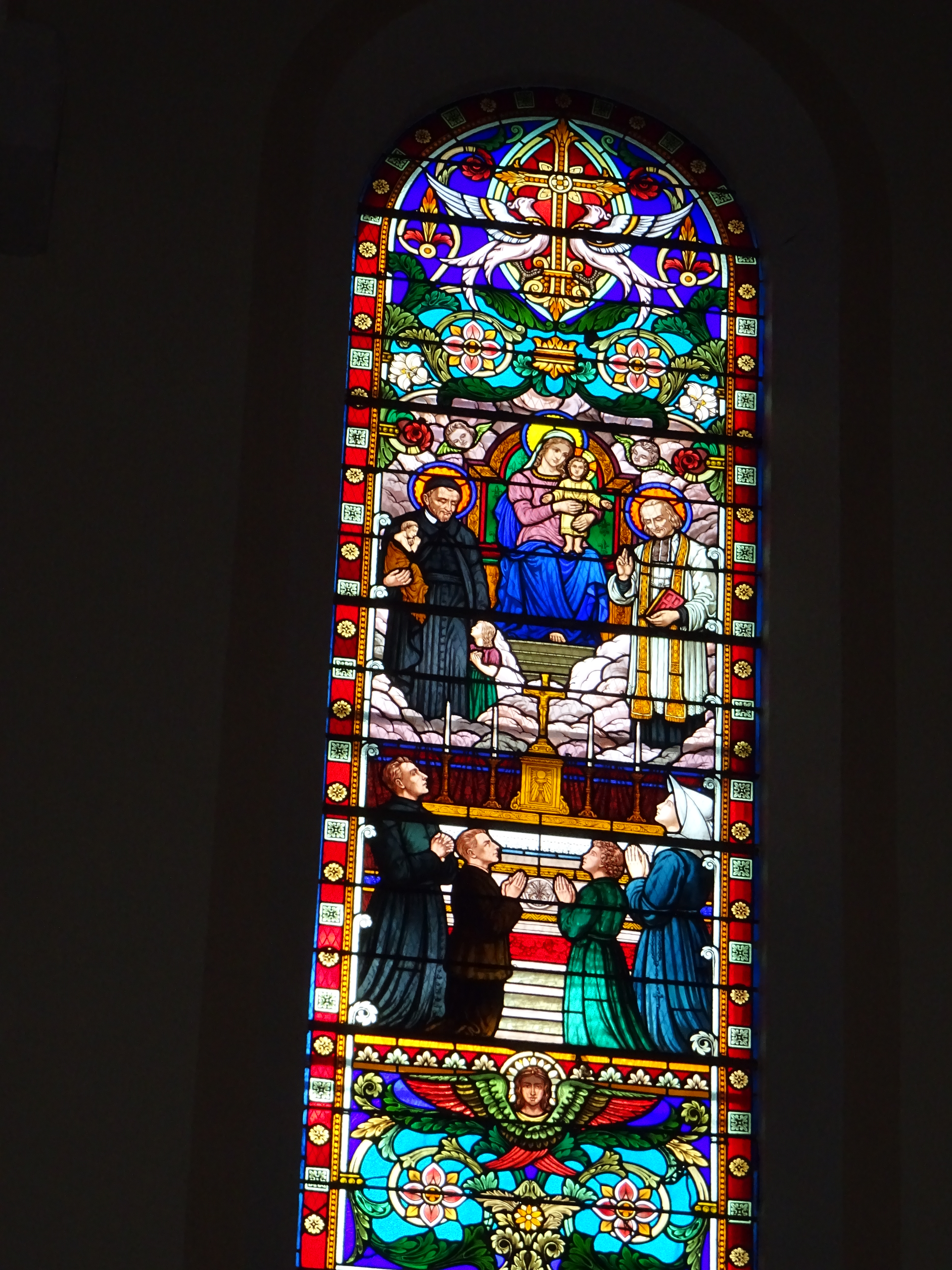

Le presbytère a été construit sur le même site que les deux églises. C’est devenu aujourd’hui la maison paroissiale où cohabitent aisément les différents services à la disposition des fidèles sur ses trois niveaux. Il a été construit en 1776 mais est soigneusement entretenu. Le crépi des murs laisse apparaître les chaînes d’angle en pierre calcaire. On ne quittera pas le site sans avoir remarqué, à côté de son puits, la croix dite de la montée de l’église en pierre calcaire également. Avec les trois degrés de son emmarchement elle atteint la hauteur de 3,7 mètres. Le fut à pans coupés, orné à la base de balustres, date de 1643 mais le croisillon octogonal décoré d’un ostensoir date du milieu du XIXe siècle.

En poursuivant cette montée, on atteint le nouveau cimetière sur un terrain acheté en 1850. L’ancien, qui entourait la première église, « était devenu si exigu que l’entassement des corps au long des siècles avait fait monter le niveau du sol de deux mètres ». Sont en place d’honneur, à l’entrée, la tombe du curé Desvignes et, adossé au mur ouest, le monument aux morts de la guerre de 1914-18 inauguré en 1925 avec, à son couronnement, un buste de poilu sculpté en ronde bosse. Un choix forcément arbitraire faire apparaître la grande variété les différentes familles ont tenu à honorer leurs défunts.

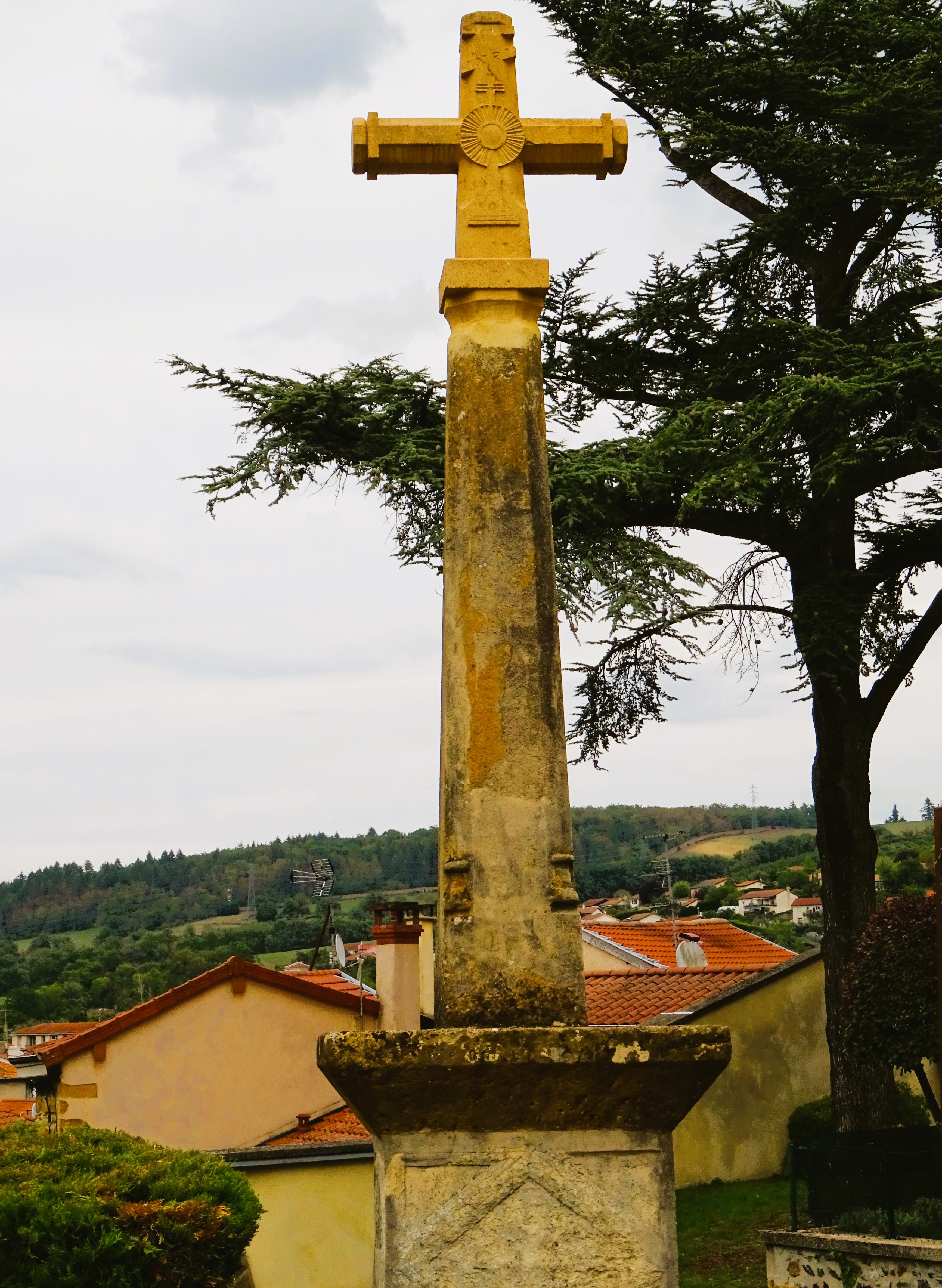
Croix de la montée du cimetière
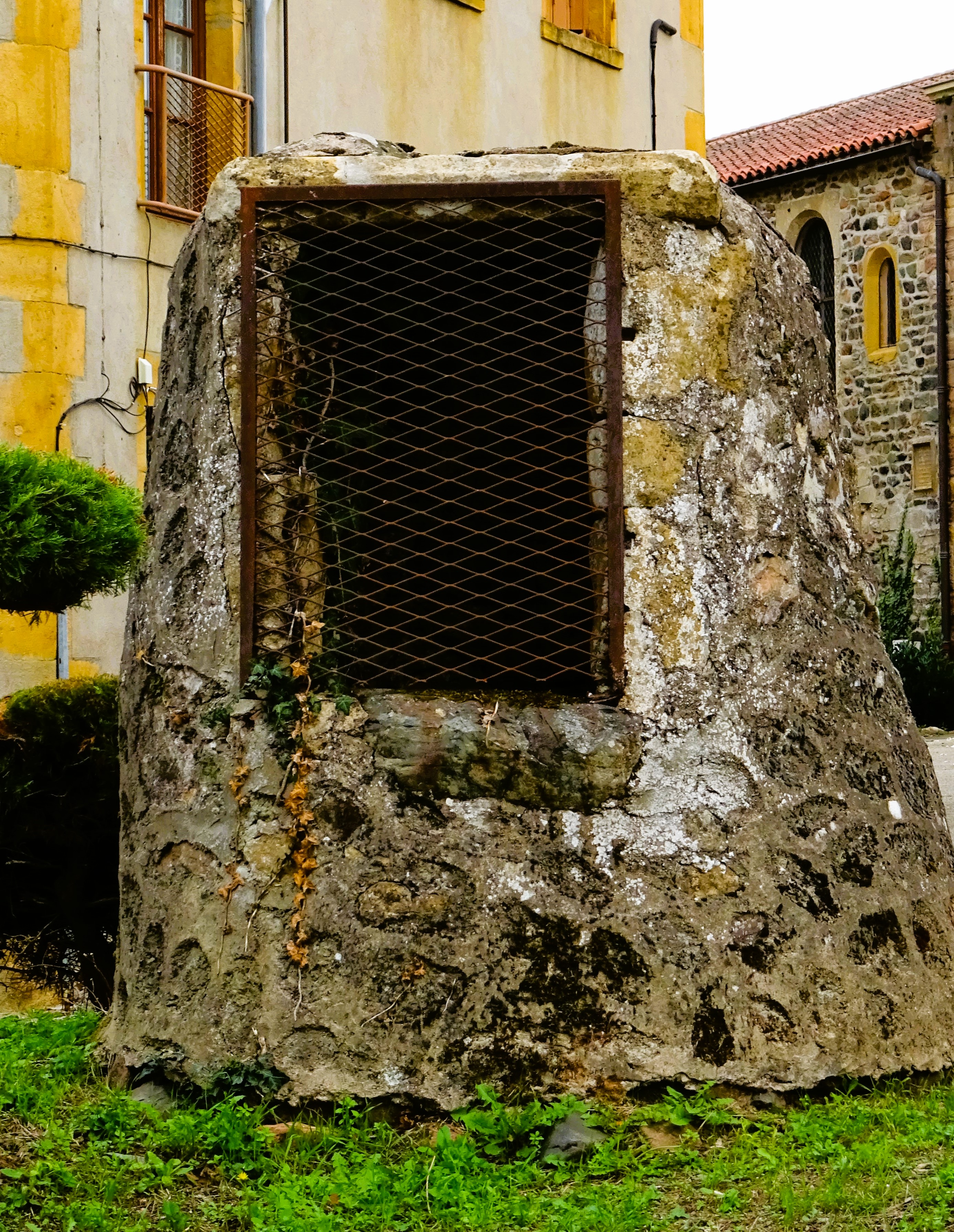
Puits de la montée du cimetière
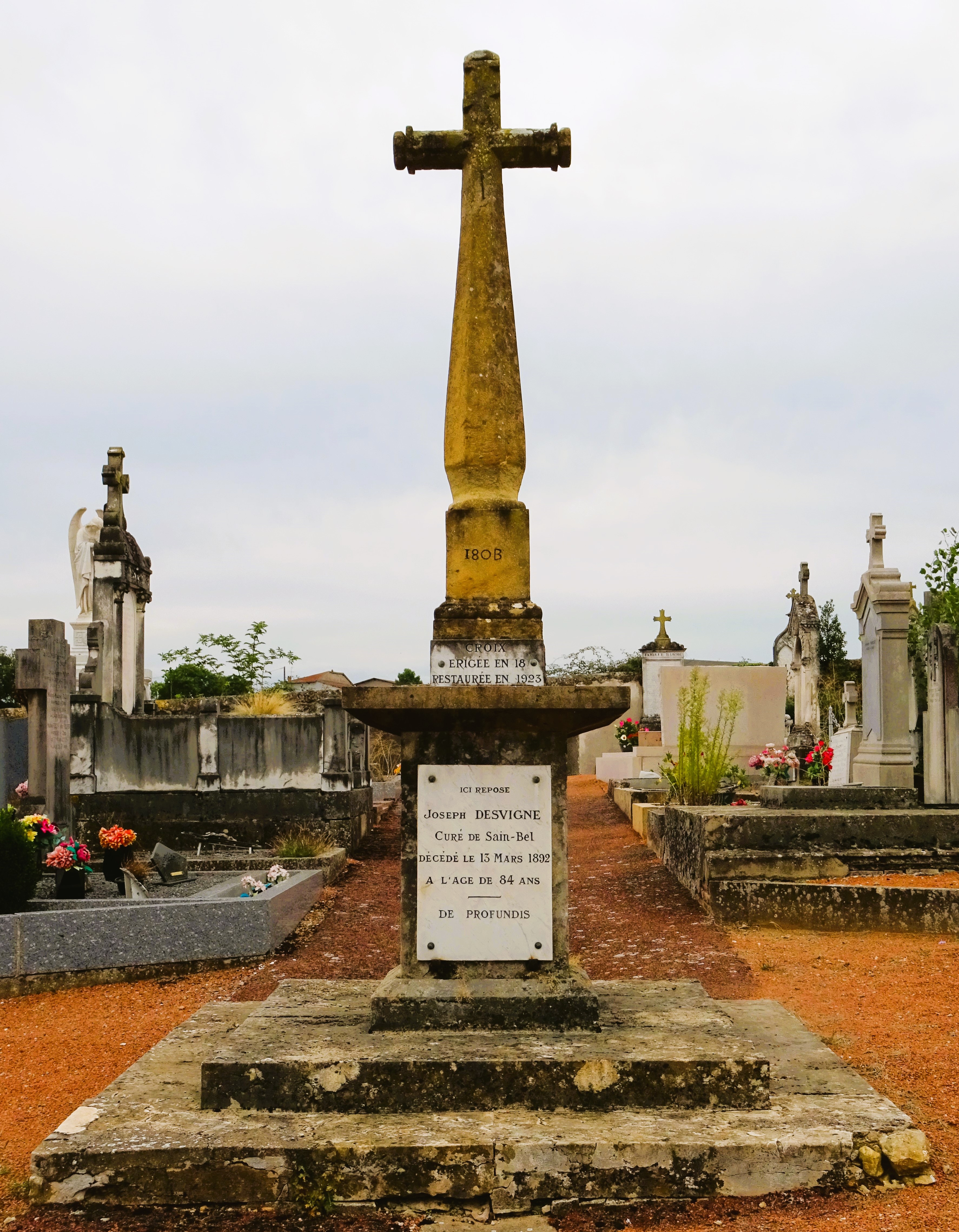
Tombe du curé Desvignes
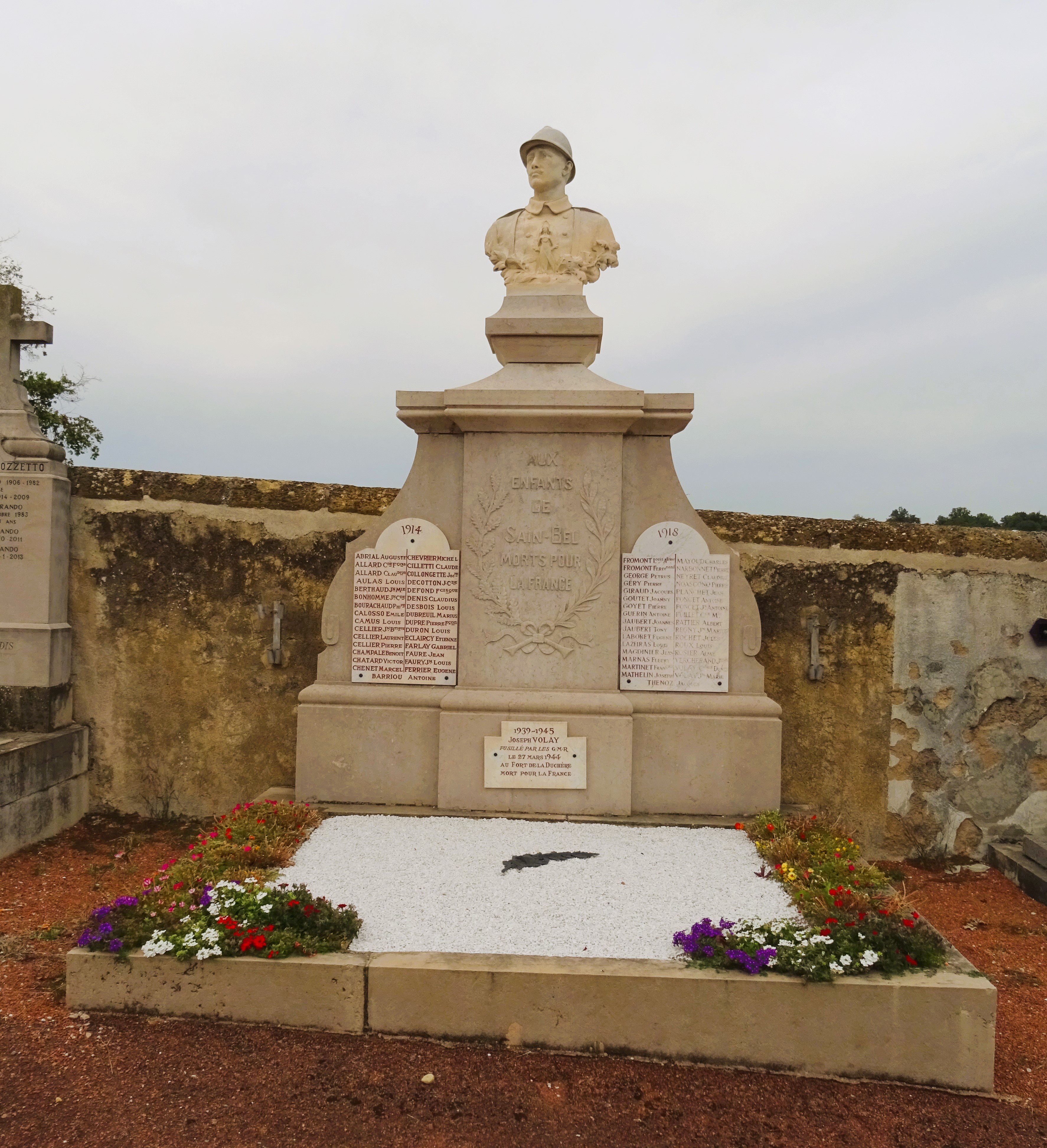
Monument aux morts de 1914-18
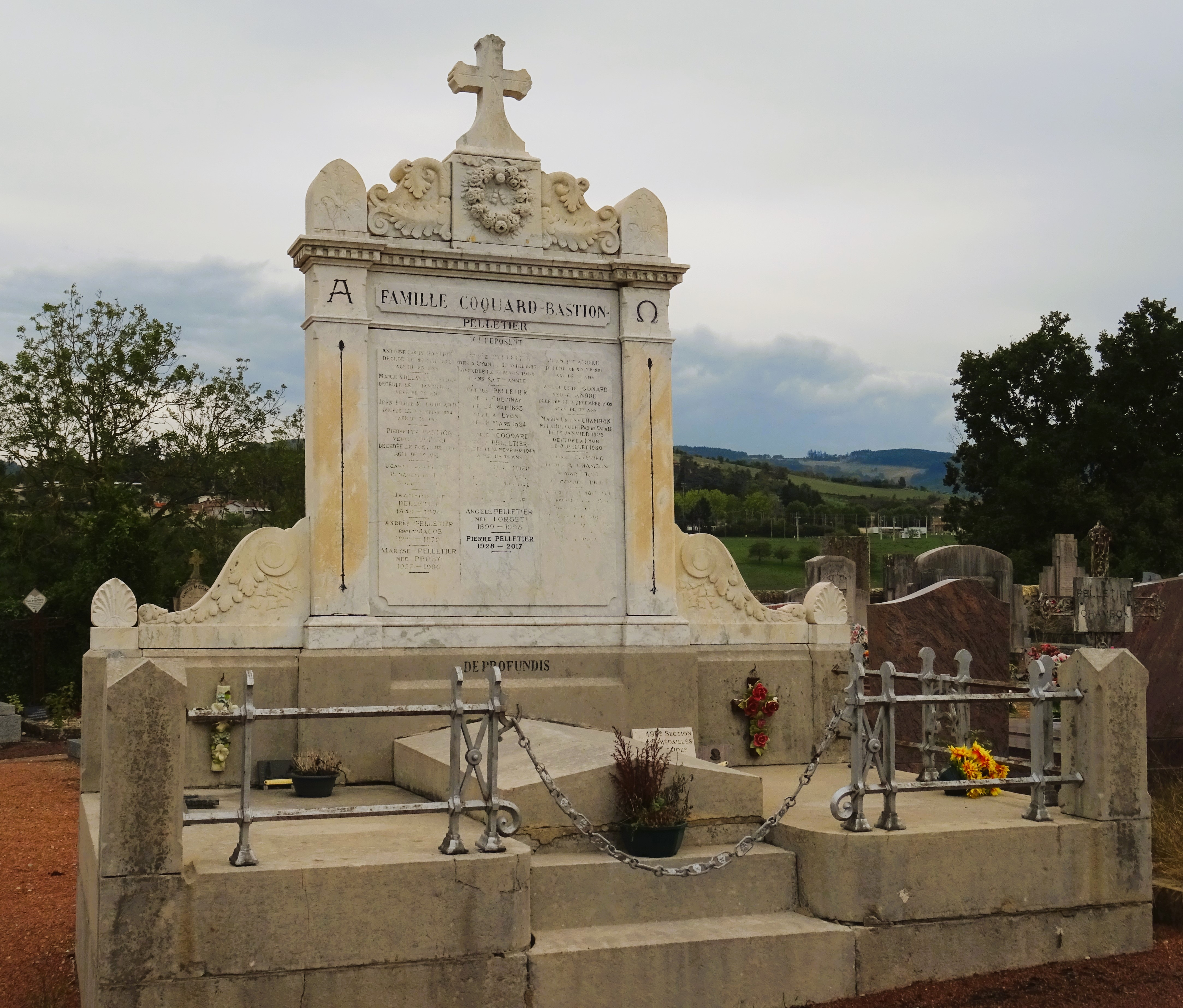
Tombe de la famille Coquard Bastion
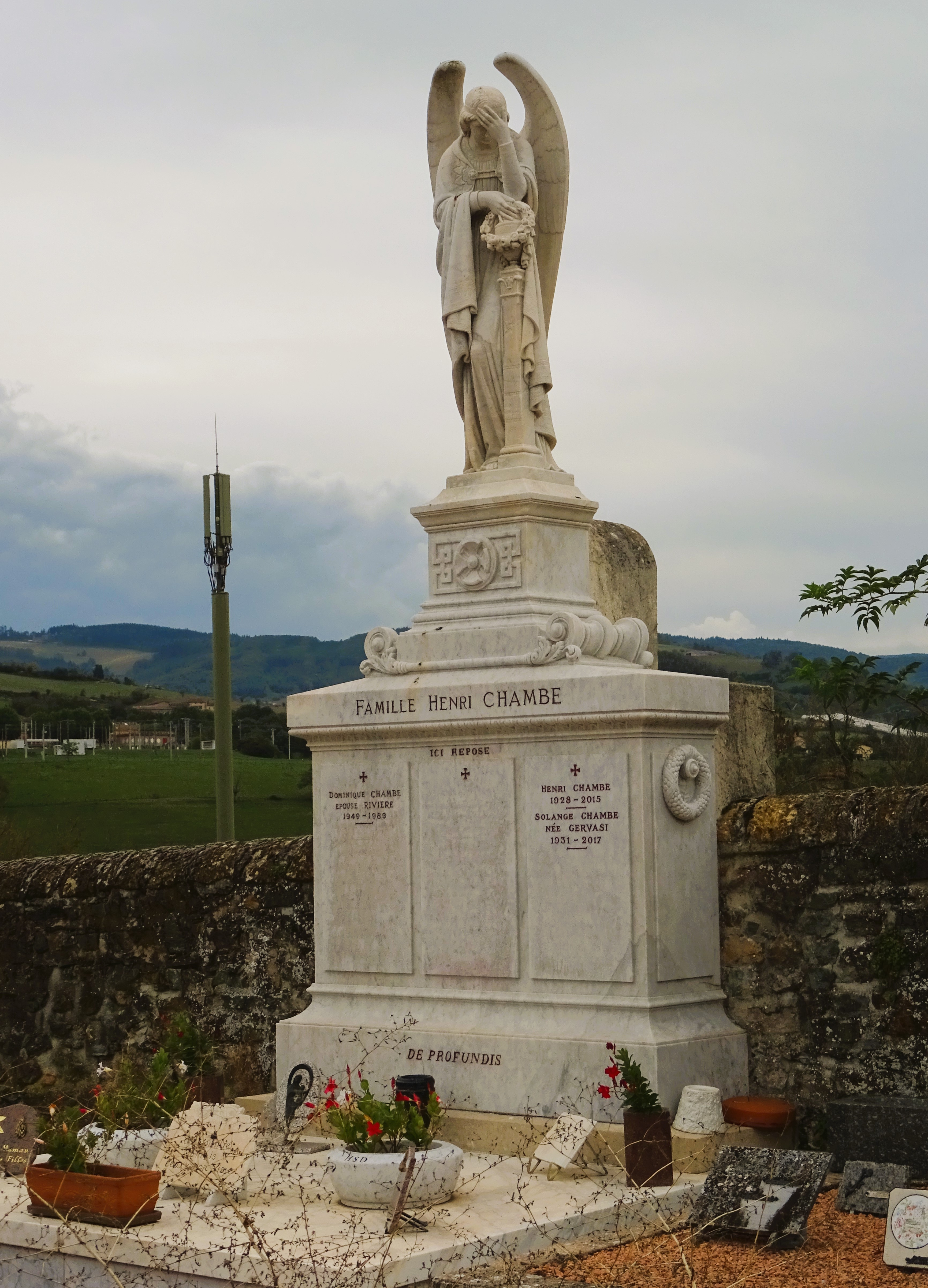
Tombe de la famille Chambe
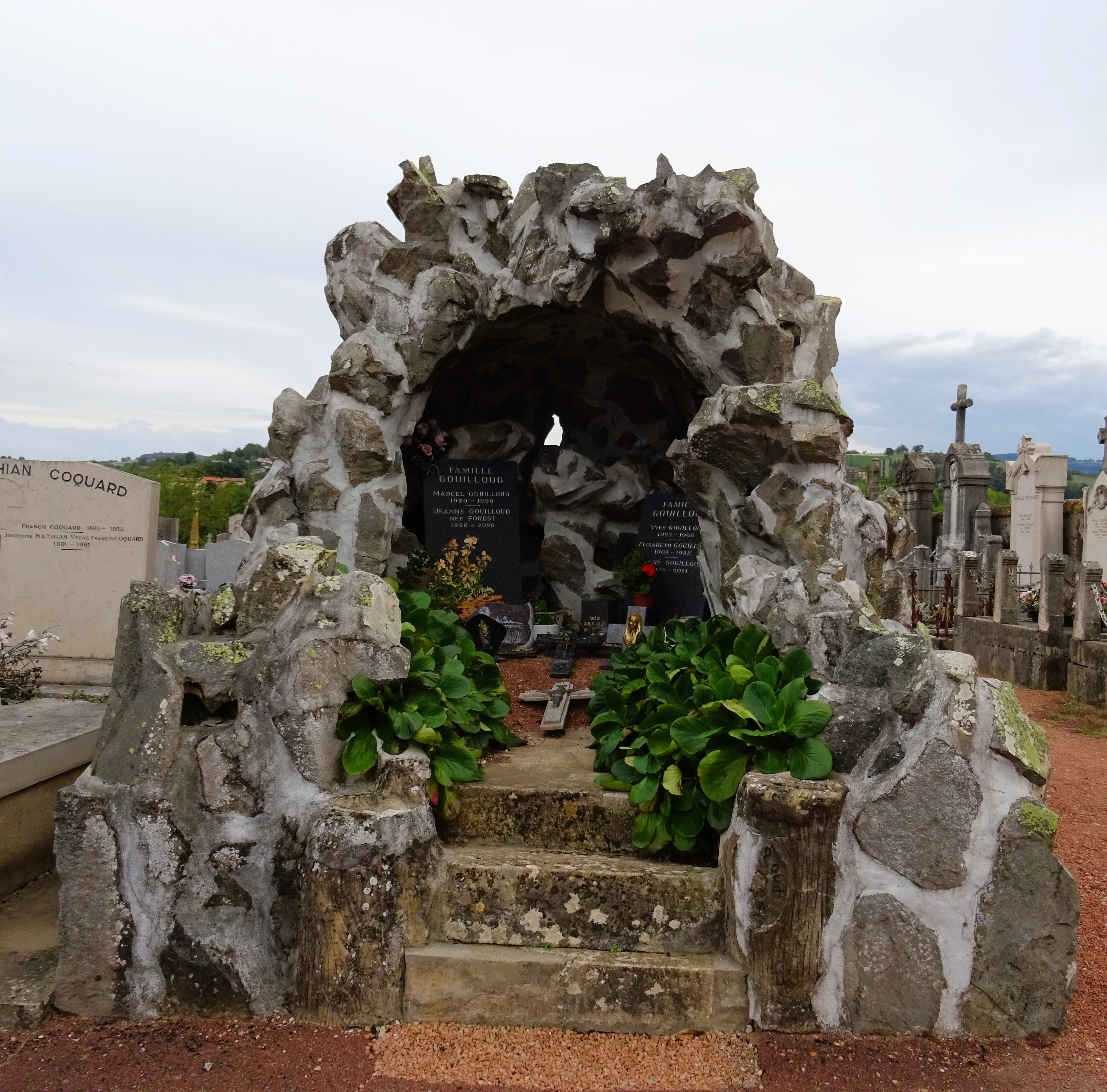
Tombe de la famille Gouilloud

### Les anciennes industries

#### Une gamme variée
Alors que toute industrie a pratiquement disparu du territoire de Sain-Bel, on imagine mal à quel point cette activité a prospéré dans le passé. Les établissements étaient pratiquement tous concentrés dans l’angle compris entre la Brévenne et le Trésoncle, en-dessous de l’église. La présence d’un moulin mentionnée dès le XVe siècle n’a sûrement pas suffi à motiver les entrepreneurs mais elle a valeur symbolique. « C’est un grand bâtiment dont la façade antérieure à l’est présente un mur en pierre de taille jaune, coiffé d’un toit à deux pans. Au centre de la façade la date de 1845 encadrée des lettres PC (Pierre Cholat) - notaire et ancien maire de la commune - est inscrite dans la pierre ». Il était alors utilisé pour la production de farine. Le souvenir en est conservé dans le nom d’une rue, d’une cour et dans les meules rassemblées sur la place de la mairie. Montée des Religieuses, un petit canal de dérivation,« la chanée », couvert de grandes dalles, longe la façade ouest du bâtiment. Il s’agit peut-être des vestiges d’un ancien bief. La mode des indiennes, plus éphémère, est attestée vers 1770-1780. Plusieurs tanneries dont une rue évoque aussi l’existence ont disparu au cours du XIXe siècle. Et pour finir, un tissage de soie a un peu compensé l’arrêt des fonderies (dont il va être longuement parlé) à partir des années 1880. Transformé en fabrique de chapeaux en 1935, il fermera en 1949.

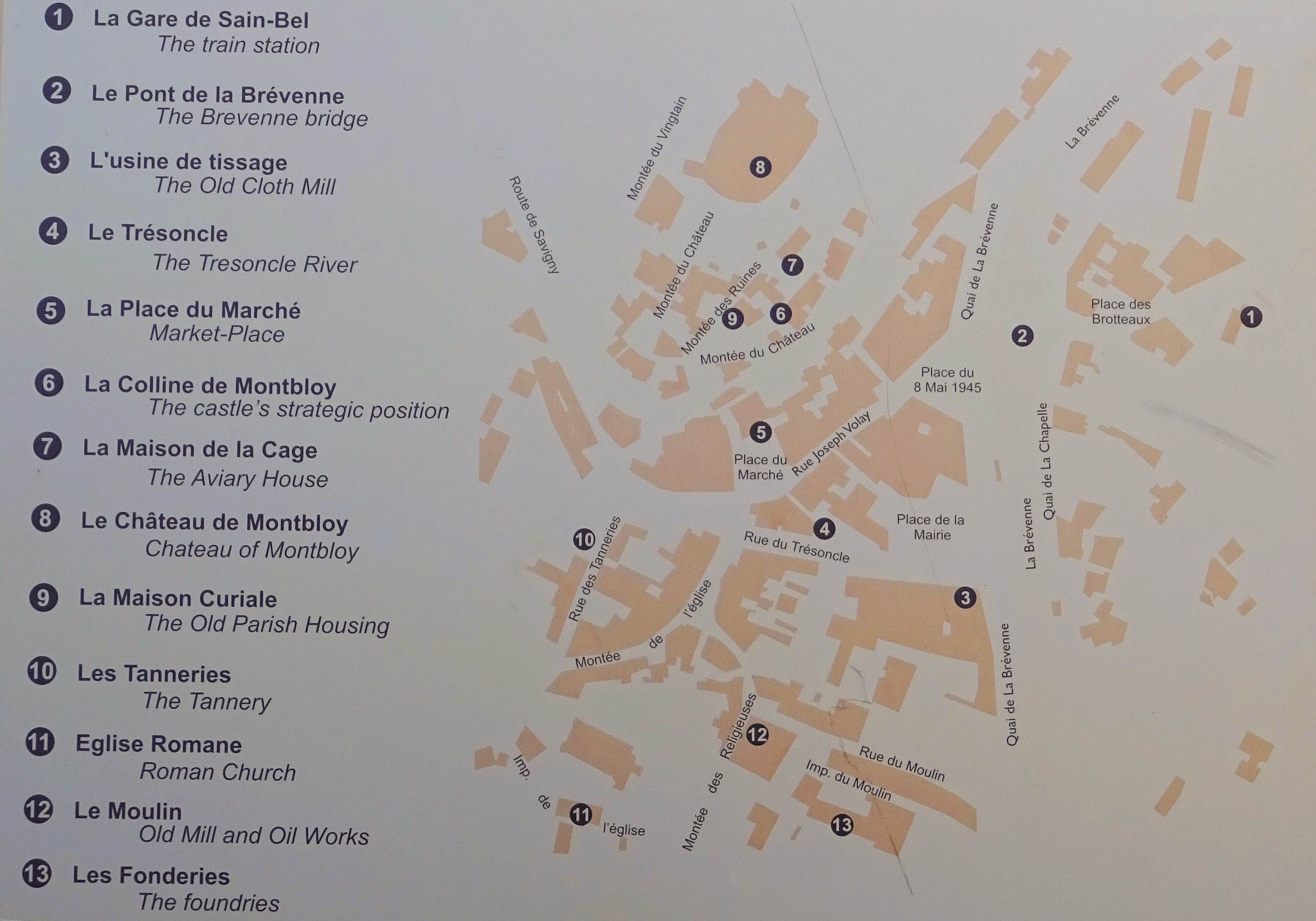
Carte de localisation
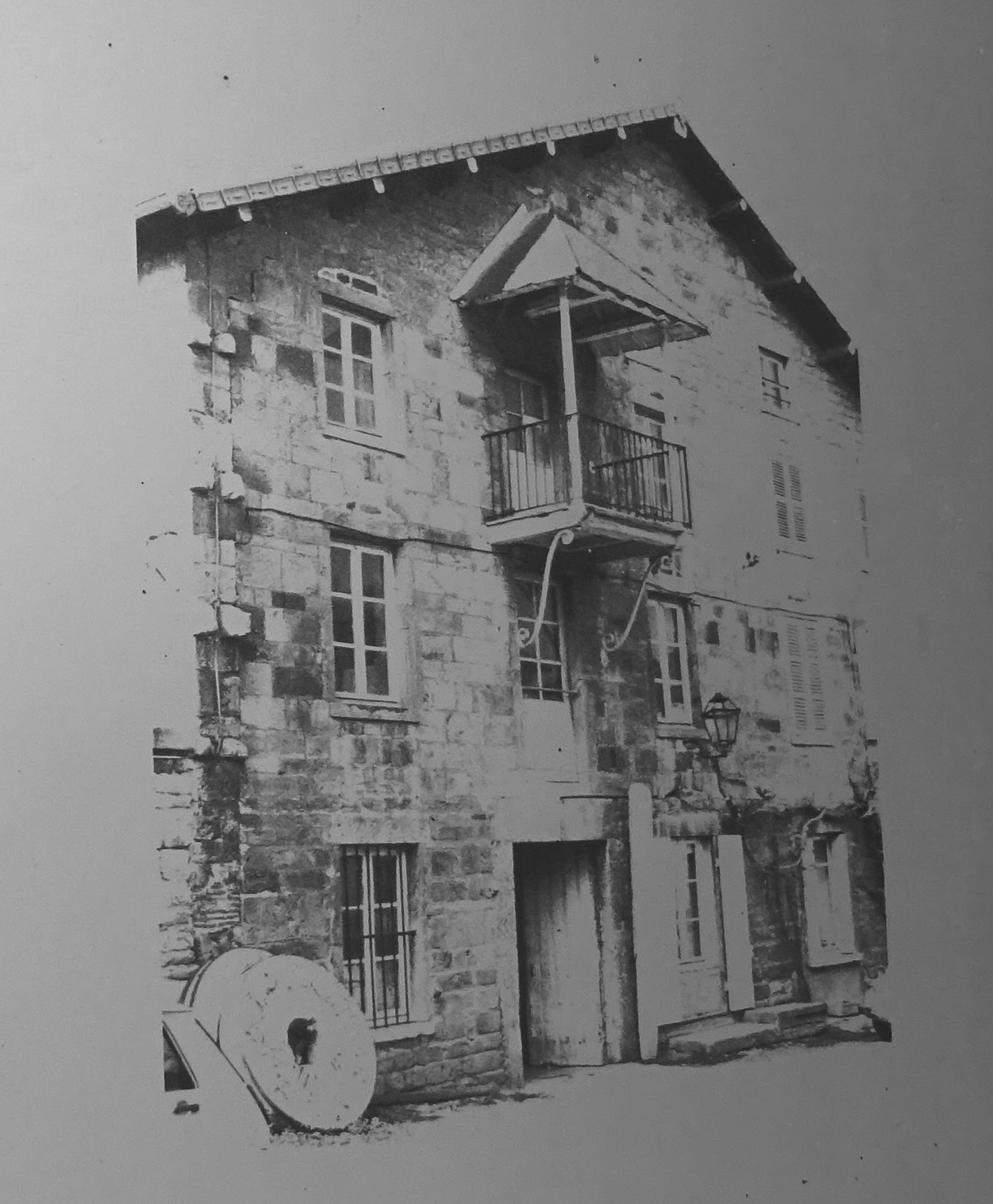
Ancien moulin
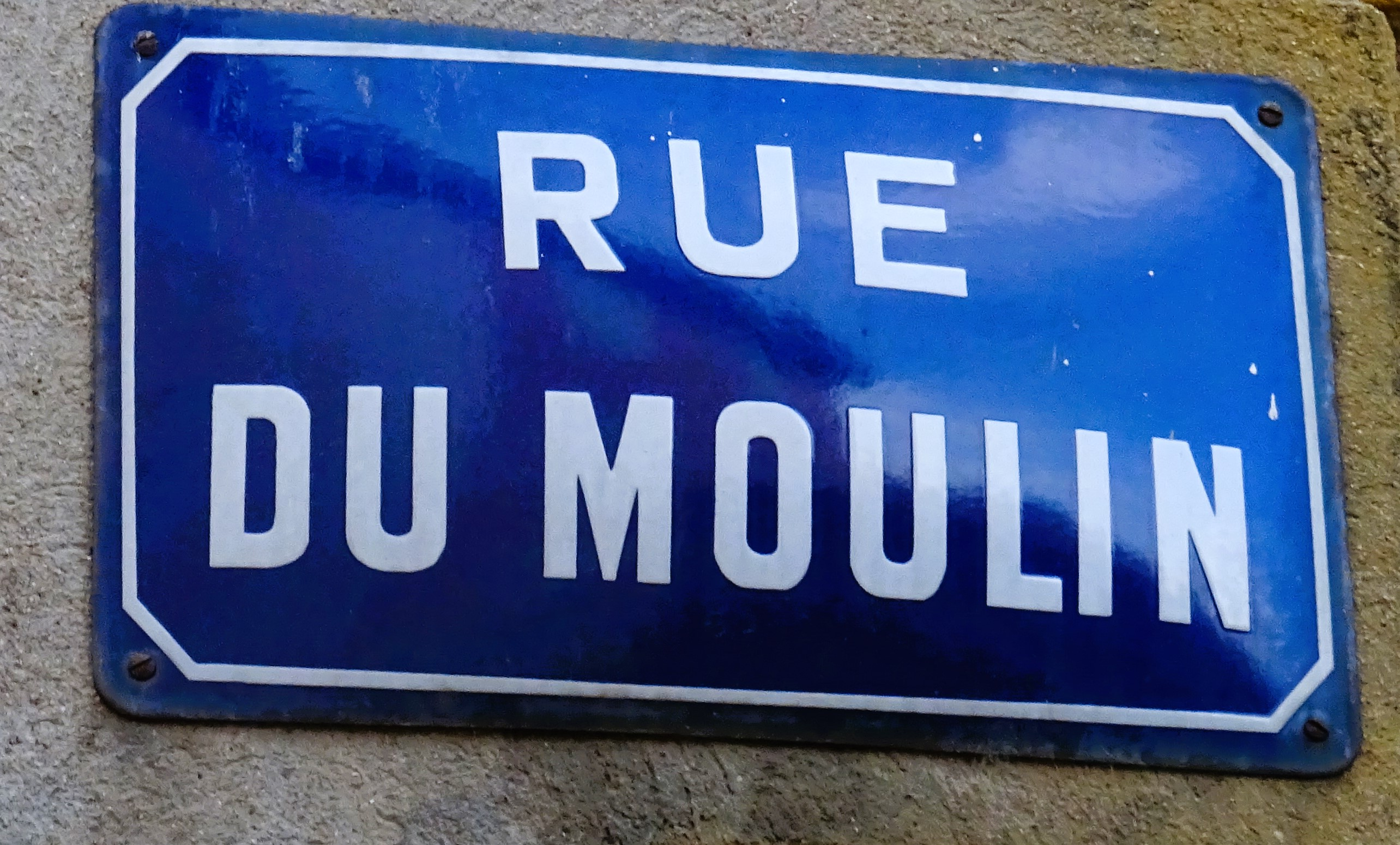
Rue du Moulin
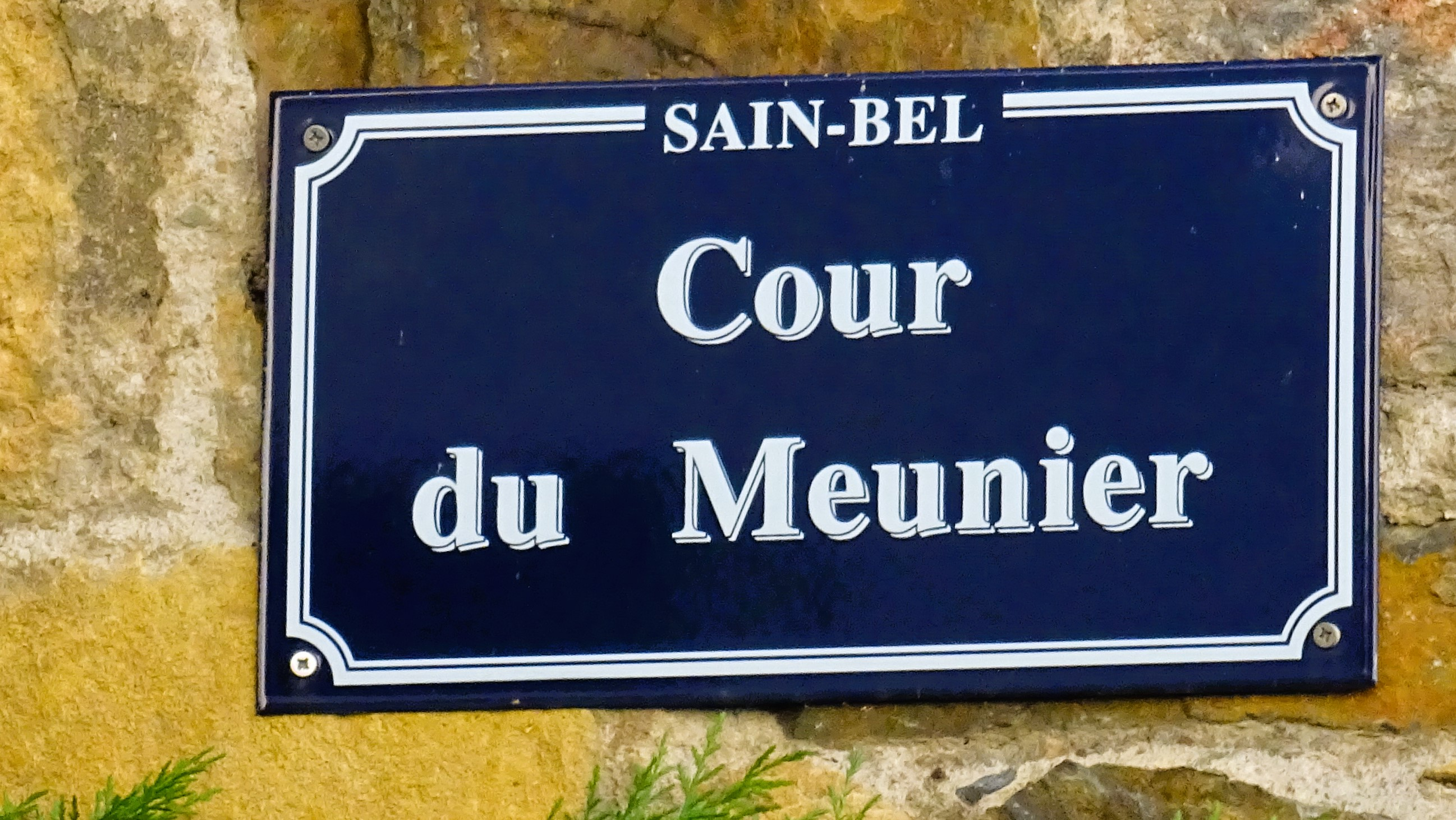
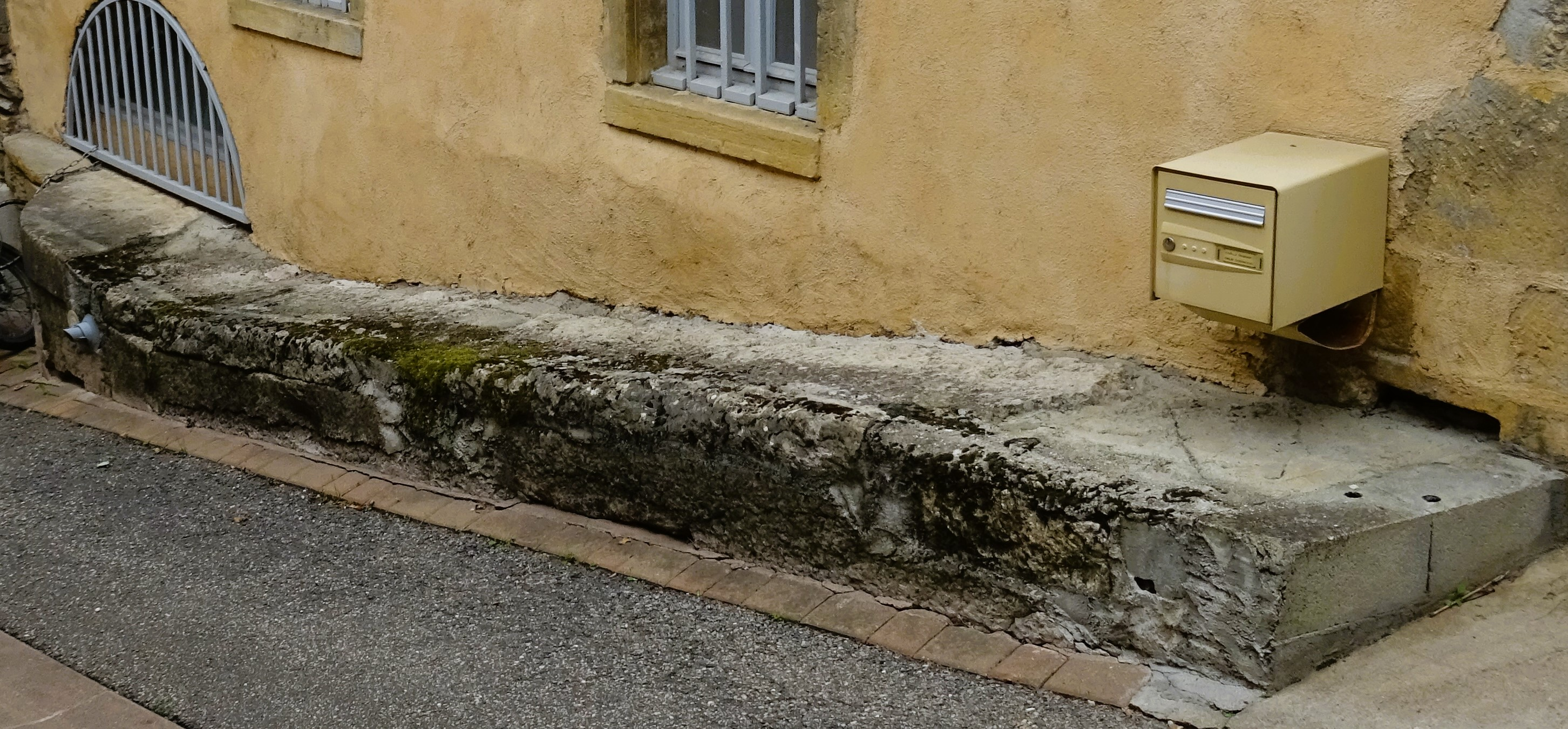
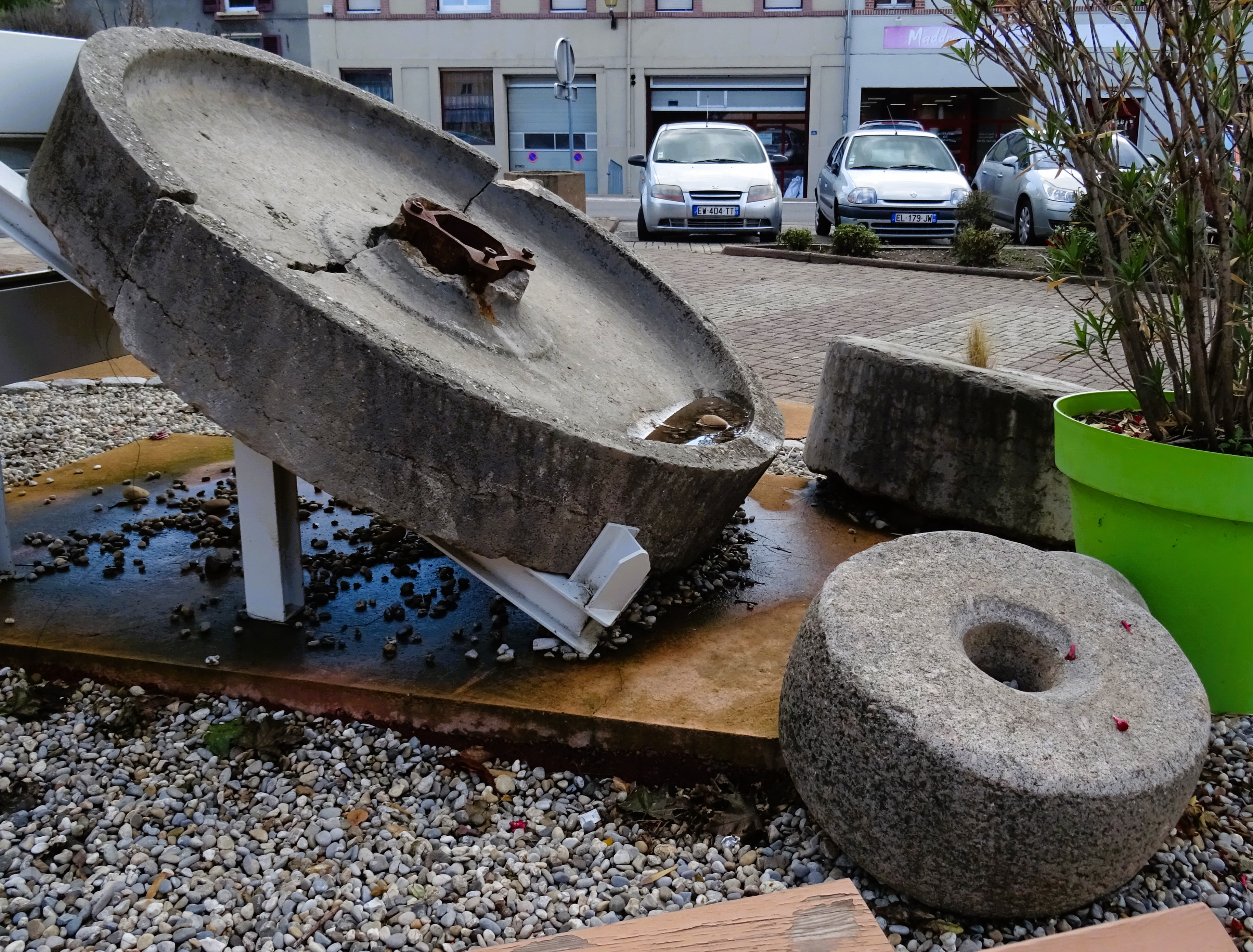
Meules du moulin
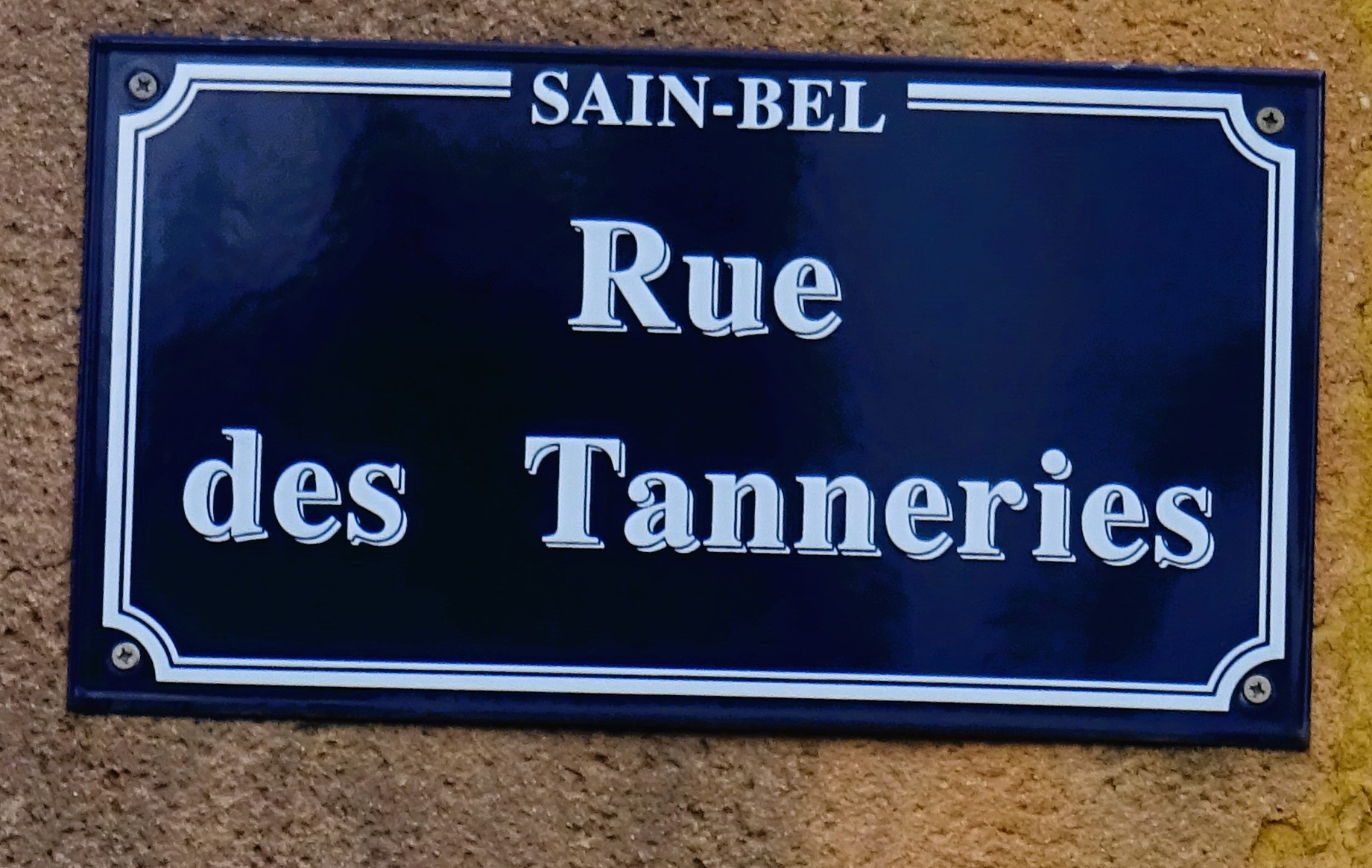
Rue des tanneries

#### Les mines de pyrite
C'est dans ce domaine que Sain-Bel s'est acquis une réputation internationale. Dans de minerai, le disulfure de fer est associé à divers autres métaux et trois peuvent particulièrement intéresser l’industriel : le soufre, le fer et le cuivre. En région lyonnaise son exploitation a concerné les territoires de Chevinay, Sourcieux-les-Mines et Saint-Pierre-la-Palud dans la vallée de la Brévenne et de Chessy-les-Mines dans celle de l’Azergues, à une dizaine de km plus au nord. Au XVe siècle, Jacques Cœur, le grand argentier du roi Charles VII a été un temps propriétaire des mines. C’est le cuivre qui était alors recherché. L’activité a été relancée au XVIIe siècle et s’est développée au XVIIIe siècle, avec la famille Jars, père et fils, qualifiés de grands métallurgistes, toujours pour la production de cuivre. Il n’y a jamais eu d’exploitation sur la commune de Sain-Bel (dont il faut rappeler qu’elle n’avait qu’une superficie de 1,24 km2 jusqu’en 1855). « Au début du XVIIe siècle, l’exploitation du gisement du Pilon, sur la paroisse de Saint-Pierre-la-Palud, mais à proximité immédiate de Sain-Bel, donna lieu à l’appellation de mines de Sain-Bel ». Cette commune a alors été directement concernée. Après un premier grillage sur le carreau de la mine, le minerai y était transporté pour être traité dans des fonderies. Le raffinage avait lieu à Chessy. Ces fonderies occupaient le quartier situé entre la Brévenne et le pied de la colline. Une soixantaine d’ouvriers allemands avaient été recrutés ce qui avait occasionné un problème de logement. Les nuisances étaient mal tolérées. « Les fumées des fourneaux étaient polluantes et les habitants déploraient le préjudice causé tant à leur santé qu’à leurs récoltes […]. De plus l’eau de la Brévenne, nécessaire pour la lessive, le rouissage du chanvre et pour abreuver le bétail était infectée ; le prix du bois, brûlé en grand quantité avait beaucoup augmenté ». Peu de traces subsistent de ces anciens locaux, tout au plus le bâtiment qui abritait des ateliers et une écurie. Après transformation, la maison du directeur au sommet de la montée des Religieuses est devenue un banal immeuble locatif.

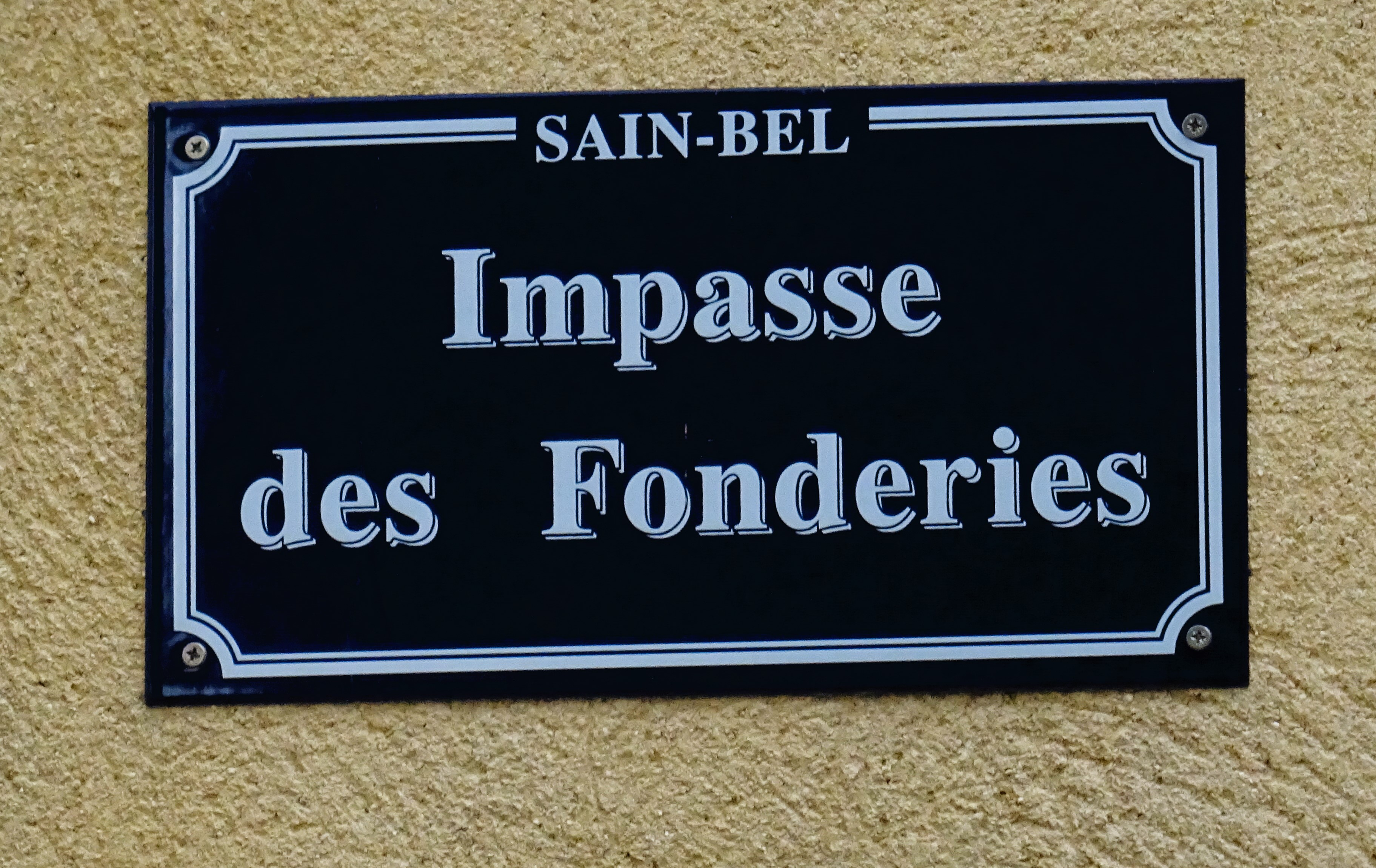
Impasse des fonderies.

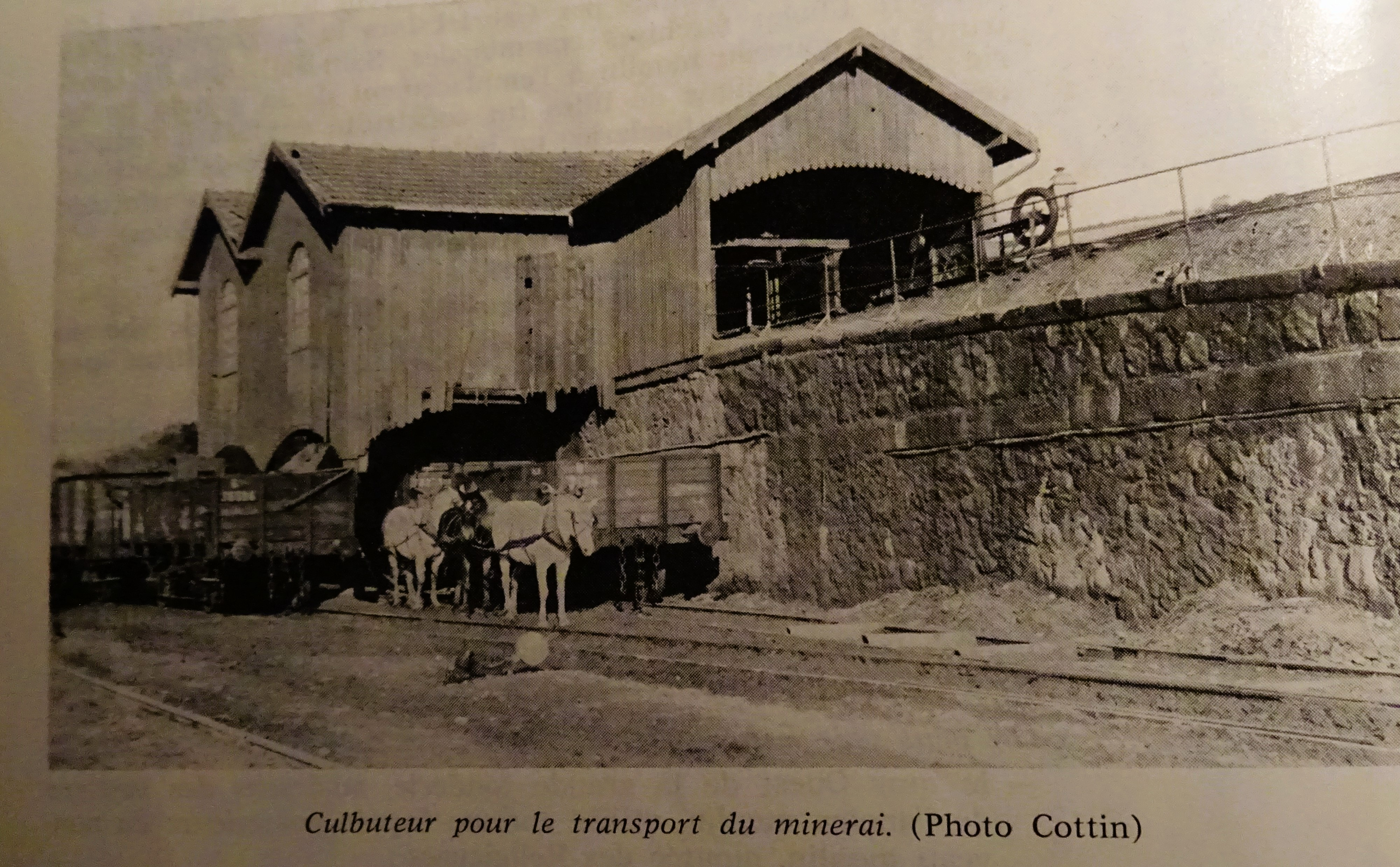
Culbuteur pour le transport du minerai.

L’exploitation a été relancée à partir de 1839 par Claude Marius Perret. Ce dernier avait mis au point un procédé révolutionnaire d’obtention par grillage des pyrites de l’acide sulfurique dont il était fait une grande consommation dans l’industrie textile lyonnaise comme mordant pour la fixation des couleurs. L’intérêt portait donc sur le soufre et les fonderies cessèrent leur activité. En 1871, le groupe Perret a fusionné avec la manufacture de Saint-Gobain et c’est sous cette raison sociale que les mines devaient être exploitées jusqu’au 30 juin 1972. Pendant cette période longue d’un siècle le quartier de la gare a été affecté de grandes transformations. Après la mise en service de la voie ferrée de Lyon-Saint-Paul à Montbrison, « de 1879 à 1952, le transport de la pyrite depuis Saint-Pierre-la-Palud qui auparavant se faisait par charrois de bœufs ou de chevaux, fut assuré par des wagonnets sur rails. […] A l’arrivée un culbuteur permettait de déverser le minerai dans les wagons. Des trémies furent construites par la suite ». Il ne reste aucune trace de ces installations. Le traitement des eaux très polluantes des mines de Saint-Pierre-la-Palud a posé un grave problème. Elles étaient acheminées par une galerie souterraine et décantées dans des douze bassins creusés de part et d’autre de la Brévenne, le dernier en 1960, à l’aval du pont actuel. Ce sont aujourd’hui des étangs. Le dépôt pierreux résiduel était séché et vendu pour l’épuration du gaz d’éclairage.

### Sain-Bel aujourd’hui

#### L'essor démographique

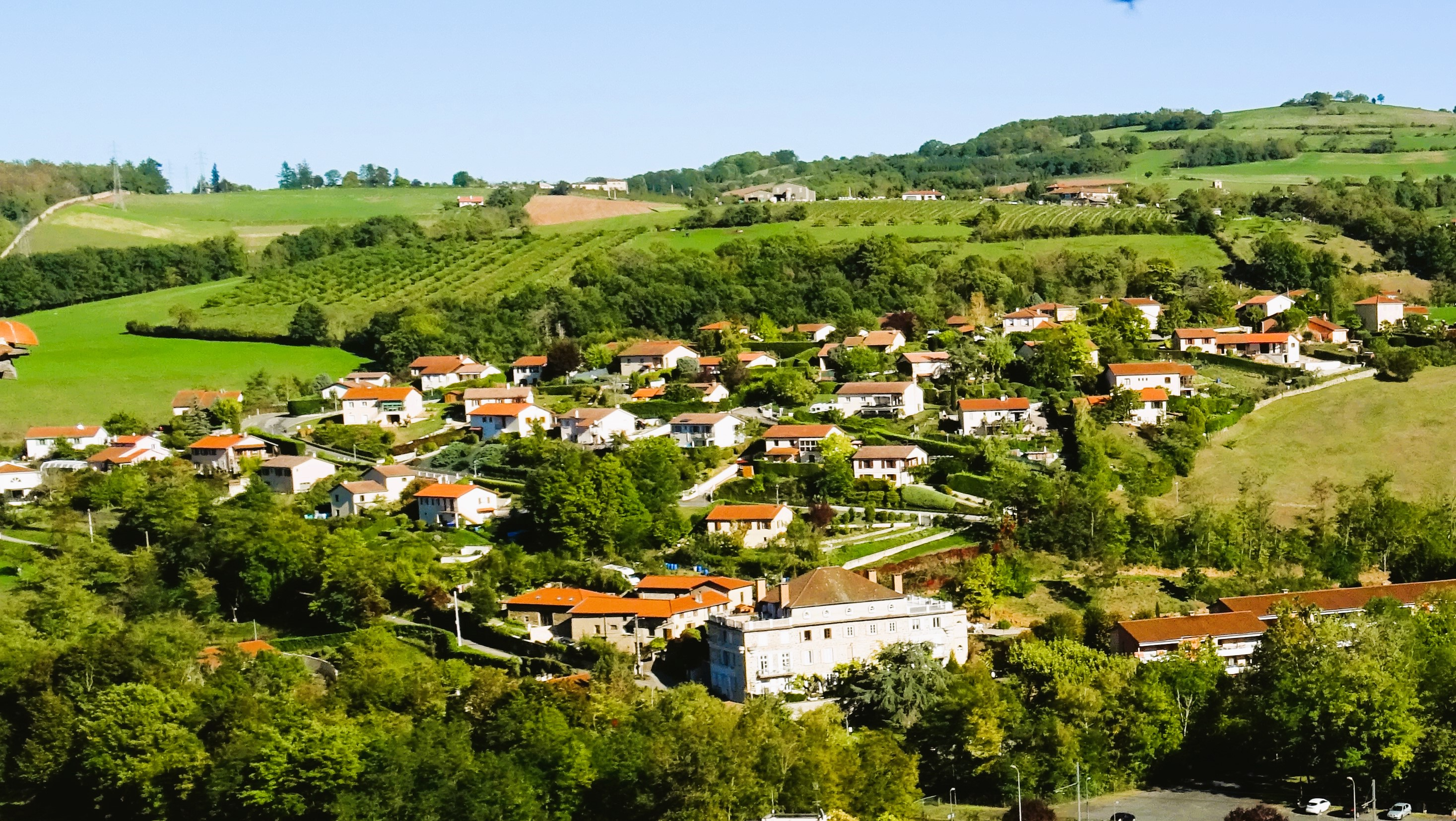
Lotissement de Beaulieu.

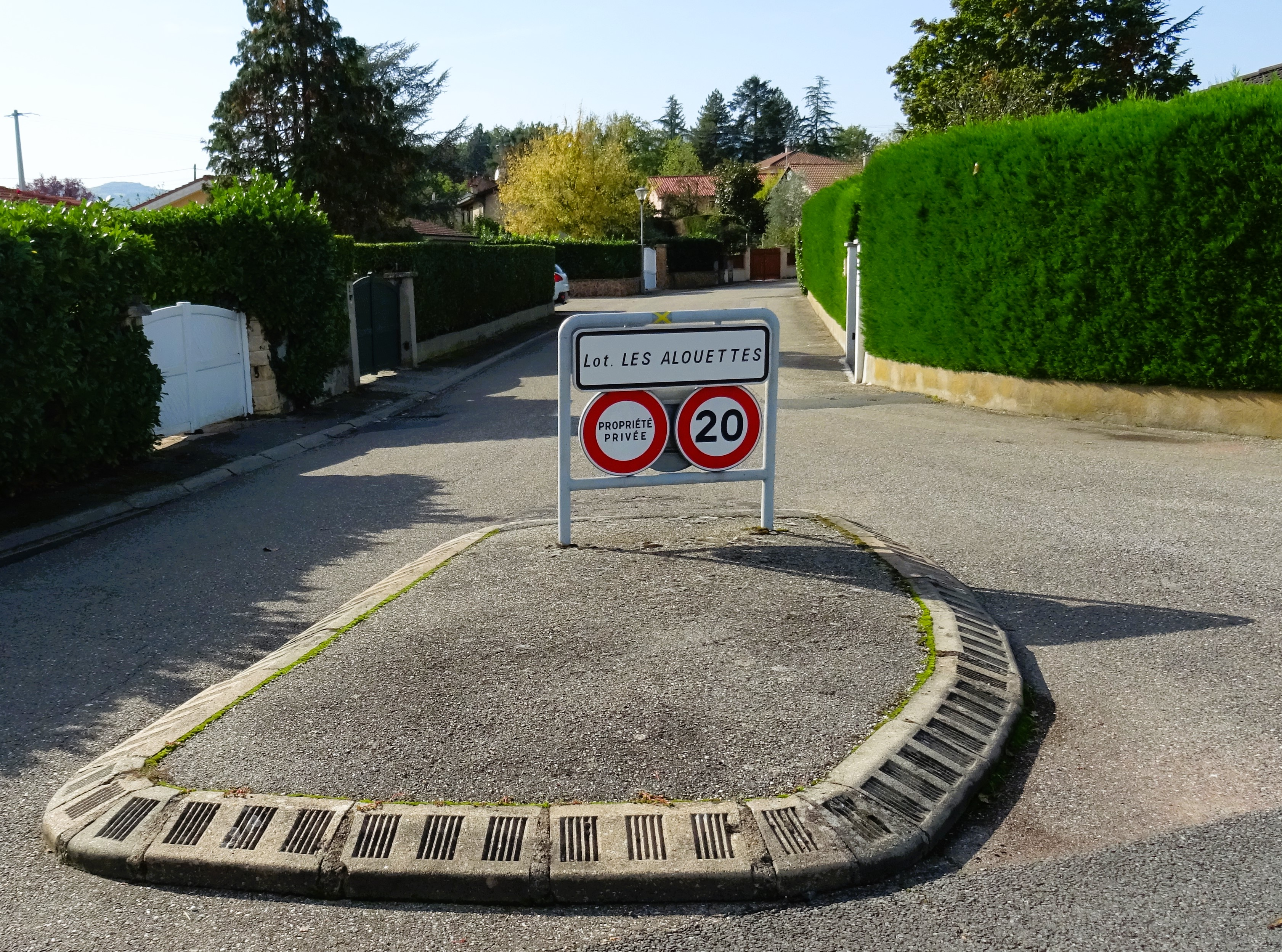
Lotissement des Alouettes.

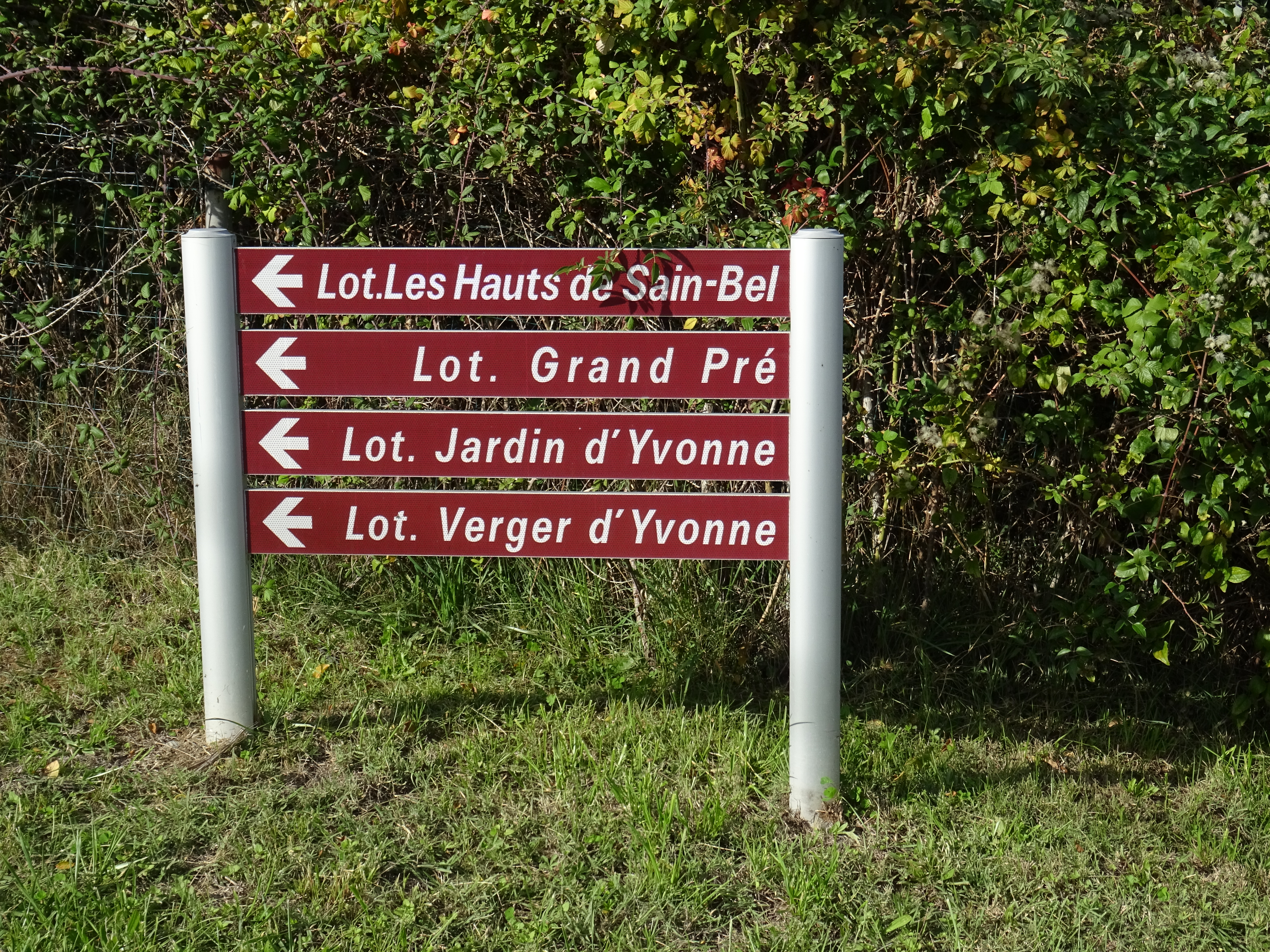
Lotissements voisins.

Il faut distinguer deux phases très distinctes dans l’histoire de Sain-Bel depuis la Deuxième Guerre mondiale. De 1946 à 1968, dans l’ambiance des Trente Glorieuses, la commune renoue avec la croissance. La population passe de 1291 habitants en 1946 à 1798 en 1968 soit une augmentation de 40 %. Sans doute l’exploitation des mines par la société Saint-Gobain a un effet d’entraînement sur l’ensemble de l’économie locale. Leur fermeture en 1972 n’en est que plus durement ressentie et explique le net recul démographique : en 1975, on ne compte plus que 1605 Sainbelois. On assiste depuis cette date à une forte reprise. Les 2299 habitants recensés en 2016 constituent une augmentation de 40 % par rapport à 1975. Pendant cette quarantaine d’années, la croissance n’a jamais cessé , avec deux accélérations. On observe un premier maximum avec une augmentation annuelle de 1,3 % dans la période intercensitaire 1975-1982. Elle est suivie d’un tassement jusqu’à la fin du siècle. La reprise est encore plus accentuée au début du XXIe siècle puisque le taux de croissance annuel atteint 1,7 % de 1999 à 2008 et se maintient depuis à un bon niveau. Corrélativement, la physionomie de la commune s’est transformée. Les sillons de la vallée de la Brévenne et du Trésoncle n’ont pas suffi pour loger cette population en croissance. A partir de 1978, des lotissements ont été aménagés sur le plateau encadrant, dominant la vallée d’une cinquantaine de mètres : les Alouettes et lotissements voisins en rive gauche et Beaulieu en rive droite. De ce fait le patrimoine immobilier a été fortement rajeuni. En 2015, les logements antérieurs à 1945 n'en constituaient plus que 29 4 %. Près de leur moitié (47,8 %) date des années 1971 à 2005. Jusqu’à nos jours, la maison individuelle a toujours largement la préférence sur la cohabitation en immeuble. L’installation de jeunes ménages explique qu’au début, dans cet essor démographique le solde naturel, avec un taux élevé de natalité et une faible mortalité, ait égalé le solde migratoire. Après quelques variations au cours des décennies suivantes c’est encore la situation actuelle.

#### Le problème de l’emploi

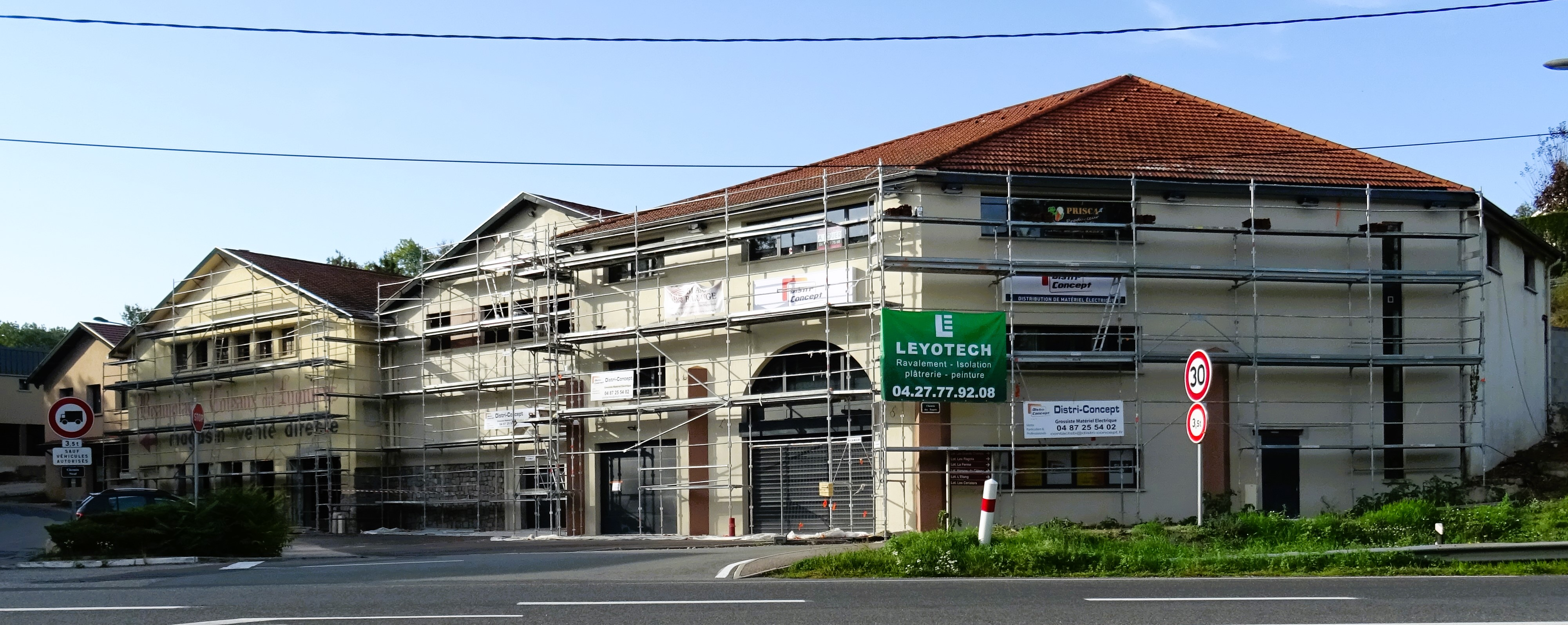
Cave coopérative.

Si l’on en juge par la statistique relative aux catégories socioprofessionnelles la population de Sain-Bel est assez représentative de la société française. La classe agricole a quasiment disparu. Cependant Sain-Bel a été choisi pour l'établissement d'une cave coopérative des coteaux du Lyonnais. Les autres membres actifs figurent dans des proportions équilibrées. A la différence de ce que l’on observe dans une majorité de communes du nord et de l’ouest lyonnais, avec un pourcentage de 16,4 % les ménages de cadres supérieurs ne sont pas surreprésentés, pas plus que ceux des professions intermédiaires avec 20,4 %. La statistique concernant le niveau d’études corrobore cette impression : les personnes de haute formation universitaire (bac + 5) sont une petite minorité (6,5 %). On atteint 17,6 % en ajoutant celles de formation bac + 3.

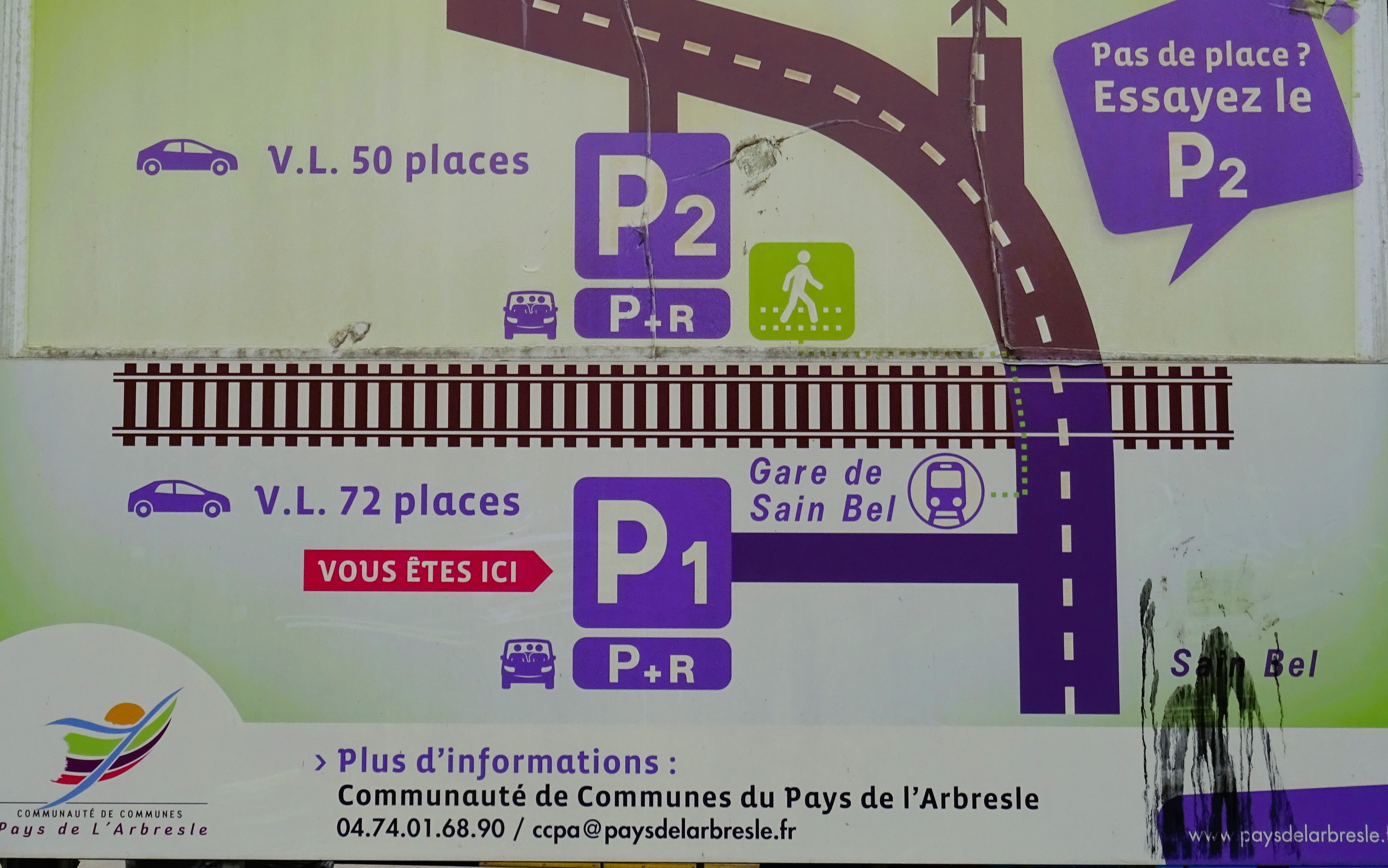
La station TER de Sain-Bel.

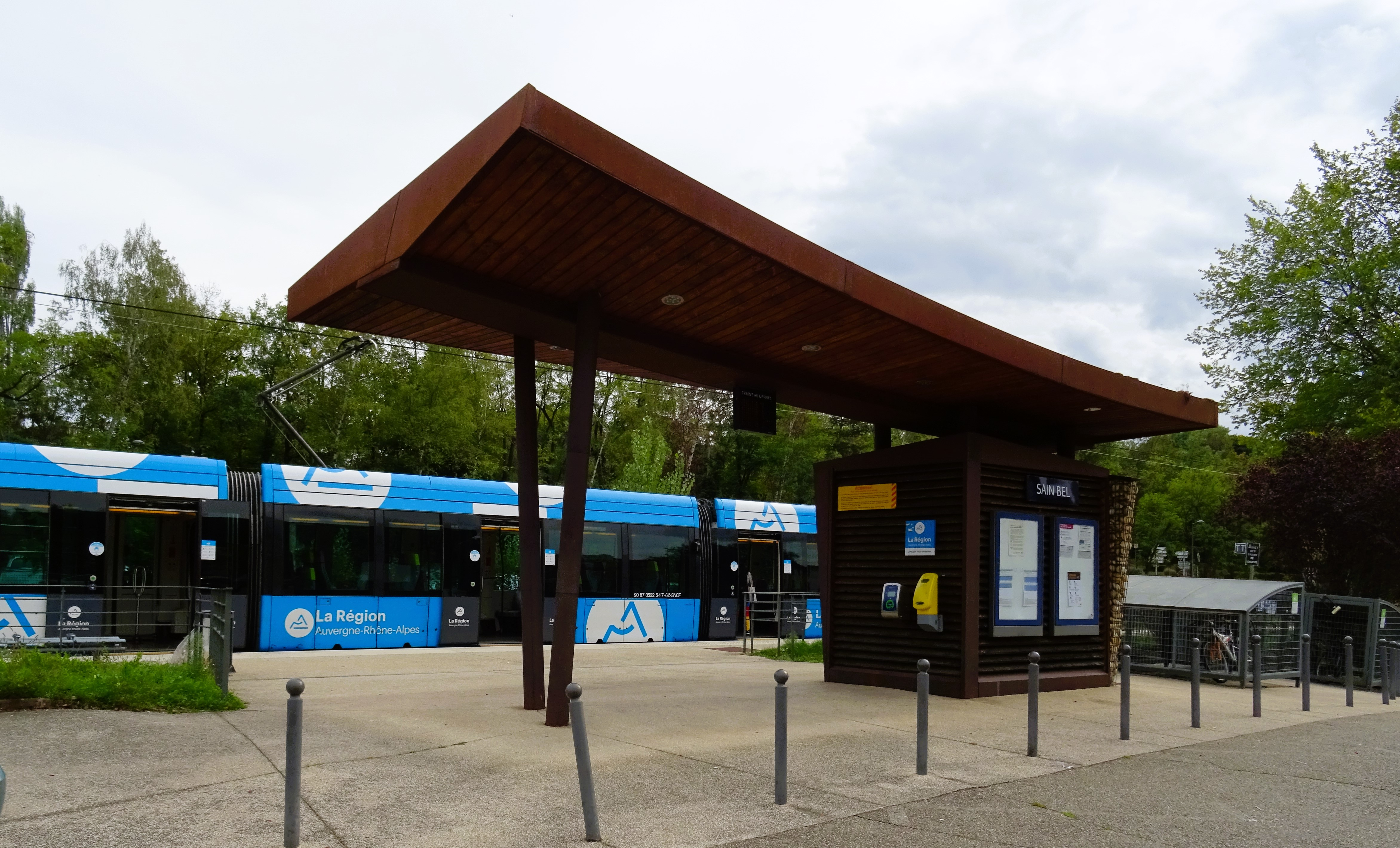
Gare de Sain-Bel.

Le problème de l’emploi est de nature quantitative dans la mesure où rien n’est venu compenser la disparition des activités industrielles d’autrefois (7,9 % aujourd’hui) aujourd’hui) n’a pas été compensée par la création de zones d’activité. Les postes de travail disponibles dans la cité sont ceux qui assurent les services de proximité. Les divers administrations municipales, enseignantes, sanitaires et sociales comptent pour 44,7 % ; en leur ajoutant les secteurs du commerce, du transport et de l’artisanat (29,4 %) et de la construction (15,8 %) on totalise 90 % des 666 actifs travaillant sur place. On évalue à moins de 20 % (18,2 %) le nombre d’actifs employés sur place. Force est donc pour le fort excédent de personnes en activité de se déplacer hors de la commune pour rejoindre leur lieu d’embauche. La voiture est le mode de transport préférée dans près des quatre cinquièmes des cas (77,8 %) contre 12,5 % pour les transports en commun dont le chemin de fer grâce à la ligne de TER Sain-Bel-Lyon Saint-Paul. Le parking de la gare en facilite l’utilisation.

#### Les services publics
De tous temps les autorités municipales ont eu matière à exercer leur action dans le centre du bourg. Il s’est agi par exemple autrefois de créer un réseau de fontaines ou d’édifier des écoles. La salle des fêtes a été construite sur un terrain en vis-à-vis de l’église. Et quand il s’est agi récemment de doter la commune d’une grande mairie adaptée aux besoins accrus des administrés, c’est évidemment au bas des deux collines où est encore concentré l’essentiel de la population. A l’étage a été ouverte une médiathèque.
Pour les équipements sportifs (stade foot, basket, etc), leur taille les excluait du centre. Ils ont été aménagés dans le fond relativement large de la vallée du Trésoncle. Ils sont accompagnés d’une aire de jeux pour les enfants. Le nouveau groupe scolaire y a été récemment ouvert.

Certaines fonctions sont assumées depuis 1995 au niveau de la Communauté de communes du Pays de l’Arbresle. Saint Bel vit en quelque sorte en symbiose avec sa voisine. C’est sur son territoire à l’aval immédiat que sont développées les activités commerciales, les différents services. Une zone industrielle y porte même le nom de trois communes. Sur l’Arbresle également mais sur le plateau de rive gauche de la Brévenne mais en limite de Sain-Bel la zone industrielle de la Ponsonnière avait déjà pris de l’importance avec l’installation d’une filiale de l’entreprise Berliet en 1971. Inversement, le lycée Germaine-Tillion a été édifié juste à côté sur le territoire de Sain-Bel.

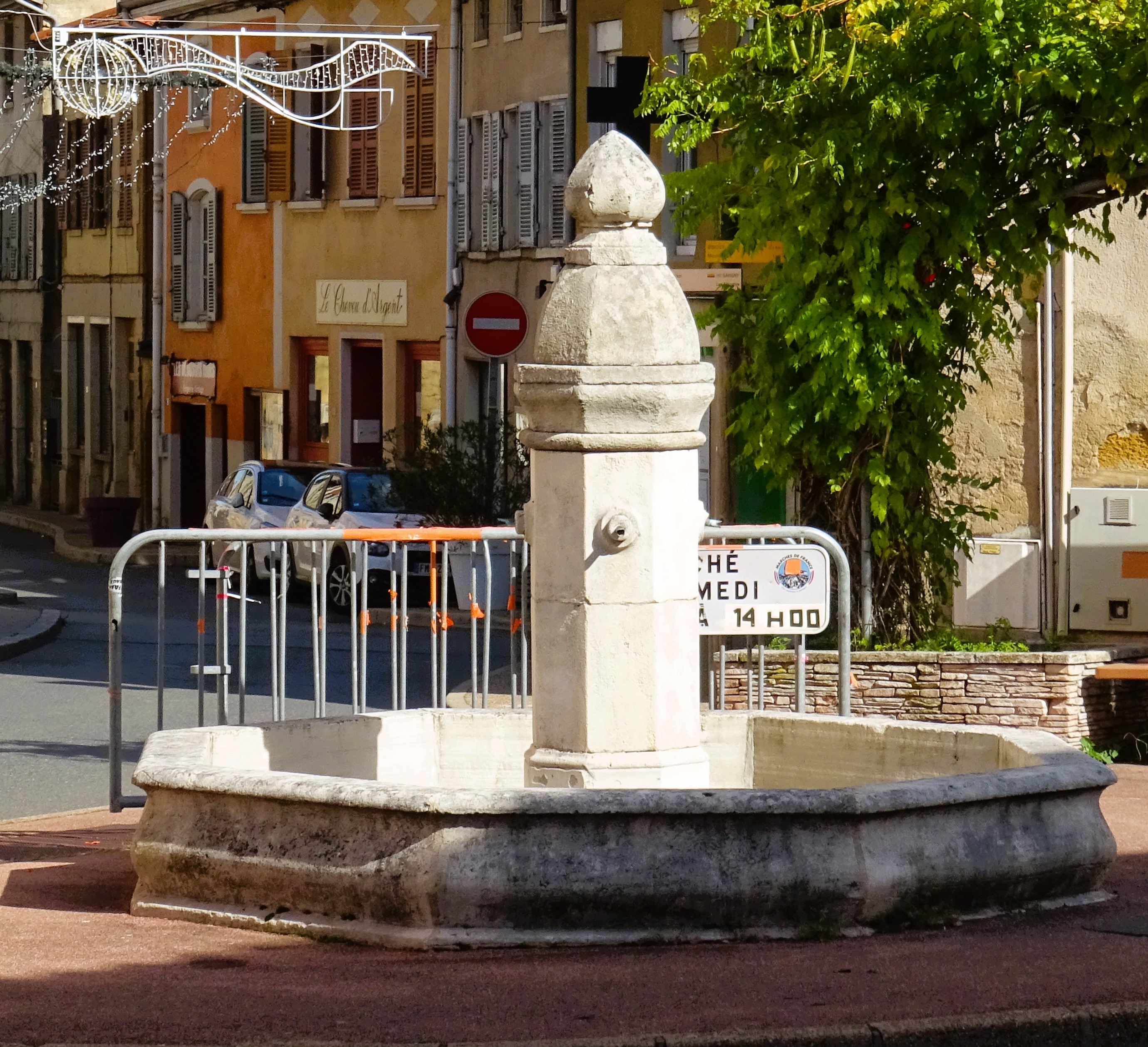
Ancienne fontaine
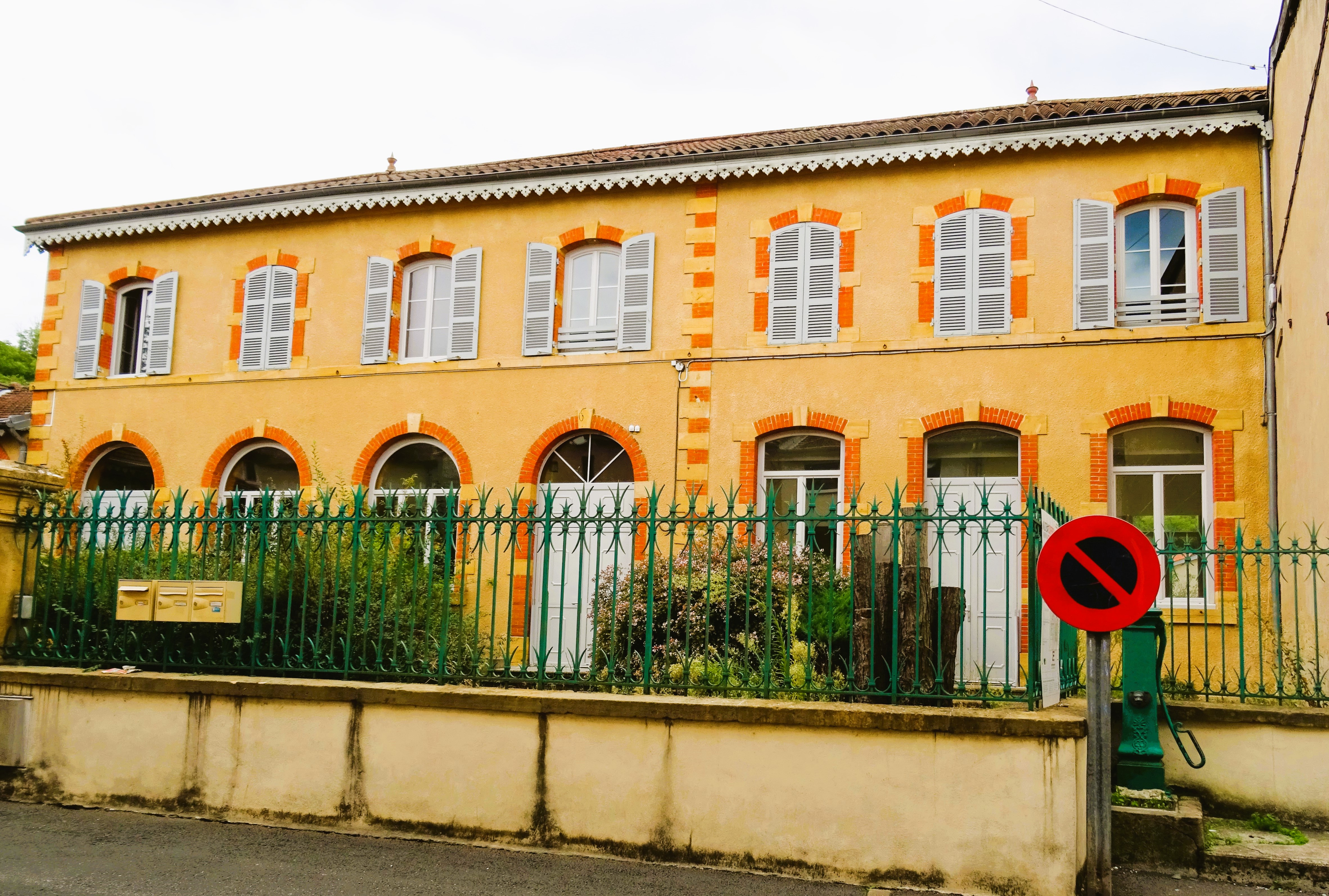
Ancienne école maternelle
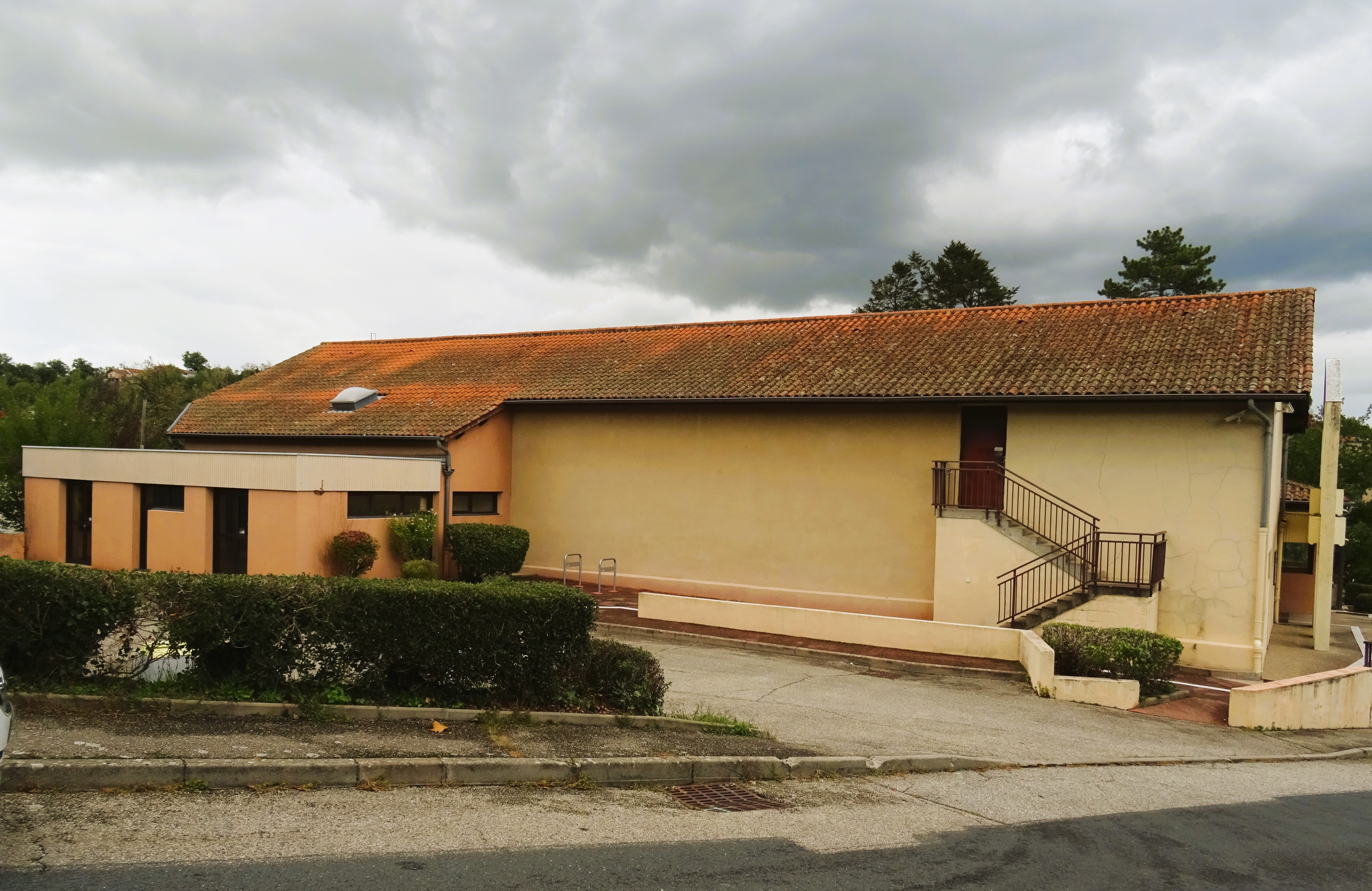
Salle des fêtes
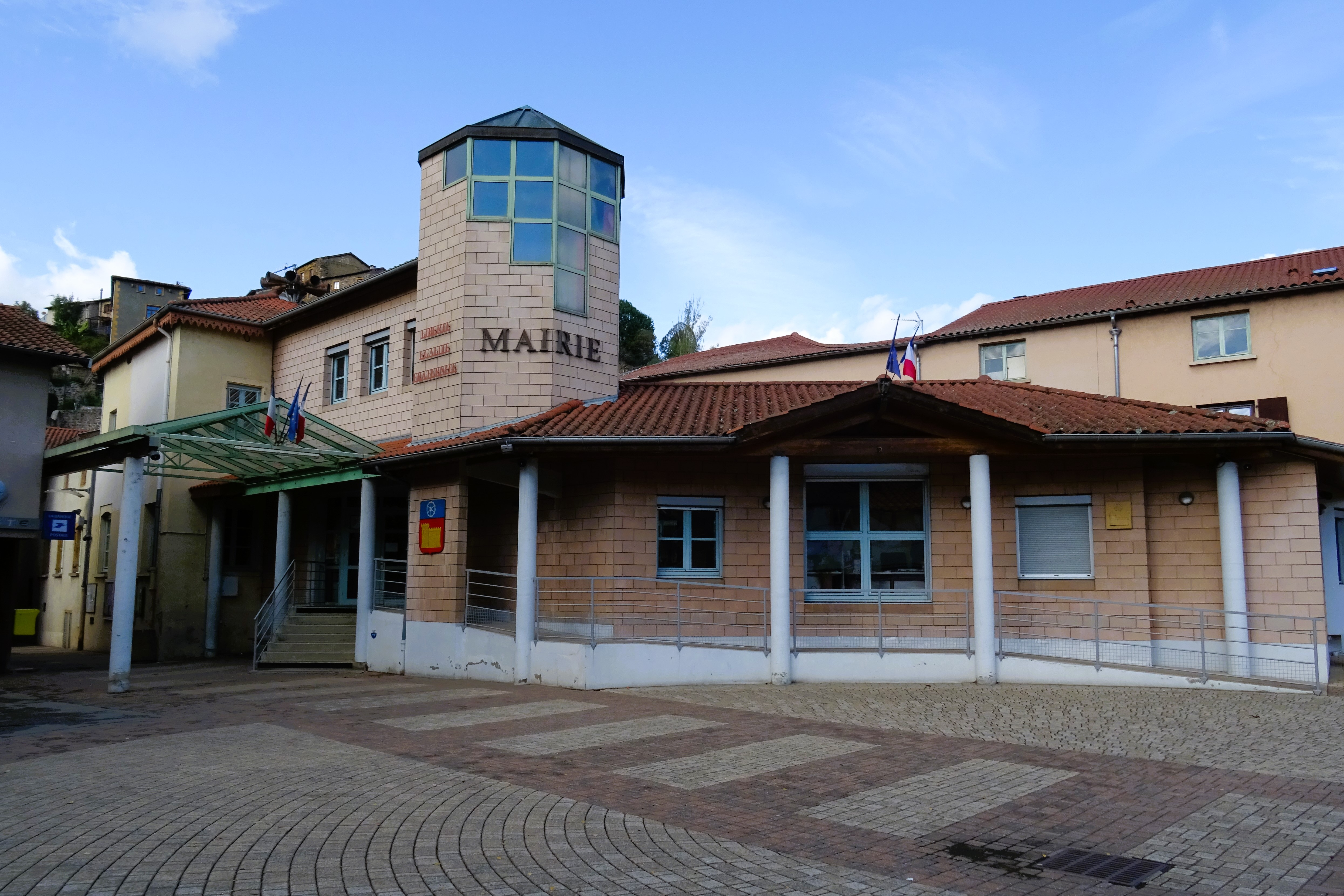
Mairie de Sain-Bel
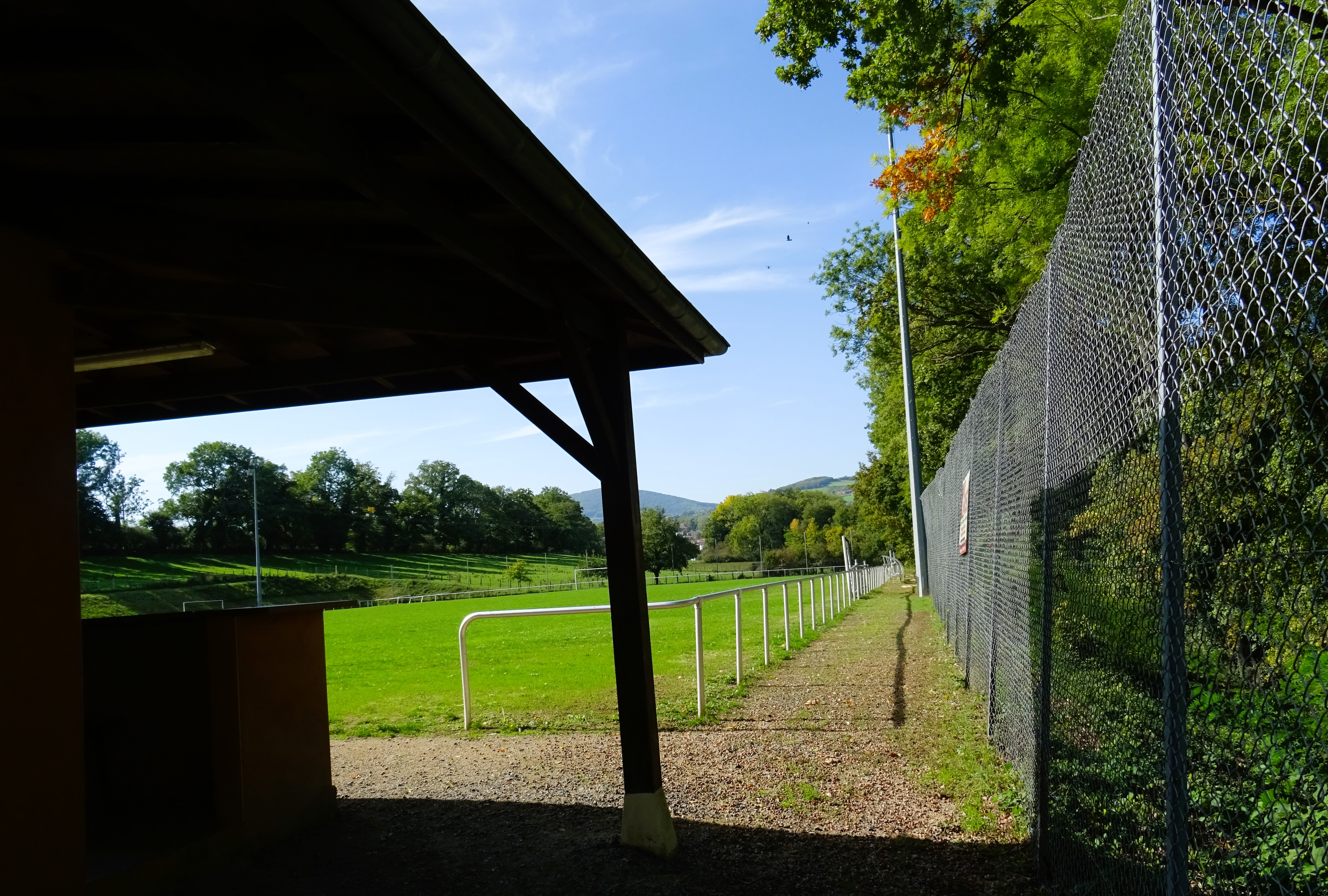
Stade de foot de Sain-Bel
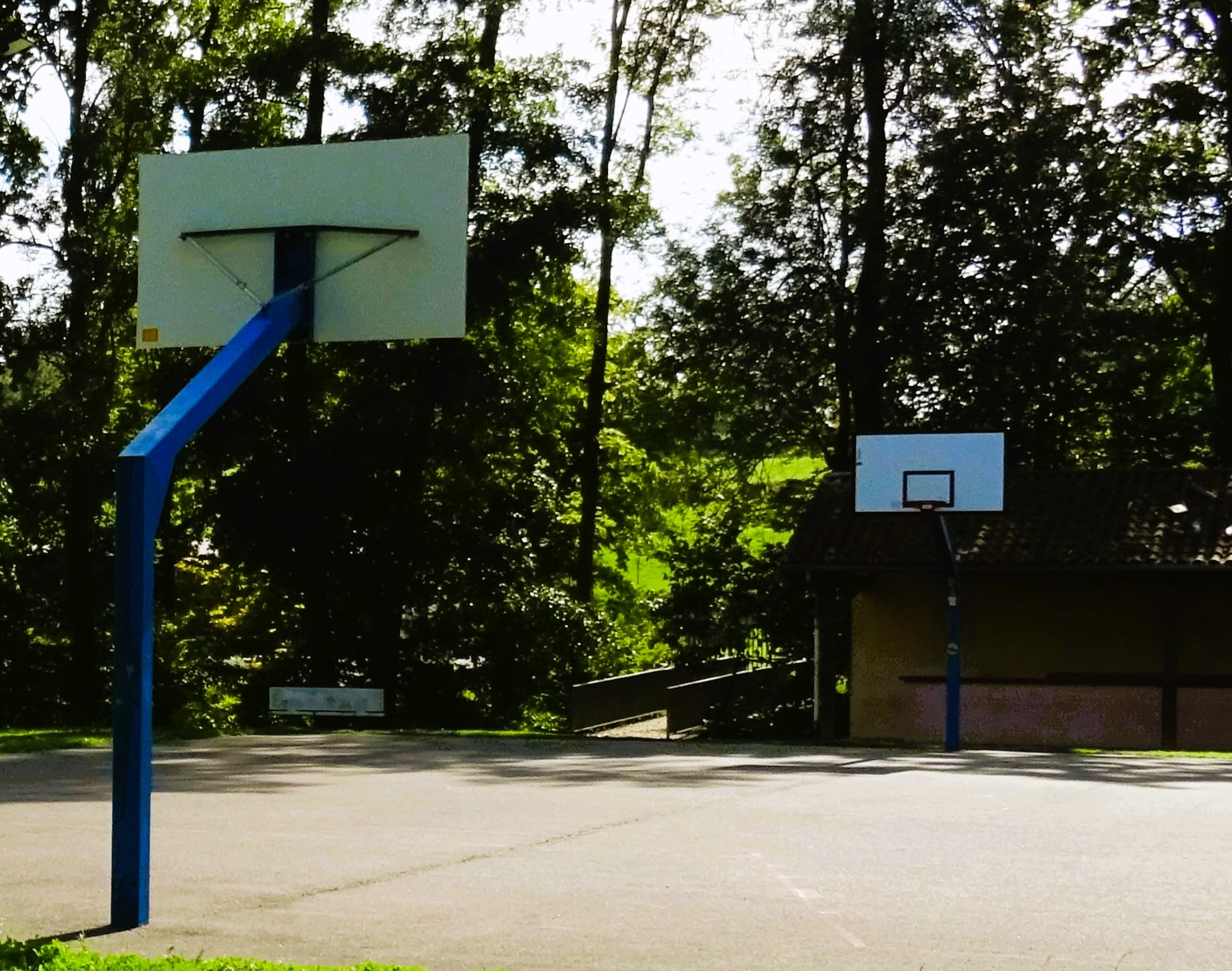
Terrain de basket
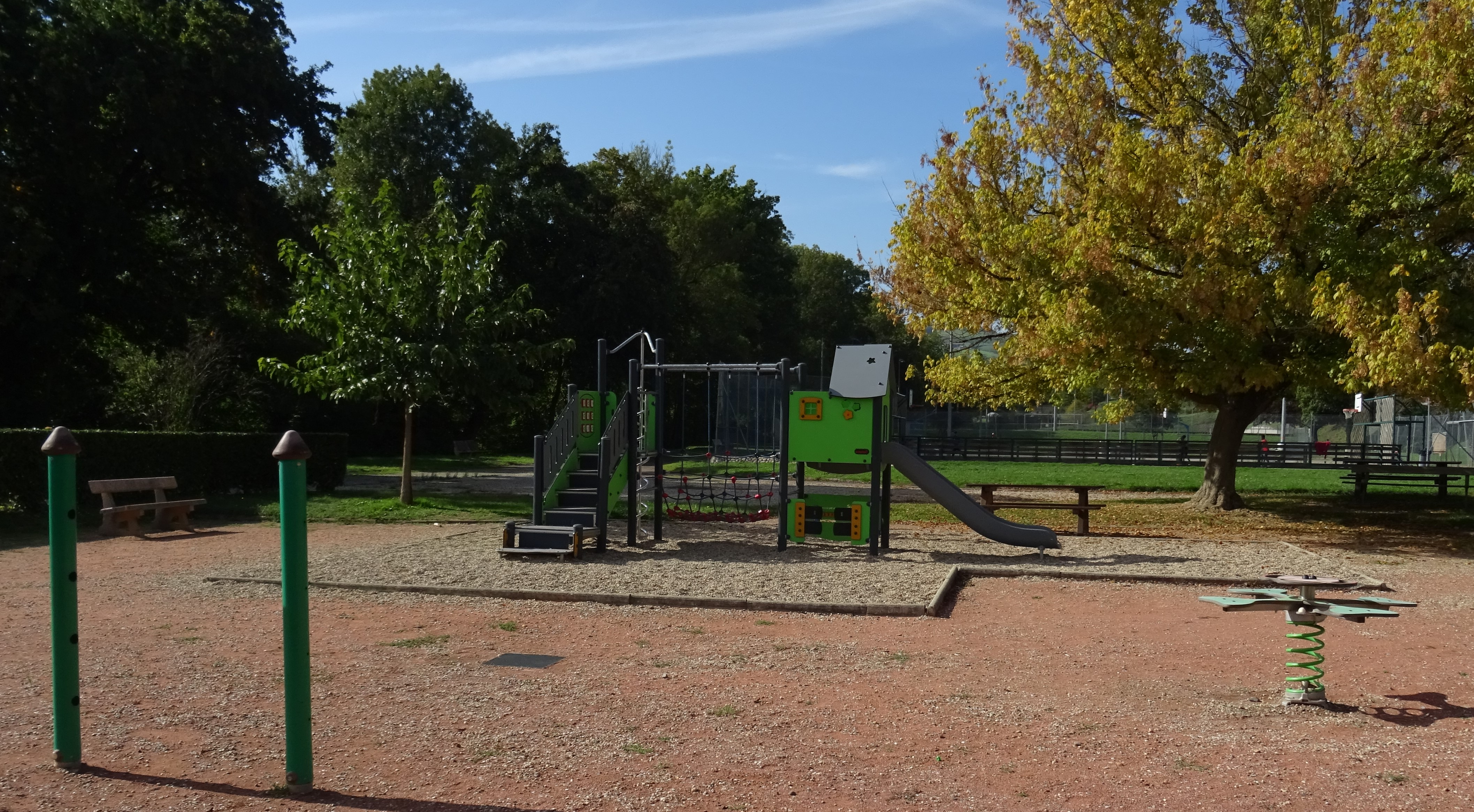
Aire de jeux pour enfants

Le 10 novembre 1873, Sain-Bel fut reliée par un embranchement ferroviaire à la gare de L'Arbresle, située sur la ligne Le Coteau - Saint-Germain-au-Mont-d'Or (Lyon-Roanne). Le 17 janvier 1876, la ligne depuis Sain-Bel fut prolongée jusqu'à Montbrison. La ligne de l'Arbresle à Lyon-Saint-Paul fut construite, permettant ainsi une liaison Lyon - Montbrison par Sain-Bel.

## Politique et administration
| Période                                  | Période                       | Identité                        | Étiquette | Qualité                                                                        |
| ---------------------------------------- | ----------------------------- | ------------------------------- | --------- | ------------------------------------------------------------------------------ |
| ?                                        | ?                             | Pierre Cholat                   |           | Notaire Conseiller général du canton de L'Arbresle (1845 → 1848) Maire en 1842 |
| Les données manquantes sont à compléter. |                               |                                 |           |                                                                                |
| 1947                                     | 1965                          | Jules Chauran                   | PCF       | Retraité SNCF                                                                  |
| ?                                        | mars 1971                     | M. Poizat                       |           |                                                                                |
| mars 1971                                | juin 1995                     | Maurice Berthault, (1929-2020)  |           | Enseignant                                                                     |
| juin 1995                                | mai 2020                      | Bernard Descombes (1958- )      | DVD       | Cadre informatique 1er vice-président de la CC du Pays de L'Arbresle           |
| mai 2020                                 | En cours (au 19 janvier 2021) | Raymond Revellin-Clerc (1952- ) | PS        | Retraité du ministère de la Défense                                            |
| Les données manquantes sont à compléter. |                               |                                 |           |                                                                                |

## Démographie
L'évolution du nombre d'habitants est connue à travers les recensements de la population effectués dans la commune depuis 1793. Pour les communes de moins de 10 000 habitants, une enquête de recensement portant sur toute la population est réalisée tous les cinq ans, les populations de référence des années intermédiaires étant quant à elles estimées par interpolation ou extrapolation. Pour la commune, le premier recensement exhaustif entrant dans le cadre du nouveau dispositif a été réalisé en 2006.

En 2022, la commune comptait 2 568 habitants, en évolution de +11,7 % par rapport à 2016 (Rhône : +3,93 %, France hors Mayotte : +2,11 %).
| 1793 | 1800 | 1806 | 1821 | 1831 | 1836 | 1841 | 1846 | 1851 |
| ---- | ---- | ---- | ---- | ---- | ---- | ---- | ---- | ---- |
| 280  | 500  | 533  | 548  | 455  | 529  | 582  | 598  | 611  |

| 1856 | 1861 | 1866  | 1872  | 1876  | 1881  | 1886  | 1891  | 1896  |
| ---- | ---- | ----- | ----- | ----- | ----- | ----- | ----- | ----- |
| 802  | 978  | 1 136 | 1 297 | 1 403 | 1 455 | 1 532 | 1 728 | 1 819 |

| 1901  | 1906  | 1911  | 1921  | 1926  | 1931  | 1936  | 1946  | 1954  |
| ----- | ----- | ----- | ----- | ----- | ----- | ----- | ----- | ----- |
| 1 855 | 1 807 | 1 704 | 1 405 | 1 451 | 1 409 | 1 413 | 1 249 | 1 405 |

| 1962  | 1968  | 1975  | 1982  | 1990  | 1999  | 2006  | 2011  | 2016  |
| ----- | ----- | ----- | ----- | ----- | ----- | ----- | ----- | ----- |
| 1 851 | 1 798 | 1 605 | 1 761 | 1 892 | 1 919 | 2 148 | 2 249 | 2 299 |

| 2021  | 2022  | - | - | - | - | - | - | - |
| ----- | ----- | - | - | - | - | - | - | - |
| 2 501 | 2 568 | - | - | - | - | - | - | - |

## Économie

### Revenus de la population et fiscalité
Le nombre de ménages fiscaux en 2013 était de 958 (dont 64,1 % sont imposés) représentant 2 299 personnes et la  médiane du revenu disponible par unité de consommation de 21 535 €.

### Emploi
En 2014, le nombre total d’emploi dans la zone était de 683, occupant 1 050 actifs résidants (salariés et non salariés) .
Le taux d’activité de la population âgée de 15 à 64 ans s'élevait à  78 % contre un taux de chômage (au sens du recensement) de 11,7 %. Les inactifs se répartissent de la façon suivante : étudiants et stagiaires non rémunérés 8,4 %, retraités ou préretraités 7,5 %, autres inactifs 6,1 %.

### Entreprises et commerces
En 2015, le nombre d’établissements actifs était de cent quatre vingt dix-neuf dont trois dans l’agriculture-sylviculture-pêche, onze dans l'industrie, trente-trois dans la construction, cent huit dans le commerce-transports-services divers et quarante-quatre étaient relatifs au secteur administratif.
Cette même année, neuf  entreprises ont été créées  dont sept par des Auto-entrepreneurs.

## Culture locale et patrimoine

### Lieux et monuments
Sain-Bel est un village pittoresque sur un coteau. 
- Château des XIIIe et XIVe siècles.
- Petite église remaniée plusieurs fois au Moyen Âge, non utilisée depuis 1945 à la suite de l'effondrement du clocher. L'autre église, commencée à la fin du XIXe siècle, bien que non terminée (le clocher, faute de moyens ne fut jamais érigé) sert depuis au culte.
- Maisons XIVe et XVe siècle.
- Un train touristique à voie normale circule à la belle saison entre l’Arbresle et Sainte-Foy-l'Argentière afin de faire redécouvrir d’anciennes locomotives et wagons restaurés par l’association « Chemin de fer touristique de la Brévenne ».

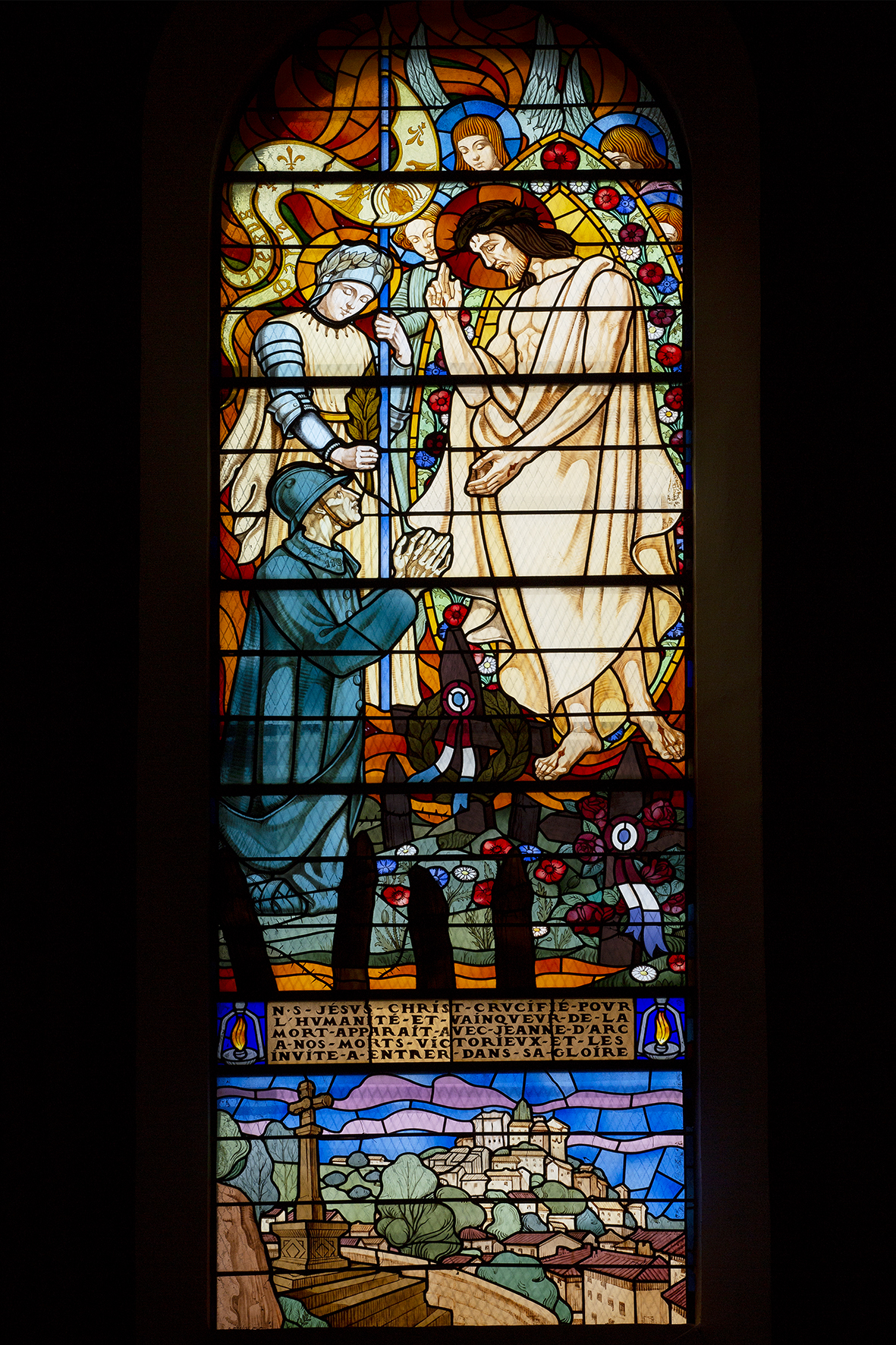
Vitrail patriotique de l'église.

### Héraldique
| Armes | Les armes de Sain-Bel se blasonnent ainsi : De gueules au château d'une seule tour à dextre, le tout d'or ajouré et maçonné de sable, au chef cousu d'azur chargé d'une roue dentée de douze pièces d'argent. |

### Cinéma
Le cinéma Le Strapontin, proche du centre bourg, est géré par une association. Trois a cinq séances en moyenne par semaine sont programmées entre septembre et juin. 
Chaque année en avril Le Strapontin organise le festival du film auralpin.